# Llista de plantes del País Valencià
Relació de totes les plantes vasculars autòctones (i algunes introduïdes, i/o cultivades) presents en el territori administratiu del País Valencià segons el criteri taxonòmic de l'obra Flora dels Països Catalans (1a edició, 1993). En total el llistat consta de 3.219 tàxons i els sinònims més importants.

## A
- Abutilon theophrasti Medic. (= Abutilon avicennae Gaertn.) (malvàcies)
- Acacia farnesiana (L.) Willd. (fabàcies)
- Acer granatense Boiss. (sapindàcies)
- Acanthus mollis L. (acantàcies)
- Acer campestre L. (sapindàcies)
- Acer monspessulanum L. (sapindàcies)
- Acer opalus Mill. (= Acer opulifolium Vill.) (sapindàcies)
- Aceras anthropophorum (L.) Ait. f. (orquídies)
- Achillea ageratum L. (asteràcies)
- Achillea millefolium L. (asteràcies)
- Achillea odorata L. (asteràcies)

- Achillea odorata subsp.  odorata

- Achillea santolinoides Lag. (asteràcies)
- Achillea tomentosa L. (asteràcies)
- Achnatherum calamagrostis (L.) Beauv. (= Stipa calamagrostis (L.) Wahlenb., Calamagrostis argentea DC.) (poàcies)
- Aconitum vulparia Reichenb. (= Aconitum pyrenaicum auct., Aconitum lycoctonum auct.) (ranunculàcies)
- Adonis aestivalis L. (ranunculàcies)

- Adonis aestivalis subsp. aestivalis
- Adonis aestivalis subsp. squarrosa (Steven) Nyman (= Adonis aestivalis L. subsp. provincialis (DC.) C. Steinberg, Adonis dentata Del.)

- Adonis flammea Jacq. (ranunculàcies)

- Adonis flammea subsp. flammea

- Adonis microcarpa DC. (= Adonis dentata Delile subsp. microcarpa (DC.) Riedl, Adonis intermedia Webb et Berth.)
- Adonis vernalis L. (ranunculàcies)
- Aegilops geniculata Roth (= Aegilops ovata L. p.p.) (poàcies)
- Aegilops triuncialis L. (poàcies)
- Aegilops ventricosa Tausch (poàcies)
- Aeluropus littoralis (Gouan) Parl. (poàcies)
- Aetheorhiza bulbosa (L.) Cass. (= Crepis bulbosa (L.) Tausch) (asteràcies)

- Aetheorhiza bulbosa subsp.  bulbosa

- Aethionema saxatile (L.) R. Br. (brassicàcies)

- Aethionema saxatile subsp. ovalifolium DC. Nyman (= Aethionema marginatum (Lap.) Thell., Aethionema monospermum R. Br.)
- Aethionema saxatile subsp. saxatile

- Agave americana L. (asparagàcies)
- Agrimonia eupatoria L. (rosàcies)

- Agrimonia eupatoria subsp. eupatoria
- Agrimonia eupatoria subsp. grandis (Andrz. ex Asch. et Graebn.) Bornm. (= Agrimonia odorata auct. iber. plur., Agrimonia grandis Andrz. ex Asch. et Graebn.)

- Agrostemma githago L. (= Lychnis githago (L.) Scop.) (cariofil·làcies)
- Agrostis capillaris L. (= Agrostis tenuis Sibth., Agrostis vulgaris With.) (poàcies)

- Agrostis capillaris subsp. castellana (Boiss. et Reut.) O. Bolòs, R.M. Masalles et J. Vig (= Agrostis castellana Boiss. et Reut.)
- Agrostis capillaris subsp. olivetorum (Godr. in Gren. et Godr.) O. Bolòs, R.M. Masalles e (= Agrostis olivetorum Godr. in Gren. et Godr.)

- Agrostis nebulosa Boiss. et Reut. (poàcies)
- Agrostis stolonifera L. (= Agrostis alba auct.) (poàcies)

- Agrostis stolonifera subsp. stolonifera

- Ailanthus altissima (Mill.) Swingle (= Ailanthus glandulosa Desf.) (simarubàcies)
- Aira caryophyllea L. (poàcies)

- Aira caryophyllea subsp. caryophyllea

- Aira cupaniana Guss. (= Aira uniaristata auct.) (poàcies)
- Airopsis tenella (Cav.) Asch. et Graebn. (poàcies)
- Aizoon hispanicum L. (aïzoàcies)
- Ajuga chamaepitys (L.) Schreb. (lamiàcies)

- Ajuga chamaepitys subsp. chamaepitys

- Ajuga iva (L.) Schreb. (lamiàcies)
- Ajuga pyramidalis L. (lamiàcies)
- Alchemilla hybrida (L.) L. (rosàcies)
- Alisma plantago-aquatica L. (alismatàcies)
- Alkanna tinctoria Tausch (boraginàcies)
- Alliaria petiolata (Bieb.) Cavara et Grande (= Alliaria officinalis Andrz., Sisymbrium alliaria (L.) Scop.) (brassicàcies)
- Allium ampeloprasum L. (amaril·lidàcies)

- Allium ampeloprasum subsp. ampeloprasum (= Allium multiflorum Desf.)

- Allium melananthum Coincy (amaril·lidàcies)
- Allium moly L. (amaril·lidàcies)
- Allium moschatum L. (amaril·lidàcies)
- Allium neapolitanum Cyrillo (amaril·lidàcies)
- Allium oleraceum L. (amaril·lidàcies)
- Allium paniculatum L. (= Allium oporinanthum Brullo, Pavone et Salmeri) (amaril·lidàcies)

- Allium paniculatum subsp. pallens (L.) Richter
- Allium paniculatum subsp. paniculatum
- Allium paniculatum subsp. stearnii (Pastor et B. Valdés) O. Bolòs, R.M. Masalles et J.

- Allium roseum L. (amaril·lidàcies)
- Allium scorodoprasum L. (amaril·lidàcies)

- Allium scorodoprasum subsp.  rotundum (L.) Stearn

- Allium senescens L. (amaril·lidàcies)

- Allium senescens subsp.  montanum (Fries) Holub (= Allium fallax Schultes et Schultes f.)

- Allium sphaerocephalon L. (= Allium ebusitanum F. Q.) (amaril·lidàcies)
- Allium subhirsutum L. (amaril·lidàcies)

- Allium subhirsutum subsp.  subhirsutum

- Allium triquetrum L. (amaril·lidàcies)
- Allium vineale L. (amaril·lidàcies)
- Aloe arborescens Mill. (asfodelàcies)
- Aloe maculata All. (= Aloe umbellata DC.) (asfodelàcies)
- Alopecurus arundinaceus Poiret in Lam. (= Alopecurus ventricosus Pers.) (poàcies)
- Alopecurus geniculatus L. (poàcies)

- Alopecurus geniculatus subsp.  fulvus (Sm.) Trab. (= Alopecurus aequalis Sobol.)

- Alopecurus myosuroides Huds. (= Alopecurus agrestis L.) (poàcies)
- Alternanthera caracasana Humb., Bonpl. et Kunth (= Alternanthera peploides (Willd. ex Roem. et Schultes) Urb., Alternanthera repens (L.) Link p. p.) (amarantàcies)
- Althaea cannabina L. (malvàcies)

- Althaea cannabina subsp.  cannabina

- Althaea hirsuta L. (malvàcies)

- Althaea hirsuta subsp. hirsuta

- Althaea officinalis L. (malvàcies)
- Alyssum alpestre L. (brassicàcies)

- Alyssum alpestre subsp. serpyllifolium (Desf.) Rouy et Fouc. (= Alyssum serpyllifolium Desf.)

- Alyssum alyssoides (L.) L. (= Alyssum calycinum L.) (brassicàcies)
- Alyssum granatense Boiss. et Reut. (= Alyssum hispidum Loscos et Pardo) (brassicàcies)
- Alyssum lapeyrousianum Jord. (= Ptilotrichum lapeyrousianum (Jord.) Jord. in Jord. et Fourr., Hormatophylla lapeyrousiana (Jord.) Küpfer) (brassicàcies)
- Alyssum libycum (Viv.) Coss. (= Lobularia lybica (Viv.) Meissn.) (brassicàcies)
- Alyssum linifolium Stephan ex Willd. (= Meniocus linifolius (Stephan ex Willd.) DC.) (brassicàcies)
- Alyssum maritimum (L.) Lam. (= Lobularia maritima (L.) Desv.) (brassicàcies)
- Alyssum montanum L. (brassicàcies)

- Alyssum montanum subsp. atlanticum (Desf.) Nyman (= Alyssum atlanticum Desf.)
- Alyssum montanum subsp. montanum

- Alyssum simplex Rudolphi (= Alyssum campestre auct., Alyssum minus (L.) Rothm.) (brassicàcies)
- Alyssum spinosum L. (= Ptilotrichum spinosum (L.) Boiss., Hormatophylla spinosa (L.) Küpher) (brassicàcies)
- Amaranthus albus L. (amarantàcies)
- Amaranthus blitoides S. Watson (amarantàcies)
- Amaranthus blitum L. (= Amaranthus lividus L., Amaranthus ascendens Loisel) (amarantàcies)

- Amaranthus blitum subsp.  blitum (= Amaranthus lividus L. subsp. ascendens (Loisel) Heukels)
- Amaranthus blitum subsp. emarginatus (Moq. ex Uline et Bray) Carretero, Muñoz Garm. et Pedrol (= Amaranthus blitum L. subsp. polygonoides (Zolling ex Moq.) Probst, Amaranthus emarginatus Moq. ex Uline et Bray)

- Amaranthus deflexus L. (amarantàcies)
- Amaranthus graecizans L. (= Amaranthus silvestris Vill.) (amarantàcies)
- Amaranthus hybridus L. (amarantàcies)

- Amaranthus hybridus subsp. hypochondriacus (L.) Thell. (= Amaranthus hypochondriacus L.)
- Amaranthus hybridus subsp. paniculatus (L.) Hejný (= Amaranthus cruentus L.)

- Amaranthus muricatus Moq. (amarantàcies)
- Amaranthus retroflexus L. (amarantàcies)

- Amaranthus retroflexus subsp. retroflexus

- Amaranthus viridis L. (= Amaranthus gracilis Desf. ex Poiret) (amarantàcies)
- Ambrosia coronopifolia Torrey et A. Gray (asteràcies)
- Ambrosia maritima L. (asteràcies)
- Amelanchier ovalis Medic. (rosàcies)
- Ammannia baccifera L. (litràcies)
- Ammannia coccinea Rottb. (litràcies)
- Ammannia robusta Heer et Regel (litràcies)
- Ammi majus L. (apiàcies)
- Ammi visnaga (L.) Lam. (apiàcies)
- Ammochloa palaestina Boiss. (= Ammochloa subacaulis Balansa) (poàcies)
- Ammoides pusilla (Brot.) Breistr. (= Ammoides verticillata Briq., Phychotis ammoides Koch) (apiàcies)
- Ammophila arenaria (L.) Link (= Psamma arenaria (L.) Roem. et Schultes) (poàcies)

- Ammophila arenaria subsp. arundinacea (Husnot) H. Lindb. f.

- Anabasis articulata (Forsk.) Moq. in DC. (= Anabasis mucronata (Lag.) C. Vic., Anabasis hispanica Pau) (amarantàcies)
- Anacamptis pyramidalis (L.) L.C.M. Richard (= Orchis pyramidalis L.) (orquídies)
- Anacyclus clavatus (Desf.) Pers. (asteràcies)
- Anacyclus radiatus Loisel. (asteràcies)
- Anacyclus valentinus L. (asteràcies)
- Anagallis arvensis L. (primulàcies)

- Anagallis arvensis subsp. arvensis
- Anagallis arvensis subsp. foemina (Mill.) Schinz et Thell. (= Anagallis caerulea auct., Anagallis foemina Mill.)

- Anagallis monelli L. (= Anagallis linifolia L.) (primulàcies)

- Anagallis monelli subsp. linifolia (L.) Maire (= Anagallis linifolia L.)

- Anagallis tenella (L.) L. (primulàcies)
- Anagyris foetida L. (fabàcies)
- Anarrhinum bellidifolium (L.) Willd. (escrofulariàcies)
- Anarrhinum fruticosum Desf. (escrofulariàcies)

- Anarrhinum fruticosum subsp. fruticosum

- Anchusa arvensis (L.) Bieb. (= Lycopsis arvensis L.) (boraginàcies)
- Anchusa italica Retz. (= Anchusa azurea auct.) (boraginàcies)
- Anchusa undulata L. (boraginàcies)

- Anchusa undulata subsp. undulata

- Andrachne telephioides L. (euforbiàcies)
- Andropogon distachyos L. (poàcies)
- Androsace maxima L. (primulàcies)
- Andryala arenaria (DC.) Boiss. et Reut. (= Andryala rothia Pers.) (asteràcies)
- Andryala integrifolia L. (asteràcies)
- Andryala ragusina L. (= Andryala lyrata Pourr.) (asteràcies)
- Anemone hepatica L. (= Hepatica nobilis Schreber, Hepatica triloba Chaix) (ranunculàcies)
- Anemone nemorosa L. (ranunculàcies)
- Anemone palmata L. (ranunculàcies)
- Anethum graveolens L. (apiàcies)
- Anogramma leptophylla (L.) Link (= Gymnogramme leptophylla (L.) Desv.) (polipodiàcies)
- Anthemis arvensis L. (asteràcies)
- Anthemis cotula L. (asteràcies)
- Anthemis pedunculata Desf. (asteràcies)

- Anthemis pedunculata subsp. tuberculata (Boiss.) Maire (= Anthemis tuberculata Boiss.)

- Anthemis triumfetti (L.) DC. (= Cota triumfetti (L.) Gay) (asteràcies)

- Anthemis triumfetti subsp. aligulata (Losa) J. Sánchez (= Anthemis aligulata Losa)

- Anthericum liliago L. (= Phalangium liliago (L.) Schreb.) (liliàcies)
- Anthoxanthum amarum Brot. (poàcies)
- Anthoxanthum odoratum L. (poàcies)
- Anthriscus caucalis Bieb. (= Anthriscus vulgaris Pers., Anthriscus scandicina Mansf.) (apiàcies)
- Anthriscus sylvestris (L.) Hoffm. (apiàcies)

- Anthriscus sylvestris subsp. sylvestris (apiàcies)

- Anthyllis cytisoides L. (fabàcies)

- Anthyllis henoniana subsp. valentina (Esteve) O. Bolòs et J. Vigo (= Anthyllis valentina Esteve)
- Anthyllis lagascana Benedí (= Anthyllis sericea Lag., non Willd., Anthyllis henoniana subsp. Valentina (Esteve) O. Bolòs et Vigo)

- Anthyllis lotoides L. (= Cornicina lotoides (L.) Boiss., Hymenocarpos lotoides (L.)) (fabàcies)
- Anthyllis montana L. (fabàcies)
- Anthyllis onobrychioides Cav. (fabàcies)
- Anthyllis terniflora (Lag.) Pau (= Anthyllis genistae Duf. ex DC.) (fabàcies)
- Anthyllis tetraphylla L. (= Physanthyllis tetraphylla (L.) Boiss., Tripodion tetraphyllum (L.)) (fabàcies)
- Anthyllis vulneraria L. (fabàcies)

- Anthyllis vulneraria subsp.  boscii Kerguélen (= Anthyllis pyrenaica (G. Beck) Sagorski, Anthyllis dilleni auct. pyr.)
- Anthyllis vulneraria subsp.  gandogeri (Sagorski) W. Becker (= Anthyllis font-queri Rothm.)

- Antirrhinum barrelieri Boreau (escrofulariàcies)

- Antirrhinum barrelieri subsp.  barrelieri
- Antirrhinum barrelieri subsp.  litigiosum (Pau) O. Bolòs et J. Vigo (= Antirrhinum litigiosum Pau)

- Antirrhinum orontium L. (= Misopates orontium (L.) Rafin.) (escrofulariàcies)
- Antirrhinum sempervirens Lap. (escrofulariàcies)

- Antirrhinum sempervirens subsp.  densiflorum (Lange) O. Bolòs, J. Vigo, R.M. Masalles et Ninot (= Antirrhinum densiflorum Lange)

- Antirrhinum valentinum F. Q. (escrofulariàcies)
- Aphanes arvensis L. (= Alchemilla arvensis (L.) Scop.) (rosàcies)
- Aphanes cornucopioides Lag. (= Alchemilla cornucopioides (Lag.) Roem. et Schultes) (rosàcies)
- Aphanes microcarpa (Boiss. et Reut.) Rothm. (= Alchemilla microcarpa Boiss. et Reut.) (rosàcies)
- Aphyllanthes monspeliensis L. (liliàcies)
- Apium graveolens L. (apiàcies)
- Apium leptophyllum (Pers.) F. Muell. ex Benth. (= Cyclospermum leptophyllum (Pers.) Sprage) (apiàcies)
- Apium nodiflorum (L.) Lag. (= Helosciadium nodiflorum (L.) Koch) (apiàcies)

- Apium nodiflorum subsp.  nodiflorum (apiàcies)
- Apium nodiflorum subsp.  repens (Jacq.) Thell. (= Apium repens (Jacq.) Lag., Helosciadium repens (Jacq.) Koch) (apiàcies)

- Aquilegia vulgaris L. (ranunculàcies)

- Aquilegia vulgaris subsp.  vulgaris

- Arabidopsis thaliana (L.) Heynh. in Holl et Heynh. (= Sisymbrium thalianum (L.) Gray, Stenophragma thaliana (L.) Celak) (brassicàcies)
- Arabis auriculata Lam. (= Arabis recta Vill.) (brassicàcies)
- Arabis collina Ten. (= Arabis muralis Bertol., Arabis rosea DC.) (brassicàcies)
- Arabis glabra (L.) Bernh. (= Turritis glabra L., Arabis perfoliata Lam.) (brassicàcies)
- Arabis hirsuta (L.) Scop. (brassicàcies)

- Arabis hirsuta subsp.  gerardi Hartman f. (= Arabis planisiliqua (Pers.) Reichenb., Arabis sagittata auct. catal. p. ma. p.)
- Arabis hirsuta subsp.  hirsuta
- Arabis hirsuta subsp.  sagittata (Bertol.) Nyman (= Arabis sagittata (Bertol.) DC. in Lam., Arabis sagittata Bertol.)

- Arabis nova Vill. (= Arabis saxatilis All.) (brassicàcies)

- Arabis nova subsp.  iberica Rivas Mart.

- Arabis parvula Duf. in DC. (brassicàcies)
- Arabis scabra All. (= Arabis stricta Huds., Arabis costae Willk.) (brassicàcies)
- Arabis serpillifolia Vill. (brassicàcies)

- Arabis serpillifolia subsp.  serpillifolia

- Arabis turrita L. (brassicàcies)
- Arabis verna (L.) R.Br. (brassicàcies)
- Araujia sericifera Brot. (apocinàcies)
- Arbutus unedo L. (ericàcies)
- Arceuthobium oxycedri (DC.) Bieb. (lorantàcies )
- Arctium minus Bernh. (= Lappa minor Hill) (asteràcies)
- Arctostaphylos uva-ursi (L.) Spreng. (ericàcies)
- Arctotheca calendula (L.) Levyns (asteràcies)
- Arenaria conimbricensis Brot. (cariofil·làcies)

- Arenaria conimbricensis subsp.  conimbricensis (cariofil·làcies)
- Arenaria conimbricensis subsp.  viridis (F. Q.) F. Q. (cariofil·làcies)

- Arenaria grandiflora L. (cariofil·làcies)

- Arenaria grandiflora subsp.  grandiflora (cariofil·làcies)
- Arenaria grandiflora subsp.  valentina (Boiss.) O. Bolòs et J. Vigo (= Arenaria valentina Boiss.) (cariofil·làcies)

- Arenaria modesta Duf. (cariofil·làcies)
- Arenaria montana L. (= Willwebera montana (L.) Löve et Löve) (cariofil·làcies)

- Arenaria montana subsp.  intricata (Ser.) Pau (= Arenaria montana L. subsp. linearifolia (Pourr.) F. Q., Arenaria intricata Ser.) (cariofil·làcies)
- Arenaria montana subsp.  montana (cariofil·làcies)

- Arenaria obtusiflora G. Kunze (cariofil·làcies)

- Arenaria obtusiflora subsp.  obtusiflora (cariofil·làcies)

- Arenaria serpyllifolia L. (cariofil·làcies)

- Arenaria serpyllifolia subsp.  leptoclados (Reichenb.) Nyman (= Arenaria leptoclados Reichenb.) (cariofil·làcies)
- Arenaria serpyllifolia subsp.  serpyllifolia (cariofil·làcies)

- Arenaria tetraquetra L. (cariofil·làcies)

- Arenaria tetraquetra subsp.  armerina (Bory) F. Q. ex Laínz (= Arenaria armerina Bory) (cariofil·làcies)
- Arenaria tetraquetra subsp.  condensata Arcang. (= Arenaria aggregata (L.) Loisel, Arenaria tetraquetra L. subsp. capitata (Lam.) F. Q. ex Laínz) (cariofil·làcies)

- Argyrolobium zanonii (Turra) P.W. Ball (= Cytisus argenteus L., Argyrolobium argenteum auct.) (fabàcies)
- Arisarum vulgare Targ.-Tozz. (aràcies)

- Arisarum vulgare subsp.  simorrhinum (Durieu) Maire et Weiller
- Arisarum vulgare subsp.  vulgare

- Aristida adscensionis L. (poàcies)
- Aristolochia baetica L. (aristoloquiàcies)
- Aristolochia clematitis L. (aristoloquiàcies)
- Aristolochia longa L. (aristoloquiàcies)

- Aristolochia longa subsp.  paucinervis (Pomel) Batt. in Batt. et Trab. (= Aristolochia paucinervis Pomel)

- Aristolochia pistolochia L. (aristoloquiàcies)
- Armeria alliacea (Cav.) Hoffms. et Link (plumbaginàcies)

- Armeria alliacea subsp.  alliacea
- Armeria alliacea subsp.  bupleuroides (Godr. et Gren.) O. Bolòs et J. Vigo (= Armeria bupleuroides Godr. et Gren., Armeria arenaria (Bernis) Nieto Feliner subsp. arenaria)

- Arrhenatherum album (Vahl) W.D. Clayton (= Arrhenatherum erianthum Boiss. et Reut.) (poàcies)
- Arrhenatherum elatius (L.) Beauv. ex J. et C. Presl (poàcies)

- Arrhenatherum elatius subsp.  elatius
- Arrhenatherum elatius subsp.  sardoum (E. Schmid) Gamisans (= Arrhenatherum elatius (L.) Beauv. ex J. et C. Presl subsp. braun-blan)

- Artemisia abrotanum L. (asteràcies)
- Artemisia absinthium L. (asteràcies)
- Artemisia alba Turra (= Artemisia camphorata Vill.) (asteràcies)
- Artemisia arborescens L. (asteràcies)
- Artemisia barrelieri Bess. (asteràcies)
- Artemisia campestris L. (asteràcies)

- Artemisia campestris subsp. glutinosa (Gay ex Bess.) Batt. in Batt. et Trab. (= Artemisia glutinosa Gay ex Bess.)

- Artemisia caerulescens Willd. (asteràcies)
- Artemisia herba-alba Asso (asteràcies)

- Artemisia herba-alba subsp. herba-alba
- Artemisia herba-alba subsp. valentina

- Artemisia lucentica O. Bolòs, J. Vallès et J. Vigo (= Artemisia hispanica Lam.) (asteràcies)
- Artemisia pedemontana Balb. (= Artemisia assoana Willk.) (asteràcies)
- Artemisia verlotiorum Lamotte (asteràcies)
- Artemisia vulgaris L. (asteràcies)
- Arthrocnemum fruticosum (L.) Moq. (= Sarcocornia fruticosa (L.) A.J. Scott, Salicornia arabica L.) (amarantàcies)
- Arthrocnemum macrostachyum (Moric.) Moris (= Arthrocnemum glaucum Ung.-Sternb) (amarantàcies)
- Arum italicum Mill. (aràcies)

- Arum italicum subsp. italicum

- Arundo donax L. (poàcies)
- Arundo plinii Turra (poàcies)
- Asparagus acutifolius L. (liliàcies)
- Asparagus albus L. (liliàcies)
- Asparagus horridus L. in J. A. Murray (= Asparagus stipularis Forsk.) (liliàcies)
- Asparagus maritimus (L.) Mill. (liliàcies)
- Asparagus officinalis L. (liliàcies)
- Asperugo procumbens L. (boraginàcies)
- Asperula arvensis L. (rubiàcies)
- Asperula cynanchica L. (rubiàcies)

- Asperula cynanchica subsp. aristata (L. f.) Béguinot in Fiori et Paol (= Asperula aristata L. f.)
- Asperula cynanchica subsp. brachysiphon (Lange in Willk. et Lange) O. Bolòs et J. Vigo (= Asperula brachysiphon Lange in Willk. et Lange)
- Asperula cynanchica subsp.  paui (F. Q.) O. Bolòs et J. Vigo (= Asperula paui F. Q.)

- Asphodelus cerasiferus Gay (= Asphodelus ramosus auct.) (liliàcies)
- Asphodelus cirerae Senn. (liliàcies)
- Asphodelus fistulosus L. (liliàcies)

- Asphodelus fistulosus subsp. fistulosus
- Asphodelus fistulosus subsp. tenuifolius (Cav.) Trab.

- Asplenium adiantum-nigrum L. (polipodiàcies)

- Asplenium adiantum-nigrum subsp. adiantum-nigrum
- Asplenium adiantum-nigrum subsp. onopteris (L.) Heufler (= Asplenium onopteris L., Asplenium virgili Bory)

- Asplenium fontanum (L.) Bernh. in Schrad. (= Asplenium halleri DC.) (polipodiàcies)
- Asplenium foreziense Le Grand in Magnier (= Asplenium foresiacum (Le Grand) Christ) (polipodiàcies)
- Asplenium petrarchae (Guérin) DC. in Lam. et DC. (= Asplenium glandulosum Loisel.) (polipodiàcies)

- Asplenium petrarchae subsp.  majoricum (R. Litard.) O. Bolòs et J. Vigo (= Asplenium majoricum R. Litard.)
- Asplenium petrarchae subsp.  petrarchae

- Asplenium ruta-muraria L. (polipodiàcies)
- Asplenium septentrionale (L.) Hoffm. (polipodiàcies)
- Asplenium trichomanes L. (polipodiàcies)

- Asplenium trichomanes subsp.  pachyrachis (Christ) Lovis et Reichst. (= Asplenium pachyrachis Christ)
- Asplenium trichomanes subsp.  quadrivalens D.E. Meyer
- Asplenium trichomanes subsp.  trichomanes

- Aster aragonensis Asso (asteràcies)
- Aster linosyris (L.) Bernh. (asteràcies)
- Aster pilosus Willd. (asteràcies)
- Aster squamatus (Spreng.) Hieron. (asteràcies)
- Aster tripolium L. (asteràcies)

- Aster tripolium subsp.  pannonicus (Jacq.) Soó (= Aster pannonicus Jacq.)

- Aster willkommii Schultz Bip. (asteràcies)

- Aster willkommii subsp.  willkommii

- Asteriscus aquaticus (L.) Less. (asteràcies)
- Asteriscus maritimus (L.) Less. (asteràcies)
- Asterolinon linum-stellatum (L.) Duby in DC. (primulàcies)
- Astragalus alopecuroides L. (= Astragalus narbonensis Gouan) (fabàcies)

- Astragalus alopecuroides subsp.  alopecuroides

- Astragalus austriacus Jacq. (fabàcies)
- Astragalus baeticus L. (fabàcies)
- Astragalus bourgaeanus Coss. (fabàcies)
- Astragalus danicus Retz. (= Astragalus hypoglottis auct. non L.) (fabàcies)
- Astragalus depressus L. (fabàcies)
- Astragalus echinatus Murray (= Astragalus pentaglottis L.) (fabàcies)
- Astragalus epiglottis L. (fabàcies)
- Astragalus glaux L. (= Astragalus granatensis Lange) (fabàcies)
- Astragalus glycyphyllos L. (fabàcies)
- Astragalus granatensis Lam. (fabàcies)

- Astragalus granatensis subsp.  granatensis (= Astragalus boissieri Fish., Astragalus creticus auct. iber.)

- Astragalus hamosus L. (fabàcies)
- Astragalus hispanicus Coss. ex Bunge (= Astragalus hegelmaieri Willk.) (fabàcies)
- Astragalus hypoglottis L. (= Astragalus purpureus Lam.) (fabàcies)
- Astragalus incanus L. (= Astragalus barrelieri Duf.) (fabàcies)
- Astragalus lusitanicus Lam. (fabàcies)

- Astragalus lusitanicus subsp.  lusitanicus (= Erophaca baetica (L.) Boiss.)

- Astragalus monspessulanus L. (fabàcies)

- Astragalus monspessulanus subsp.  gypsophilus (Boiss. et Reut.) O. Bolòs, J. Vigo, R.M. Masalles et Ninot (= Astragalus chlorocyaneus Boiss. et Reut.)

- Astragalus sempervirens Lam. (= Astragalus aristatus L'Hér., Astragalus nevadensis Boiss.) (fabàcies)

- Astragalus sempervirens subsp.  muticus (Pau) Laínz (= Astragalus muticus Pau)
- Astragalus sempervirens subsp.  nevadensis

- Astragalus sesameus L. (fabàcies)
- Astragalus stella Gouan (fabàcies)
- Astragalus turolensis Pau (= Astragalus domitus Bub., Astragalus aragonensis Freyn) (fabàcies)
- Athyrium filix-femina (L.) Roth (polipodiàcies)
- Atractylis cancellata L. (asteràcies)

- Atractylis cancellata subsp.  cancellata

- Atractylis gummifera L. (= Carlina gummifera (L.) Less.) (asteràcies)
- Atractylis humilis L. (asteràcies)

- Atractylis humilis subsp.  humilis

- Atriplex glauca L. (amarantàcies)
- Atriplex halimus L. (amarantàcies)
- Atriplex hortensis L. (amarantàcies)
- Atriplex patula L. (amarantàcies)
- Atriplex portulacoides L. (= Halimione portulacoides (L.) Aellen, Obione portulacoides (L.) Moq.) (amarantàcies)
- Atriplex prostrata Boucher ex DC. (= Atriplex hastata auct.) (amarantàcies)
- Atriplex rosea L. (amarantàcies)

- Atriplex rosea subsp.  rosea
- Atriplex rosea subsp.  tarraconensis (Senn.) O. Bolòs et J. Vigo (= Atriplex tornabenei Tineo, Atriplex tarraconensis Senn.)

- Atriplex tatarica L. (amarantàcies)
- Atropa belladonna L. (solanàcies)
- Avellinia michelii (Savi) Parl. (= Vulpia michelii (Savi) Reichenb.) (poàcies)
- Avena barbata Pott ex Link in Schrad. (= Avena alba Vahl) (poàcies)
- Avena fatua L. (poàcies)
- Avena longiglumis Durieu (poàcies)
- Avena sterilis L. (poàcies)

- Avena sterilis subsp.  ludoviciana (Durieu) Nyman
- Avena sterilis subsp.  sterilis

- Avenula bromoides (Gouan) H. Scholz (= Avena bromoides Gouan, Avenochloa bromoides (Gouan) Holub) (poàcies)

- Avenula bromoides subsp.  bromoides
- Avenula bromoides subsp.  gervaisii (Holub) O. Bolòs, J. Vigo, R.M. Masalles et Ninot (= Avena bromoides subsp. australis auct., Avenula murcica Holub)

- Avenula lodunensis (Delastre) Kerguélen (= Avena sulcata Gay ex Boiss., Avena marginata (Lowe) Holub) (poàcies)
- Avenula pratensis (L.) Dumort. (= Avena pratensis L.) (poàcies)

- Avenula pratensis subsp. gonzaloi (Sennen) Romero Zarco
- Avenula pratensis subsp. iberica (St.-Yves) O. Bolòs et J. Vigo (= Avena pratensis (L.) Dumort. subsp. iberica St.- Yves)

- Avenula pubescens (Huds.) Dumort. (poàcies)

- Avenula pubescens subsp.  pubescens (= Avena pubescens Huds.)

## B
| Índex: A B C D E F G H I J K L M N O P Q R S T U V W X Y Z — Especials Inici — vegeu també — enllaços externs |

- Baldellia ranunculoides (L.) Parl. (= Alisma ranunculoides L., Echinodorus ranunculoides (L.) Engelm.) (alismatàcies)
- Ballota hirsuta Benth. (= Ballota hispanica auct.) (lamiàcies)
- Ballota nigra L. (lamiàcies)

- Ballota nigra subsp.  foetida (Vis.) Hayek (= Ballota foetida Vis.)

- Barbarea vulgaris R. Br. in Ait. (brassicàcies)
- Barlia robertiana (Loisel.) Greuter (= Orchis longibracteata Biv., Loroglossum longibracteatum Moris ex Ardoino) (orquídies)
- Bassia hyssopifolia (Pallas) O. Kuntze (amarantàcies)

- Bassia hyssopifolia subsp. reuteriana (Boiss.) O. Bolòs et F. Q. (= Echinopsilon reuterianum Boiss., Bassia reuteriana Boiss.)

- Bellardia trixago (L.) All. (escrofulariàcies)
- Bellis annua L. (asteràcies)

- Bellis annua subsp. annua

- Bellis perennis L. (asteràcies)
- Bellis sylvestris Cyrillo (asteràcies)
- Berberis vulgaris L. (berberidàcies)

- Berberis vulgaris subsp. seroi O. Bolòs et J. Vigo (= Berberis garciae Pau)

- Bergia capensis L. (= Bergia aquatica Roxb.) (elatinàcies )
- Berula erecta (Huds.) Coville (= Sium erectum Huds., Sium angustifolium L.) (apiàcies)
- Beta patellaris Moq. in DC. (= Patellifolia patellaris (Moq.) A. J. Scott) (amarantàcies)
- Beta vulgaris L. (amarantàcies)

- Beta vulgaris subsp. maritima (L.) Arcang. (= Beta maritima L.)
- Beta vulgaris subsp.  vulgaris

- Bidens aurea (Ait.) Sherff (asteràcies)
- Bidens cernua L. (asteràcies)
- Bidens frondosa L. (asteràcies)
- Bidens pilosa L. (asteràcies)
- Bidens subalternans DC. (= Bidens bipinnata auct. catal., non L.) (asteràcies)
- Bidens tripartita L. (asteràcies)
- Bifora radians Bieb. (apiàcies)
- Bifora testiculata (L.) Spreng. ex Schult. in Roem. et Schult. (apiàcies)
- Biscutella auriculata L. (= Iondraba sulfurea Medic., Biscutella elicrocensis Lázaro) (brassicàcies)

- Biscutella auriculata subsp. auriculata

- Biscutella laevigata L. (brassicàcies)

- Biscutella laevigata subsp. atropurpurea (Mateo et Figuerola) O. Bolòs et J. Vigo (= Biscutella atropurpurea Mateo et Figuerola)
- Biscutella laevigata subsp. cuneata F. Q. (= Biscutella fontqueri Guinea et Heyw., Biscutella cuneata (F. Q.) F. Q. ex Mach.-Laur., non Lag.)
- Biscutella laevigata subsp. montana (Cav.) Maire (= Biscutella sempervirens L., Biscutella montana Cav.)
- Biscutella laevigata subsp. stenophylla (Duf.) J. Vigo (= Biscutella valentina (L.) Heyw., Biscutella stenophylla Duf.)

- Biserrula pelecinus L. (= Astragalus pelecinos (L.) Barneby) (fabàcies)
- Blackstonia perfoliata (L.) Huds. (= Chlora perfoliata (L.) L.) (gencianàcies)

- Blackstonia perfoliata subsp. grandiflora (Viv.) Maire (= Blackstonia grandiflora Viv.)
- Blackstonia perfoliata subsp. imperfoliata (L. f.) Franco et Rocha (= Blackstonia imperfoliata L. f.)
- Blackstonia perfoliata subsp. perfoliata

- Boerhavia africana Lour. (= Boerhavia plumbaginea Cav., Commicarpus africanus (Lour.) Dandy) (nictaginàcies)
- Boleum asperum (Pers.) Desv. (brassicàcies)
- Borago officinalis L. (boraginàcies)
- Botrychium lunaria (L.) Swartz (ofioglossàcies)
- Boussingaultia cordifolia Ten. (= Boussingaultia baselloides auct.) (basel·làcies)
- Bowlesia incana Ruiz et Pavón (apiàcies)
- Brachyapium dichotomum (L.) Maire (= Stoibrax dichotomum (L.) Raf.) (apiàcies)
- Brachypodium distachyon (L.) Beauv. (= Trachynia distachya (L.) Link) (poàcies)
- Brachypodium phoenicoides (L.) Roem. et Schultes (poàcies)
- Brachypodium retusum (Pers.) Beauv. (= Brachypodium ramosum Roem. et Schultes) (poàcies)
- Brachypodium sylvaticum (Huds.) Beauv. (poàcies)

- Brachypodium sylvaticum subsp. sylvaticum

- Brassica fruticulosa Cyrillo (brassicàcies)

- Brassica fruticulosa subsp.  cossoniana (Boiss. et Reut.) Maire in Jah. et Maire (= Brassica cossoniana Boiss. et Reut.)
- Brassica fruticulosa subsp.  fruticulosa

- Brassica napus L. (brassicàcies)
- Brassica nigra (L.) Koch in Roehl (= Sinapis nigra L.) (brassicàcies)
- Brassica oleracea L. (brassicàcies)

- Brassica oleracea subsp.  oleracea

- Brassica rapa L. (= Brassica campestris L.) (brassicàcies)
- Brassica repanda (Willd.) DC. (= Brassica saxatilis (Lam.) Amo, Brassica humilis auct.) (brassicàcies)

- Brassica repanda subsp.  africana (Maire) Greuter et Burdet (= Brassica repanda (Willd.) DC. subsp. nudicaulis (Lag.) Heyw., Brassica africana Maire)
- Brassica repanda subsp.  maritima (Willk.) Heyw. (= Brassica maritima Willk.)
- Brassica repanda subsp.  saxatilis (Lam.) Heyw. (= Brassica repanda (Will.) DC. subsp. confusa (Emb. et Maire) Heyw., Diplotaxis humilis (DC.) Godr.)

- Brassica tournefortii Gouan (brassicàcies)
- Briza maxima L. (poàcies)
- Briza media L. (poàcies)
- Briza minor L. (poàcies)
- Bromus catharticus Vahl (= Ceratochloa unioloides (Willd.) Beauv., Bromus willdenowii Kunth) (poàcies)
- Bromus commutatus Schrad. (= Bromus pratensis Ehrh. ex Hoffm.) (poàcies)
- Bromus diandrus Roth (= Bromus maximus Desf.) (poàcies)

- Bromus diandrus subsp.  diandrus (= Bromus gussonei Parl.)
- Bromus diandrus subsp.  maximus (Roth) Laínz (= Bromus rigidus Roth, Bromus diandrus subsp. rigidus (Roth) M. Laínz)

- Bromus erectus Huds. (poàcies)

- Bromus erectus subsp.  erectus

- Bromus fasciculatus C. Presl (poàcies)
- Bromus hordeaceus L. (= Bromus mollis L.) (poàcies)

- Bromus hordeaceus subsp.  divaricatus (Bonnier et Layens) Kerguélen (= Bromus hordeaceus L. subsp. molliformis (Lloyd) Maire et Weiller in M)
- Bromus hordeaceus subsp.  hordeaceus

- Bromus intermedius Guss. (poàcies)
- Bromus lanceolatus Roth (= Bromus macrostachys Desf.) (poàcies)
- Bromus madritensis L. (poàcies)
- Bromus racemosus L. (poàcies)
- Bromus ramosus Huds. (= Bromus sper Murray) (poàcies)

- Bromus ramosus subsp.  ramosus

- Bromus rubens L. (poàcies)
- Bromus squarrosus L. (poàcies)
- Bromus sterilis L. (poàcies)
- Bromus tectorum L. (poàcies)
- Bryonia cretica L. (cucurbitàcies)

- Bryonia cretica subsp.  dioica (Jacq.) Tutin (= Bryonia dioica Jacq.)

- Bufonia paniculata Dubois in Delarbre (= Bufonia macrosperma Gay ex Mutel) (cariofil·làcies)
- Bufonia tenuifolia L. (cariofil·làcies)
- Bufonia tuberculata Loscos (= Bufonia valentina Pau) (cariofil·làcies)
- Bunium bulbocastanum L. (= Bulbocastanum linnaei Schur) (apiàcies)
- Bunium pachypodum P.W. Ball (= Bunium incrassatum (Boiss.) Amo) (apiàcies)
- Bupleurum baldense Turra (apiàcies)

- Bupleurum baldense subsp.  baldense (= Bupleurum aristatum auct., Bupleurum opacum (Cesati) Lange) (apiàcies)

- Bupleurum fruticescens L. (apiàcies)

- Bupleurum fruticescens subsp.  fruticescens (apiàcies)

- Bupleurum fruticosum L. (apiàcies)
- Bupleurum gibraltarium Lam. (= Bupleurum verticale Ortega ex DC.) (apiàcies)
- Bupleurum lancifolium Hornem. (= Bupleurum protractum Hoffm. et Link, Bupleurum subovatum Link p. p.) (apiàcies)
- Bupleurum ranunculoides L. (apiàcies)

- Bupleurum ranunculoides subsp.  gramineum (Vill.) Hayek (= Bupleurum gramineum Vill.) (apiàcies)

- Bupleurum rigidum L. (apiàcies)
- Bupleurum rotundifolium L. (apiàcies)
- Bupleurum semicompositum L. (= Bupleurum glaucum Rob. et Cast.) (apiàcies)
- Bupleurum tenuissimum L. (apiàcies)

- Bupleurum tenuissimum subsp.  tenuissimum (= Bupleurum columnae) (apiàcies)

- Buxus sempervirens L. (buxàcies)

## C
| Índex: A B C D E F G H I J K L M N O P Q R S T U V W X Y Z — Especials Inici — vegeu també — enllaços externs |

- Cakile maritima Scop. (brassicàcies)

- Cakile maritima subsp.  maritima (= Cakile maritima Scop. subsp. aegyptiaca (Willd.) Nyman)

- Calendula arvensis L. (asteràcies)
- Calendula officinalis L. (asteràcies)
- Calepina irregularis (Asso) Thell. in Schinz et Keller (= Calepina ruellii Bub., Calepina corvini Desv.) (brassicàcies)
- Calicotome spinosa (L.) Link (fabàcies)

- Calicotome spinosa subsp.  spinosa

- Callipeltis cucullaria (L.) Steven (rubiàcies)
- Callitriche obtusangula Le Gall (plantaginàcies)
- Calluna vulgaris (L.) Hull (ericàcies)
- Calystegia sepium (L.) R. Br. (= Convolvulus sepium L.) (convolvulàcies)

- Calystegia sepium subsp.  sepium
- Calystegia sepium subsp.  silvatica (Kit.) Maire (= Convolvulus silvatica (Kit.) Griseb., Calystegia silvatica Kit.)

- Calystegia soldanella (L.) R. Br. (= Convolvulus soldanella L.) (convolvulàcies)
- Camelina sativa (L.) Crantz (brassicàcies)

- Camelina sativa subsp.  microcarpa (DC.) Hegi et E. Schmid (= Camelina microcarpa DC.)
- Camelina sativa subsp.  rumelica (Velen.) O. Bolòs et J. Vigo (= Camelina rumelica Velen.)

- Campanula dichotoma L. (campanulàcies)

- Campanula dichotoma subsp.  afra (Cav.) Maire (= Campanula afra Cav.)

- Campanula erinus L. (campanulàcies)
- Campanula fastigiata Duf. ex A. DC. (campanulàcies)
- Campanula glomerata L. (campanulàcies)
- Campanula lusitanica L. in Loefl. (campanulàcies)
- Campanula patula L. (campanulàcies)

- Campanula patula subsp.  patula

- Campanula rapunculus L. (campanulàcies)
- Campanula rotundifolia L. (campanulàcies)

- Campanula rotundifolia subsp.  aitanica Pau ex O. Bolòs et J. Vigo
- Campanula rotundifolia subsp.  catalanica (Podlech) O. Bolòs et J. Vigo (= Campanula catalaunica Podlech)

- Campanula speciosa Pourr. (campanulàcies)

- Campanula speciosa subsp.  speciosa

- Campanula trachelium L. (campanulàcies)
- Camphorosma monspeliaca L. (amarantàcies)
- Capparis spinosa L. (caparàcies)

- Capparis spinosa subsp.  canescens (Coss.) A. et O. Bolòs (= Capparis ovata Desf. var. canescens (Coss.) Heyw., Capparis canescens Coss.)
- Capparis spinosa subsp.  rupestris (Sm.) Nyman (= Capparis spinosa L. var. inermis Turra, Capparis rupestris Sm.)

- Capsella bursa-pastoris (L.) Medic. (brassicàcies)

- Capsella bursa-pastoris subsp.  bursa-pastoris
- Capsella bursa-pastoris subsp.  rubella (Reut.) Hobkirk (= Capsella rubella Reut.)

- Cardamine hirsuta L. (brassicàcies)
- Cardamine impatiens L. (brassicàcies)
- Carduncellus dianius Webb (= Carthamus dianus (Webb) Coincy, Lamottea diania (Webb) G. López) (asteràcies)
- Carduncellus monspelliensium All. (asteràcies)
- Carduus bourgeanus Boiss. et Reut. (= Carduus pteracanthus auct. catal., an Durieu?, Carduus reuterianus Boiss.) (asteràcies)
- Carduus defloratus L. (asteràcies)

- Carduus defloratus subsp.  carlinifolius (Lam.) Arènes (= Carduus carlinifolius Lam., Carduus paui Devesa et Talavera)

- Carduus meonanthus Hoffm. et Link (asteràcies)

- Carduus meonanthus subsp.  valentinus (Boiss. et Reut.) Devesa et Talavera (= Carduus valentinus Boiss. et Reut.)

- Carduus nigrescens Vill. (asteràcies)

- Carduus nigrescens subsp.  hispanicus (Franco) O. Bolòs et J. Vigo (= Carduus chrysacanthus Ten. subsp. hispanicus Franco, Carduus hispanicus Franco)
- Carduus nigrescens subsp.  nigrescens

- Carduus nutans L. (asteràcies)

- Carduus nutans subsp.  granatensis (Willk.) O. Bolòs et J. Vigo (= Carduus platypus Lange subsp. granatensis (Willk.) Nyman, Carduus granatensis Willk.)
- Carduus nutans subsp.  nutans

- Carduus pycnocephalus L. (asteràcies)
- Carduus tenuiflorus Curtis (asteràcies)
- Carex acuta L. (= Carex gracilis Curtis) (ciperàcies)
- Carex caryophyllea Latourr. (= Carex verna Chaix, Carex praecox Jacq.) (ciperàcies)
- Carex depauperata Curtis ex With. (ciperàcies)
- Carex distachya Desf. (= Carex linkii Schkuhr, Carex longiseta Brot.) (ciperàcies)
- Carex distans L. (ciperàcies)
- Carex divisa Huds. (ciperàcies)

- Carex divisa subsp.  chaetophylla (Steudel) Nyman
- Carex divisa subsp.  divisa

- Carex elata All. (= Carex stricta Good., non Lam.) (ciperàcies)
- Carex extensa Good (ciperàcies)
- Carex flacca Schreber (= Carex glauca Scop.) (ciperàcies)

- Carex flacca subsp.  erythrostachys (Hoppe) holub (= Carex flacca subsp. serrulata (Biv.) Greut.)
- Carex flacca subsp.  flacca

- Carex flava L. (ciperàcies)

- Carex flava subsp.  lepidocarpa (Tausch) Nyman (= Carex lepidocarpa Tausch)

- Carex halleriana Asso (ciperàcies)
- Carex hirta L. (ciperàcies)
- Carex hispida Willd. in Schkuhr (ciperàcies)
- Carex hordeistichos Vill. (ciperàcies)
- Carex humilis Leysser (ciperàcies)
- Carex mairii Coss. et Germ. (ciperàcies)
- Carex muricata L. (ciperàcies)

- Carex muricata subsp.  divulsa (Stokes) Husnot (= Carex divulsa Stokes)
- Carex muricata subsp.  muricata (= Carex pairei F. W. Schultz)

- Carex nigra (L.) Reichard (= Carex fusca All., Carex vulgaris Fries) (ciperàcies)
- Carex ovalis Good. (= Carex leporina auct.) (ciperàcies)
- Carex panicea L. (ciperàcies)
- Carex pendula Huds. (ciperàcies)
- Carex praecox Schreb. (= Carex schreberi Schrank) (ciperàcies)
- Carex punctata Gaud. (ciperàcies)
- Carex remota L. (ciperàcies)
- Carex riparia Curtis (ciperàcies)
- Carex sylvatica Huds. (ciperàcies)

- Carex sylvatica subsp.  paui (Senn.) A. et O. Bolòs

- Carex vulpina L. (ciperàcies)

- Carex vulpina subsp.  nemorosa Schinz et Keller (= Carex cuprina (Sándor ex Heuffel) Nendtvich ex A. Kerner, Carex otrubae Podp.)

- Carlina corymbosa L. (asteràcies)

- Carlina corymbosa subsp.  hispanica (Lam.) O. Bolòs et J. Vigo (= Carlina hispanica Lam.)

- Carlina lanata L. (asteràcies)
- Carlina vulgaris L. (asteràcies)

- Carlina vulgaris subsp.  vulgaris

- Carpobrotus acinaciformis (L.) Bolus (= Mesembryanthemum acinaciforme L.) (aïzoàcies)
- Carpobrotus edulis (L.) N. E. Br. in Phillips (= Mesembryanthemum edule L., Mesembryanthemum acinaciforme auct. catal. non L.) (aïzoàcies)
- Carrichtera annua (L.) DC. (= Carrichtera vellae DC., Vella annua L.) (brassicàcies)
- Carthamus arborescens L. (= Kentrophyllum arborescens (L.) Hook.) (asteràcies)
- Carthamus lanatus L. (= Kentrophyllum lanatum (L.) DC.) (asteràcies)
- Carum carvi L. (apiàcies)
- Carum foetidum (Coss. et Durieu) Benth. et Hook. f. ex Drude (apiàcies)
- Carum verticillatum (L.) Koch (apiàcies)
- Castanea sativa Mill. (fagàcies)
- Castellia tuberculosa (Moris) Bor. (= Nardurus tuberculosus (Moris) Hayek) (poàcies)
- Catananche caerulea L. (asteràcies)
- Catapodium marina (L.) F.T. Hubbard (= Catapodium loliaceum (Huds.) Link, Scleropoa loliacea (Huds.) Gren. et Godr.) (poàcies)
- Catapodium rigida (L.) F.T. Hubbard (= Scleropoa rigida (L.) Griseb., Desmazeria rigida (L.) Tutin) (poàcies)

- Catapodium rigida subsp.  hemipoa (Delile ex Spreng.) Stace (= Scleropoa hemipoa (Delile ex Spreng.)Parl.)
- Catapodium rigida subsp.  rigida

- Caucalis platycarpos L. (= Caucalis daucoides auct., Caucalis lappula Grande) (apiàcies)
- Celtis australis L. (ulmàcies)
- Cenchrus ciliaris L. (= Pennisetum ciliaris (L.) Link) (poàcies)
- Centaurea alpina L. (asteràcies)
- Centaurea aspera L. (asteràcies)

- Centaurea aspera subsp.  aspera
- Centaurea aspera subsp.  stenophylla (Duf.) Nyman (= Centaurea stenophylla Duf.)

- Centaurea boissieri DC. (= Centaurea tenuifolia Duf., non Salisb.) (asteràcies)

- Centaurea boissieri subsp.  beltranii (Pau) O. Bolòs et J. Vigo (= Centaurea tenuifolia Duf. subsp. beltranii Pau, Centaurea boissieri subsp. dufoirii Dostál)
- Centaurea boissieri subsp.  lagascae (Nyman) O. Bolòs et J. Vigo (= Centaurea lagascae Nyman, Centaurea guilleniana Pau)
- Centaurea boissieri subsp.  mariolensis Rouy (= Centaurea pinae Pau)
- Centaurea boissieri subsp.  paui (Loscos et Willk.) Dostál (= Centaurea paui Loscos et Willk.)
- Centaurea boissieri subsp.  rouyi (Coincy) O. Bolòs et J. Vigo (= Centaurea rouyi Coincy, Centaurea mongoi Pau)

- Centaurea calcitrapa L. (asteràcies)
- Centaurea collina L. (asteràcies)
- Centaurea cyanus L. (asteràcies)
- Centaurea depressa Bieb. (asteràcies)
- Centaurea diluta Ait. (asteràcies)
- Centaurea eriophora L. (asteràcies)

- Centaurea hyalolepis Boiss. (= Centaurea pallescens Delile subsp. hyalolepis (Boiss.) Holmboe)

- Centaurea intybacea Lam. (= Cheirolophus intybaceus (Lam.) Dostál, Cheirolophus lagunae olivares i cols.) (asteràcies)
- Centaurea jacea L. (asteràcies)

- Centaurea jacea subsp.  dracunculifolia (Duf.) A. et O. Bolòs (= Centaurea dracunculifolia Duf.)
- Centaurea jacea subsp.  vinyalsii (Senn.) O. Bolòs, J. Nuet et J. M. Panareda (= Centaurea vinyalsii Senn.)

- Centaurea lagascana Graells (asteràcies)

- Centaurea lagascana subsp.  podospermifolia (Loscos et Pardo) Dostál (= Centaurea podospermifolia Loscos et Pardo)

- Centaurea linifolia L. (asteràcies)

- Centaurea linifolia subsp.  caballeroi (F. Q. et Pau in F. Q.) O. Bolòs et J. Vigo (= Centaurea antennata Duf., Centaurea caballeroi F. Q. et Pau in F. Q.)
- Centaurea linifolia subsp.  linifolia

- Centaurea melitensis L. (asteràcies)
- Centaurea montana L. (asteràcies)

- Centaurea montana subsp.  lingulata (Lag.) O. Bolòs et J. Vigo (= Centaurea triumfetti All. subsp. lingulata (Lag.) C. Vic., Centaurea lingulata Lag.)
- Centaurea montana subsp.  semidecurrens (Jord.) O. Bolòs et J. Vigo (= Centaurea triumfetti All. subsp. semidecurrens (Jord.) Dostál, Centaurea semidecurrens Jord.)

- Centaurea nicaeensis All. (asteràcies)
- Centaurea ornata Willd. (= Centaurea incana Desf., non Burm. f.) (asteràcies)

- Centaurea ornata subsp.  ornata
- Centaurea ornata subsp.  saxicola (Lag.) Dostál (= Centaurea saxicola Lag.)

- Centaurea paniculata L. (asteràcies)

- Centaurea paniculata subsp.  castellana (Boiss. et Reut.) Dostál (= Centaurea castellana Boiss. et Reut.)

- Centaurea pullata L. (asteràcies)
- Centaurea scabiosa L. (asteràcies)

- Centaurea scabiosa subsp.  scabiosa

- Centaurea seridis L. (= Centaurea jacobi Duf., Centaurea sonchifolia L.) (asteràcies)
- Centaurea solstitialis L. (asteràcies)

- Centaurea solstitialis subsp.  solstitialis

- Centaurea toletana Boiss. et Reut. (asteràcies)
- Centaurium erythraea Rafn (gencianàcies)

- Centaurium erythraea subsp. majus (Hoffms. et Link) Laínz (= Centaurium majus Hoffms. et Link)

- Centaurium maritimum (L.) Fritsch (gencianàcies)
- Centaurium pulchellum (Swartz) Druce (gencianàcies)

- Centaurium pulchellum subsp. pulchellum
- Centaurium pulchellum subsp. tenuiflorum (Hoffms. et Link) Maire (= Centaurium tenuiflorum (Hoffsm. et Link) Fritsch, Centaurium tenuiflorum Hoffms. et Link)

- Centaurium quadrifolium (L.) G. López et Ch. E. Jarvis (= Centaurium linariifolium (Lam.) C. Beck) (gencianàcies)

- Centaurium quadrifolium subsp. barrelieri (Duf.) G. López (= Centaurium barrelieri Duf.)

- Centaurium spicatum (L.) Fritsch (gencianàcies)
- Centranthus angustifolius (Mill.) DC. (caprifoliàcies)

- Centranthus angustifolius subsp. lecoqii (Jord.) Br.-Bl. (= Centranthus lecoqii Jord.)

- Centranthus calcitrapae (L.) Dufresne (caprifoliàcies)
- Centranthus ruber (L.) DC. (caprifoliàcies)

- Centranthus ruber subsp. ruber

- Cephalanthera damasonium (Mill.) Druce (= Cephalanthera alba (Crantz) Simonkai, Cephalanthera pallens L.C.M. Richard) (orquídies)
- Cephalanthera longifolia (L.) Fritsch (= Cephalanthera xiphophyllum Reichenb., Cephalanthera ensifolia L.C.M. Richard) (orquídies)
- Cephalanthera rubra (L.) L. C. M. Richard (orquídies)
- Cephalaria leucantha (L.) Roem. et Schultes (caprifoliàcies)
- Cephalaria syriaca (L.) Roem. et Schultes (caprifoliàcies)
- Cerastium arvense L. (cariofil·làcies)
- Cerastium brachypetalum Pers. (cariofil·làcies)

- Cerastium brachypetalum subsp. tauricum (Spreng.) Murb. (= Cerastium luridum Guss., Cerastium tauricum Spreng.) (cariofil·làcies)

- Cerastium dichotomum L. (cariofil·làcies)
- Cerastium fontanum Baumg. (cariofil·làcies)

- Cerastium fontanum subsp.  vulgare (Hartman) Greuter et Burdet (= Cerastium fontanum Baumg. subsp. triviale (Link) Jalas, Cerastium holosteoides Fries) (cariofil·làcies)

- Cerastium glomeratum Thuill. (cariofil·làcies)
- Cerastium gracile Duf. (cariofil·làcies)
- Cerastium perfoliatum L. (cariofil·làcies)
- Cerastium pumilum Curtis (cariofil·làcies)
- Cerastium semidecandrum L. (= Cerastium fallax Guss., Cerastium pentandrum L.) (cariofil·làcies)

- Cerastium semidecandrum subsp.  balearicum (Hermann) Litard. (= Cerastium dentatum Möschl, Cerastium balearicum Hermann) (cariofil·làcies)

- Ceratonia siliqua L. (fabàcies)
- Ceratophyllum demersum L. (ceratofil·làcies)
- Ceratophyllum submersum L. (ceratofil·làcies)
- Cerinthe major L. (boraginàcies)

- Cerinthe major subsp.  gymnandra (Gaspar.) Cout. (= Cerinthe gymnandra Gaspar.)

- Ceterach officinarum DC. in Lam. et DC. (= Asplenium ceterach L.) (polipodiàcies)
- Chaerophyllum temulum L. (= Chaerophyllum temulentum auct.) (apiàcies)
- Chamaemelum mixtum (L.) All. (= Anthemis mixta L.) (asteràcies)
- Chamaerops humilis L. (arecàcies)
- Cheilanthes hispanica Mett. (polipodiàcies)
- Cheilanthes marantae (L.) Domin. (= Notholaena marantae (L.) Desv.) (polipodiàcies)
- Cheilanthes pteridioides (Reichard) C. Christ (= Cheilanthes fragans (L. f.) Swartz, Cheilantes odora Swartz) (polipodiàcies)

- Cheilanthes pteridioides subsp.  acrostica (Balbis) O. Bolòs, J. Vigo, R.M. Masalles et Ninot (= Cheilanthes acrostica Balbis)
- Cheilanthes pteridioides subsp.  maderensis (Lowe) O. Bolòs, J. Vigo, R.M. Masalles et Ninot (= Cheilanthes maderensis Lowe)
- Cheilanthes pteridioides subsp.  tinaei (Tod.) O. Bolòs, J. Vigo, R.M. Masalles et Ninot (= Cheilanthes tinaei Tod.)

- Cheilanthes vellea (Ait.) F. Muell (= Cosentinia vellea (Ait.) Tod., Cheilanthes catanensis (Cosent.) H. P. Fuchs) (polipodiàcies)
- Cheiranthus cheiri L. (= Erysimum cheiri (L.) Crantz) (brassicàcies)
- Chelidonium majus L. (papaveràcies)
- Chenopodium album L. (amarantàcies)
- Chenopodium ambrosioides L. (amarantàcies)
- Chenopodium botrys L. (amarantàcies)

- Chenopodium chenopodioides (L.) Aellen (= Chenopodium botryodes Sm. in Sowerby, Chenopodium rubrum L. subsp. crassifolium (Hornem.) Maire)

- Chenopodium foliosum (Moench) Asch. (= Blitum virgatum L.) (amarantàcies)
- Chenopodium glaucum L. (amarantàcies)
- Chenopodium murale L. (amarantàcies)
- Chenopodium opulifolium Schrad. ex Koch et Ziz (amarantàcies)
- Chenopodium vulvaria L. (amarantàcies)
- Chloris gayana Kunth (poàcies)
- Chondrilla juncea L. (asteràcies)
- Chrozophora tinctoria (L.) A. Juss. (euforbiàcies)

- Chrozophora tinctoria subsp. obliqua (Vahl) O. Bolòs et J. Vigo (= Croton obliquus Vahl, Chrozophora obliqua Vahl)
- Chrozophora tinctoria subsp. tinctoria

- Chrysanthemum coronarium L. (asteràcies)
- Chrysanthemum segetum L. (asteràcies)
- Cichorium endivia L. (asteràcies)

- Cichorium endivia subsp. endivia
- Cichorium endivia subsp. pumilum (Jacq.) Cout. (= Cichorium endivia L. subsp. divaricatum (Schousb.) P.D. Sell, Cichorium divaricatum Schousb.)

- Cichorium intybus L. (asteràcies)
- Cirsium acarna (L.) Moench (= Picnomon acarna (L.) Cass.) (asteràcies)
- Cirsium acaule (L.) Scop. (asteràcies)

- Cirsium acaule subsp. acaule
- Cirsium acaule subsp. gregarium (Boiss. ex DC.) Werner (= Cirsium gregarium Boiss. ex DC.)

- Cirsium arvense (L.) Scop. (asteràcies)
- Cirsium echinatum (Desf.) DC. in Lam. et DC. (= Cirsium willkommianum Porta et Rigo ex Willk.) (asteràcies)
- Cirsium eriophorum (L.) Scop. (asteràcies)

- Cirsium eriophorum subsp.  odontolepis (Boiss. ex DC.) Rouy (= Cirsium odontolepis Boiss. ex DC.)

- Cirsium monspessulanum (L.) Hill (asteràcies)
- Cirsium pyrenaicum (Jacq.) All. (= Cirsium flavispina Boiss. ex DC.) (asteràcies)
- Cirsium syriacum (L.) Gaertn. (= Notobasis syriaca (L.) Cass.) (asteràcies)
- Cirsium valentinum Porta et Rigo (asteràcies)
- Cirsium vulgare (Savi) Ten. (= Cirsium lanceolatum (L.) Scop.) (asteràcies)

- Cirsium vulgare subsp.  crinitum (Boiss.) Rouy ex A. et O. Bolòs (= Cirsium crinitum Boiss.)
- Cirsium vulgare subsp.  vulgare

- Cistanche phelypaea (L.) Cout. (= Cistanche lutea (Desf.) Hoffms. et Link) (orobancàcies)
- Cistus albidus L. (cistàcies)
- Cistus clusii Dunal (= Cistus libanotis auct. non L.) (cistàcies)
- Cistus creticus L. (= Cistus incanus L., Cistus villosus auct.) (cistàcies)
- Cistus crispus L. (cistàcies)
- Cistus heterophyllus Desf. (cistàcies)

- Cistus heterophyllus subsp.  carthaginensis (Pau) Crespo et Mateo (= Cistus carthaginensis Pau)

- Cistus ladanifer L. (= Cistus ladaniferus L.) (cistàcies)
- Cistus laurifolius L. (cistàcies)
- Cistus monspeliensis L. (cistàcies)
- Cistus populifolius L. (cistàcies)
- Cistus salviifolius L. (cistàcies)
- Cladium mariscus (L.) Pohl (ciperàcies)
- Clematis cirrhosa L. (ranunculàcies)
- Clematis flammula L. (ranunculàcies)
- Clematis recta L. (ranunculàcies)
- Clematis vitalba L. (ranunculàcies)
- Clypeola jonthlaspi L. (brassicàcies)

- Clypeola jonthlaspi subsp.  jonthlaspi
- Clypeola jonthlaspi subsp.  microcarpa (Moris) Arcang. (= Clypeola microcarpa Moris)

- Cneorum tricoccon L. (= Cneorum tricoccum auct.) (rutàcies)
- Cnicus benedictus L. (asteràcies)
- Cochlearia glastifolia L. (brassicàcies)
- Coeloglossum viride (L.) Hartman (= Orchis viridis L.) (orquídies)
- Coincya hispida (Cav.) Greuter et Burdet (brassicàcies)
- Coincya mariolensis (Pau) Figuerola et Peris (brassicàcies)
- Colchicum triphyllum G. Kunze (liliàcies)
- Coleostephus myconis (L.) Reichenb. (= Chrysanthemum myconis L.) (asteràcies)
- Colutea arborescens L. (fabàcies)

- Colutea arborescens subsp.  atlantica (Browicz) Ponert (= Colutea atlantica Browicz)
- Colutea arborescens subsp.  gallica Browicz (= Colutea brevialata Lange)

- Conium maculatum L. (apiàcies)
- Conopodium capillifolium (Guss.) Boiss. (apiàcies)

- Conopodium capillifolium subsp.  subcarneum (Boiss. et Reut.) Laínz (= Conopodium subcarneum Boiss. et Reut.) (apiàcies)

- Conopodium majus (Gouan) Loret in Loret et Barr. (apiàcies)

- Conopodium majus subsp.  ramosum (Costa) Silvestre (= Conopodium ramosum Costa) (apiàcies)

- Conopodium thalictrifolium (Boiss.) Calestani (= Heterotaenia thalictrifolia Boiss.) (apiàcies)
- Conringia orientalis (L.) Dumort. (brassicàcies)
- Convolvulus althaeoides L. (convolvulàcies)

- Convolvulus althaeoides subsp.  althaeoides
- Convolvulus althaeoides subsp.  tenuissimus (Sibth. et Sm.) Stace (= Convolvulus tenuissimus Sibth. et Sm.)

- Convolvulus arvensis L. (convolvulàcies)
- Convolvulus lanuginosus Desr. (convolvulàcies)
- Convolvulus lineatus L. (convolvulàcies)
- Convolvulus siculus L. (convolvulàcies)

- Convolvulus siculus subsp.  siculus

- Convolvulus valentinus Cav. (convolvulàcies)

- Convolvulus valentinus subsp.  valentinus

- Conyza bonariensis (L.) Cronq. (= Erigeron bonariensis L., Conyza ambigua DC.) (asteràcies)
- Conyza canadensis (L.) Cronq. (= Erigeron canadense L.) (asteràcies)
- Conyza primulifolia (Lam.) Cuatrec. et Lourteig (= Conyza chilensis Spreng.) (asteràcies)
- Conyza sumatrensis (Retz.) E. Walker (= Conyza floribunda Kunth in Humb., Bonpl. et Kunth, Conyza albida Willd. ex Spreng.) (asteràcies)
- Coriandrum sativum L. (apiàcies)
- Coriaria myrtifolia L. (coriariàcies)
- Coris monspeliensis L. (primulàcies)

- Coris monspeliensis subsp.  monspeliensis (= Coris monspeliensis L. subsp. fontqueri Masclans)
- Coris monspeliensis subsp.  syrtica (Murb.) Masclans (= Coris syrtica Murb.)

- Cornus sanguinea L. (= Thelycrania sanguinea (L.) Fourr.) (cornàcies)
- Coronilla juncea L. (fabàcies)
- Coronilla minima L. (fabàcies)

- Coronilla minima subsp.  lotoides (Koch) Nyman (= Coronilla minima L. subsp. clusii (Duf.) Murb., Coronilla minima L. subsp. major (Beck) A. et O. Bolòs)
- Coronilla minima subsp.  minima

- Coronilla scorpioides (L.) Koch (fabàcies)
- Coronilla valentina L. (fabàcies)

- Coronilla valentina subsp.  glauca (L.) Batt. in Batt. et Trab. (= Coronilla glauca L., Coronilla argentea L.)

- Coronilla varia L. (= Securigera varia (L.)) (fabàcies)
- Coronopus didymus (L.) Sm. (= Senebiera didyma (L.) Pers., Senebiera pinnatifida DC.) (brassicàcies)
- Coronopus squamatus (Forsk.) Asch. (= Coronopus procumbens Gilib., Senebiera coronopus (L.) Poiret) (brassicàcies)
- Corrigiola litoralis L. (cariofil·làcies)

- Corrigiola litoralis subsp.  litoralis (cariofil·làcies)
- Corrigiola litoralis subsp.  telephiifolia (Pourr.) Briq. (= Corrigiola telephiifolia Pourr.) (cariofil·làcies)

- Corylus avellana L. (betulàcies)
- Corynephorus canescens (L.) Beauv. (poàcies)
- Corynephorus divaricatus (Pourret) Breistr. (poàcies)

- Corynephorus divaricatus subsp.  articulatus (Desf.) Laínz
- Corynephorus divaricatus subsp.  divaricatus (= Corynephorus fasciculatus (Boiss. et Reut.) Husnot)
- Corynephorus divaricatus subsp.  macrantherus (Boiss. et Reut.) Paunero

- Cotoneaster nebrodensis (Guss.) C. Koch. (= Cotoneaster tomentosus Lindl.) (rosàcies)
- Cotula coronopifolia L. (asteràcies)
- Crambe hispanica L. (brassicàcies)

- Crassula campestris (Eckl. et Zeyher) Walp. (= Crassula pentandra (Royle ex Edgew.) Schönl. subsp. catalaunica J. Vi)

- Crassula tillaea Lester-Garland (= Tillaea muscosa L.) (crassulàcies)
- Crataegus monogyna Jacq. (rosàcies)

- Crataegus monogyna subsp.  azarella (Griseb.) Franco (= Crataegus monogyna Jacq. var. hirsuta Boiss., Crataegus azarella Griseb.)
- Crataegus monogyna subsp.  monogyna

- Crepis albida Vill. (asteràcies)

- Crepis albida subsp.  albida
- Crepis albida subsp.  longicaulis Babc.
- Crepis albida subsp.  scorzoneroides (Rouy) Babc. (= Crepis scorzoneroides Rouy)

- Crepis bellidifolia Loisel. (asteràcies)
- Crepis bursifolia L. (asteràcies)
- Crepis capillaris (L.) Wallr. (= Crepis virens L.) (asteràcies)
- Crepis foetida L. (asteràcies)

- Crepis foetida subsp.  foetida

- Crepis pulchra L. (asteràcies)
- Crepis sancta (L.) Bornm. (= Lagoseris sancta (L.) K. Malý, Pterotheca sancta (L.) C. Koch) (asteràcies)

- Crepis sancta subsp.  sancta

- Crepis vesicaria L. (asteràcies)

- Crepis vesicaria subsp.  congenita Babc.
- Crepis vesicaria subsp.  taraxacifolia (Thuill) Thell. ex Schinz et Keller (= Crepis vesicaria L. subsp. haenseleri (Boiss. ex DC.) P.D. Sell, Crepis taraxacifolia Thuill)

- Crepis zacintha (L.) Babc. (= Zacintha verrucosa Gaertn.) (asteràcies)
- Cressa cretica L. (convolvulàcies)
- Crithmum maritimum L. (apiàcies)
- Crocus serotinus Salisb. (iridàcies)

- Crocus serotinus subsp.  salzmannii (Gay) Mathew

- Crucianella angustifolia L. (rubiàcies)
- Crucianella latifolia L. (rubiàcies)
- Crucianella maritima L. (rubiàcies)
- Crucianella patula L. (rubiàcies)
- Cruciata glabra (L.) Ehrend. (= Galium vernum Scop.) (rubiàcies)
- Crupina crupinastrum (Moris) Vis. (asteràcies)
- Crupina vulgaris Cass. (asteràcies)
- Crypsis aculeata (L.) Ait. (poàcies)
- Crypsis schoenoides (L.) Lam. (poàcies)
- Cucubalus baccifer L. (cariofil·làcies)
- Cuscuta campestris Yuncker (convolvulàcies)
- Cuscuta epithymum (L.) L. (convolvulàcies)

- Cuscuta epithymum subsp.  epithymum
- Cuscuta epithymum subsp.  planiflora (Ten.) Rouy (= Cuscuta planiflora Ten.)

- Cuscuta scandens Brot. (= Cuscuta australis R. Br.) (convolvulàcies)

- Cuscuta scandens subsp.  scandens

- Cutandia maritima (L.) W. Barbey (= Scleropoa maritima (L.) Parl.) (poàcies)
- Cutandia memphitica (Spreng.) K. Richt. (= Cutandia scleropoides Willk.) (poàcies)
- Cymodocea nodosa (Ucria) Asch. (= Cymodocea aequorea C. Konig) (potamogetonàcies)
- Cynanchum acutum L. (apocinàcies)
- Cynara cardunculus L. (asteràcies)
- Cynodon dactylon (L.) Pers (poàcies)
- Cynoglossum cheirifolium L. (boraginàcies)
- Cynoglossum creticum Mill. (boraginàcies)
- Cynoglossum dioscoridis Vill. (boraginàcies)
- Cynomorium coccineum L. (balanoforàcies)

- Cynomorium coccineum subsp.  coccineum

- Cynosurus echinatus L. (poàcies)
- Cynosurus elegans Desf. (poàcies)

- Cynosurus elegans subsp.  obliquatus (Link) Batt. et Trab. (= Cynosurus effusus Link. var. effusus)

- Cyperus capitatus Vandelli (= Cyperus mucronatus (L.) Mabille, Cyperus kalli (Forsk.)) (ciperàcies)
- Cyperus difformis L. (ciperàcies)
- Cyperus eragrostis Lam. (= Cyperus vegetus Willd.) (ciperàcies)
- Cyperus esculentus L. (ciperàcies)
- Cyperus flavescens L. (ciperàcies)
- Cyperus flavidus Retz. (= Cyperus globosus All.) (ciperàcies)
- Cyperus fuscus L. (ciperàcies)
- Cyperus laevigatus L. (ciperàcies)

- Cyperus laevigatus subsp.  distachyos (All.) Ball

- Cyperus longus L. (ciperàcies)
- Cyperus rotundus L. (= Cyperus olivaris Targ.-Tozz.) (ciperàcies)
- Cyperus serotinus Rottb. (ciperàcies)
- Cystopteris fragilis (L.) Bernh. (= Cystopteris filix-fragilis (L.) Borbás) (polipodiàcies)

- Cystopteris fragilis subsp.  fragilis

- Cytinus hypocistis (L.) L. (rafflesiàcies)

- Cytinus hypocistis subsp. hypocistis
- Cytinus hypocistis subsp. kermesinus (Guss.) Wettst. (= Cytinus ruber (Fourr.) Komarov, Cytinus kermesinus Guss.)

## D
| Índex: A B C D E F G H I J K L M N O P Q R S T U V W X Y Z — Especials Inici — vegeu també — enllaços externs |

- Dactylis glomerata L. (poàcies)

- Dactylis glomerata subsp. glomerata
- Dactylis glomerata subsp. hispanica (Roth) Nyman

- Damasonium alisma Mill. (= Damasonium stellatum Thuill.) (alismatàcies)

- Damasonium alisma subsp.  bourgaei (Coss.) Maire

- Danthonia decumbens (L.) DC. in Lam. et DC. (= Sieglingia decumbens (L.)) (poàcies)
- Daphne gnidium L. (timeleàcies)
- Daphne laureola L. (timeleàcies)

- Daphne laureola subsp.  laureola

- Daphne oleoides Schreb. (timeleàcies)
- Datura ferox L. (solanàcies)
- Datura inoxia Mill. (solanàcies)
- Datura stramonium L. (solanàcies)
- Daucus carota L. (apiàcies)

- Daucus carota subsp. carota (apiàcies)
- Daucus carota subsp. maritimus (Lam.) Batt. in Batt. et Trab. (= Daucus maritimus Lam.) (apiàcies)
- Daucus carota subsp. maximus (Desf.) Ball (= Daucus maximus Desf.) (apiàcies)
- Daucus carota subsp. sativus (Hoffm.) Arcang. (= Daucus sativus Hoffm.) (apiàcies)

- Daucus crinitus Desf. (apiàcies)
- Daucus durieua Lange in Willk. et Lange (= Durieua hispanica (Lam.) Boiss. et Reut.) (apiàcies)
- Daucus gingidium L. (apiàcies)

- Daucus gingidium subsp. commutatus (Paol.) O. Bolòs et J. Vigo (= Daucus carota L. subsp. commutatus (Paol.) Thell., Daucus commutatus Paol.) (apiàcies)

- Daucus muricatus (L.) L. (apiàcies)
- Delphinium ajacis L. (= Delphinium ambiguum L., Consolida ajacis (L.) Schur.) (ranunculàcies)
- Delphinium orientale Gay (= Consolida orientalis (Gay) Schrödinger) (ranunculàcies)

- Delphinium orientale subsp. orientale

- Delphinium peregrinum L. (ranunculàcies)

- Delphinium peregrinum subsp.  gracile (DC.) O. Bolòs et J. Vigo (= Delphinium gracile DC.)
- Delphinium peregrinum subsp.  verdunense (Balb.) P. Cout. (= Delphinium halteratum subsp. verdunense (Balb.) Graebn. et Graebn., Delphinium cardiopetalum DC.)

- Delphinium pubescens DC. (= Consolida pubescens (DC.) Soó) (ranunculàcies)

- Delphinium pubescens subsp.  mauritanicum (Coss.) O. Bolòs et J. Vigo (= Consolida mauritanica (Coss.) Munz, Delphinium mauritanicum Coss.)
- Delphinium pubescens subsp.  pubescens (= Consolida pubescens (DC.) Soó, Delphinium loscosii Costa)

- Deschampsia cespitosa (L.) Beauv. (poàcies)
- Deschampsia flexuosa (L.) Trin. (poàcies)
- Deschampsia media (Gouan) Roem. et Schultes (poàcies)

- Deschampsia media subsp.  hispanica (Vivant) O. Bolòs, R.M. Masalles et J. Vigo (= Deschampsia cespitosa subsp. hispanica Vivant)
- Deschampsia media subsp.  media

- Descurainia sophia (L.) Webb ex Prantl in Engl. et Prantl (= Sisymbrium sophia L.) (brassicàcies)
- Dianthus armeria L. (cariofil·làcies)

- Dianthus armeria subsp.  armeria (cariofil·làcies)

- Dianthus carthusianorum L. (cariofil·làcies)
- Dianthus pungens L. (cariofil·làcies)

- Dianthus pungens subsp.  font-queri O. Bolòs et J. Vigo (cariofil·làcies)
- Dianthus pungens subsp.  hispanicus (Asso) O. Bolòs et J. Vigo (= Dianthus hispanicus Asso) (cariofil·làcies)
- Dianthus pungens subsp.  multiceps (Costa in Willk.) O. Bolòs et J. Vigo (= Dianthus multiceps Costa in Willk.) (cariofil·làcies)
- Dianthus pungens subsp.  pungens (= Dianthus brachyanthus Boiss. var. ruscinonensis Rouy) (cariofil·làcies)
- Dianthus pungens subsp.  tarraconensis (Costa) O. Bolòs et J. Vigo (= Dianthus brachyanthus Boiss. var. tarraconensis Costa, Dianthus tarraconensis Costa) (cariofil·làcies)

- Dianthus pyrenaicus Pourr. (= Dianthus attenuatus Sm.) (cariofil·làcies)

- Dianthus pyrenaicus subsp.  costae (Willk. in Willk. et Lange) O. Bolòs et J. Vigo (= Dianthus algetanus Graells ex F. N. Williams, Dianthus costae Willk. in Willk. et Lange) (cariofil·làcies)

- Dichanthium ischaemum (L.) Roberty (= Bothriochloa ischaemum (L.) Keng, Andropogon ischaemum L.) (poàcies)
- Dictamnus hispanicus Webb ex Willk. (rutàcies)
- Digitalis obscura L. (escrofulariàcies)

- Digitalis obscura subsp.  obscura

- Digitaria sanguinalis (L.) Scop. (= Panicum sanguinale L.) (poàcies)
- Dinebra retroflexa (Vahl) Panzer (poàcies)
- Dipcadi serotinum (L.) Medic. (= Uropetalum serotinum (L.) Ker-Gawler) (liliàcies)
- Diplotaxis catholica (L.) DC. (= Sisymbrium balearicum Porta, Hugueninia balearica (Porta) O. E. Schulz) (brassicàcies)
- Diplotaxis erucoides (L.) DC. (brassicàcies)
- Diplotaxis harra (Forsk.) Boiss. (= Diplotaxis crassifolia (Rafin.) DC.) (brassicàcies)

- Diplotaxis harra subsp.  intricata (Willk.) O. Bolòs et J. Vigo (= Pendulina intricata Willk., Diplotaxis intricata (Willk.) O. E. Schulz)
- Diplotaxis harra subsp.  lagascana (DC.) O. Bolòs et J. Vigo (= Diplotaxis lagascana DC., Pendulina lagascana (DC.) Willk.)

- Diplotaxis muralis (L.) DC. (brassicàcies)
- Diplotaxis viminea (L.) DC. (brassicàcies)
- Diplotaxis virgata (Cav.) DC. (brassicàcies)
- Dipsacus fullonum L. (caprifoliàcies)

- Dipsacus fullonum subsp.  fullonum (= Dipsacus silvestris Mill.)
- Dipsacus fullonum subsp.  sativus (L.) Thell. (= Dipsacus sativus L.)

- Doronicum plantagineum L. (asteràcies)
- Dorycnium hirsutum (L.) Ser. in DC. (= Bonjeania hirsuta (L.) Reichenb.) (fabàcies)
- Dorycnium pentaphyllum Scop. (fabàcies)

- Dorycnium pentaphyllum subsp.  gracile (Jord.) Rouy in Rouy et Fouc. (= Dorycnium gracile Jord., Dorycnium decumbens Jordan)
- Dorycnium pentaphyllum subsp.  pentaphyllum (= Dorycnium suffruticosum Vill.)

- Dorycnium rectum (L.) Ser. in DC. (= Bonjeania recta (L.) Reichenb.) (fabàcies)
- Draba hispanica Boiss. (brassicàcies)

- Draba hispanica subsp.  hispanica

- Draba muralis L. (brassicàcies)
- Dryopteris filix-mas (L.) Schott (polipodiàcies)

- Dryopteris filix-mas subsp.  filix-mas

## E
| Índex: A B C D E F G H I J K L M N O P Q R S T U V W X Y Z — Especials Inici — vegeu també — enllaços externs |

- Ecballium elaterium (L.) A. Richard in Bory (cucurbitàcies)
- Echinaria capitata (L.) Desf. (poàcies)
- Echinochloa colonum (L.) Link (poàcies)
- Echinochloa crus-galli (L.) Beauv. (poàcies)

- Echinochloa crus-galli subsp.  crus-galli (= Echinochloa phyllopogon (Stapf) Vasc.)
- Echinochloa crus-galli subsp.  oryzoides (Ard.) O. Bolòs et F. Masclans (= Echinochloa oryzicola (Vasing.) Vasing. in Komarov)

- Echinochloa eruciformis (Sibth. et Sm.) Reichenb. (= Brachiaria eruciformis (Sibth. et Sm.) Griseb. in Ledeb.) (poàcies)
- Echinophora spinosa L. (apiàcies)
- Echinops ritro L. (asteràcies)

- Echinops ritro subsp.  ritro

- Echinops strigosus L. (asteràcies)
- Echium calycinum Viv. (= Echium parviflorum Moench.) (boraginàcies)
- Echium humile Desf. (boraginàcies)
- Echium italicum L. (boraginàcies)

- Echium italicum subsp.  flavum (Desf.) O. Bolòs et J. Vigo (= Echium flavum Desf.)
- Echium italicum subsp.  pyrenaicum Rouy (= Echium asperrimum Lam.)

- Echium plantagineum L. (boraginàcies)
- Echium sabulicola Pomel (boraginàcies)
- Echium vulgare L. (boraginàcies)

- Echium vulgare subsp.  argentae (Pau) F. Q. (= Echium argentae Pau)
- Echium vulgare subsp.  granatense (Coincy) Lacaita (= Echium granatense Coincy, Echium vulgare L. subsp. vulgare)

- Eclipta prostrata (L.) L. (asteràcies)
- Elaeagnus angustifolia L. (eleagnàcies)
- Elaeoselinum asclepium (L.) Bertol. (apiàcies)

- Elaeoselinum asclepium subsp.  asclepium (= Elaeoselinum hispanicum (Lange) Pau) (apiàcies)

- Elaeoselinum tenuifolium (Lag.) Lange in Willk. et Lange (= Elaeoselinum lagascae Boiss., Distichoselinum tenuifolium (Lag.) García Martín et Silvestre) (apiàcies)
- Eleocharis acicularis (L.) Roem. et Schultes (= Scirpus acicularis L.) (ciperàcies)
- Eleocharis multicaulis (Sm.) Desv. (= Scirpus multicaulis Sm.) (ciperàcies)
- Eleocharis palustris (L.) Roem. et Schultes (= Scirpus palustris L.) (ciperàcies)

- Eleocharis palustris subsp.  palustris
- Eleocharis palustris subsp.  uniglumis (Link) Hartman

- Eleocharis quinqueflora (F. X. Hartmann) O. Schwarz (= Scirpus pauciflorus Lightf., Eleocharis pauciflora (Lightf.) Link) (ciperàcies)

- Eleusine tristachya subsp.  barcinonensis (Costa ex Willk.) A. et O. Bolòs (= Eleusine geminata (Spreng.) Lange)

- Elymus caninus (L.) L. (= Agropyron caninum (L.) Beauv.) (poàcies)
- Elymus curvifolius (Lange) Melderis (= Agropyron curvifolium Lange) (poàcies)
- Elymus elongatus (Host) Runemark (poàcies)

- Elymus elongatus subsp.  elongatus (= Agropyron elongatum (Host) Beauv., Agropyron rigidum auct.)

- Elymus farctus (Viv.) Runemark ex Melderis (poàcies)

- Elymus farctus subsp.  farctus (= Agropyron junceum (L.) Beauv. subsp. mediterraneum Simonet et Guinochet)
- Elymus hispidus (Opiz) Melderis (= Agropyron intermedium (Host.) Beauv., Agropyron glaucum Roem. et Schultes subsp. hispidus)

- Elymus pungens (Pers.) Melderis (= Agropyron pungens (Pers.) Roem. et Schultes, Agropyron campestre Godr. et Gren.) (poàcies)
- Elymus repens (L.) Gould (poàcies)

- Elymus repens subsp.  repens (= Agropyron repens (L.) Beauv.)

- Emex spinosa (L.) Campd. (poligonàcies)
- Ephedra distachya L. (efedràcies)

- Ephedra distachya subsp.  distachya

- Ephedra fragilis Desf. (efedràcies)

- Ephedra fragilis subsp.  fragilis

- Ephedra nebrodensis Tineo ex Guss. (efedràcies)

- Ephedra nebrodensis subsp.  nebrodensis (= Ephedra major auct.)

- Epilobium anagallidifolium Lam. (= Epilobium alpinum auct., non L.) (onagràcies)

- Epilobium collinum Gmel. (= Epilobium montanum L. subsp. collinum (Gmel.) Léveillé, Epilobium carpetanum Willk.)

- Epilobium hirsutum L. (onagràcies)
- Epilobium lanceolatum Sebast. et Mauri (onagràcies)
- Epilobium montanum L. (onagràcies)
- Epilobium obscurum Schreb. (= Epilobium virgatum Lam.) (onagràcies)
- Epilobium parviflorum Schreb. (onagràcies)
- Epilobium roseum Schreb. (onagràcies)

- Epilobium roseum subsp.  roseum

- Epipactis atrorubens (Hoffm.) Bess. (= Epipactis atropurpurea Rafin.) (orquídies)

- Epipactis atrorubens subsp.  atrorubens
- Epipactis atrorubens subsp.  parviflora A. et C. Nieschalk (= Epipactis parviflora (A. & C. Nietschalk) E. Klein)

- Epipactis helleborine (L.) Crantz (= Epipactis latifolia (L.) All.) (orquídies)

- Epipactis helleborine subsp.  tremolsii (Pau) Klein

- Epipactis microphylla (Ehrh.) Swartz (orquídies)
- Epipactis palustris (L.) Crantz (orquídies)
- Equisetum arvense L. (equisetàcies)
- Equisetum hyemale L. (equisetàcies)
- Equisetum palustre L. (equisetàcies)
- Equisetum ramosissimum Desf. (equisetàcies)

- Equisetum ramosissimum subsp.  ramosissimum

- Equisetum telmateia Ehrh. (= Equisetum maximum Lam.) (equisetàcies)
- Eragrostis barrelieri Daveau (poàcies)
- Eragrostis cilianensis (All.) Vign.-Lutati ex Janchen (= Eragrostis major Host., Eragrostis megastachya (Koeler) Link) (poàcies)
- Eragrostis papposa (Duf.) Steudel (poàcies)
- Eragrostis pilosa (L.) Beauv. (poàcies)
- Erica arborea L. (ericàcies)
- Erica cinerea L. (ericàcies)

- Erica erigena R. Ross (= Erica herbacea L. subsp. occidentalis (Benth.) Laínz, Erica mediterranea auct.)

- Erica multiflora L. (ericàcies)
- Erica scoparia L. (ericàcies)

- Erica scoparia subsp.  scoparia

- Erica terminalis Salisb. (ericàcies)
- Erigeron acer L. (= Erigeron acris L.) (asteràcies)
- Erigeron karvinskianus DC. (asteràcies)
- Erinacea anthyllis Link (= Erinacea pungens Boiss.) (fabàcies)
- Erinus alpinus L. (escrofulariàcies)
- Erodium botrys (Cav.) Bertol. (geraniàcies)
- Erodium chium (L.) Willd. (geraniàcies)
- Erodium ciconium (L. et Jusl.) L'Hér. in Ait. (geraniàcies)
- Erodium cicutarium (L.) L'Hér. in Ait. (geraniàcies)

- Erodium cicutarium subsp.  bipinnatum (Cav.) Tourlet (= Erodium aethiopicum (Lam.) Brumh. et Thell., Erodium bipinnatum Cav.)
- Erodium cicutarium subsp.  cicutarium (= Erodium praecox (Cav.) Willd.)
- Erodium cicutarium subsp.  jacquinianum (Fisch., Meyer et Avé-Lall.) Briq. in Engl. (= Erodium salzmannii Delile, Erodium jacquinianum Fisch., Meyer et Avé-Lall.)

- Erodium foetidum (L. et Nath.) L'Hér. (= Erodium petraeum (Gouan) Willd.) (geraniàcies)

- Erodium foetidum subsp.  celtibericum (Pau) O. Bolòs et J. Vigo (= Erodium celtibericum Pau, Erodium cheilanthifolium Boiss. var. cavanillesii Willk.)
- Erodium foetidum subsp.  valentinum (Lange in Willk. et Lange) O. Bolòs et J. Vigo (= Erodium valentinum Lange in Willk. et Lange)
- Erodium laciniatum (Cav.) Willd. (= Erodium triangulare subsp. laciniatum (Cav.) Maire)
- Erodium laciniatum subsp.  laciniatum
- Erodium laciniatum subsp.  pulverulentum (Cav.) Batt. in Batt. et Trab. (= Erodium cavanillesii Willk., Erodium pulverulentum Cav.)

- Erodium malacoides (L.) L'Hér. (geraniàcies)

- Erodium malacoides subsp.  aragonense (Loscos) O. Bolòs et J. Vigo (= Erodum neuradifolium Del. in Godr., Erodium angulatum Pomel)
- Erodium malacoides subsp.  malacoides

- Erodium moschatum (L.) L'Hér. in Ait. (geraniàcies)
- Erodium sanguis-christi Senn. (geraniàcies)
- Erophila verna (L.) F. Chev. (= Draba verna L.) (brassicàcies)

- Erophila verna subsp.  praecox (Steven) P. Fourn. (= Erophila praecox Steven)
- Erophila verna subsp.  spathulata (A.F. Láng) Vollmann (= Erophila spathulata A.F. Láng)
- Erophila verna subsp.  verna

- Eruca vesicaria (L.) Cav. (brassicàcies)

- Eruca vesicaria subsp.  sativa (Mill.) Thell. in Hegi
- Eruca vesicaria subsp.  vesicaria

- Erucaria hispanica (L.) Druce (= Erucaria myagroides (L.) Halácsy, Erucaria aleppica Gaertn.) (brassicàcies)
- Erucastrum nasturtiifolium (Poiret) O. E. Schulz (= Erucastrum obtusangulum Reichenb.) (brassicàcies)
- Erucastrum virgatum (J. et C. Presl) C. Presl (= Erucastrum laevigatum auct.) (brassicàcies)

- Erucastrum virgatum subsp.  baeticum (Boiss.) Gómez Campo (= Erucastrum baeticum Boiss.)
- Erucastrum virgatum subsp.  brachycarpum (Rouy) Gómez Campo (= Erucastrum brachycarpum Rouy)

- Eryngium campestre L. (apiàcies)
- Eryngium ilicifolium Lam. (apiàcies)
- Eryngium maritimum L. (apiàcies)
- Erysimum grandiflorum Desf. (= Erysimum longifolium auct., Erysimum myriophyllum auct.) (brassicàcies)

- Erysimum grandiflorum subsp.  dertosense (O. Bolòs et J. Vigo) O. Bolòs et J. Vigo (= Erysimum dertosense O. Bolòs et J. Vigo, Erysimum gomez-campoi Polatschek)

- Erysimum incanum G. Kunze (brassicàcies)

- Erysimum incanum subsp.  incanum (= Erysimum kunzeanum Boiss. et Reut.)

- Erysimum repandum L. (brassicàcies)
- Eupatorium cannabinum L. (asteràcies)

- Eupatorium cannabinum subsp.  cannabinum

- Euphorbia amygdaloides L. (euforbiàcies)

- Euphorbia amygdaloides subsp.  amygdaloides (= Euphorbia silvatica Jacq.)

- Euphorbia chamaesyce L. (euforbiàcies)

- Euphorbia chamaesyce subsp.  chamaesyce (= Chamaesyce canescens (L.) Prokh.)

- Euphorbia characias L. (euforbiàcies)

- Euphorbia characias subsp.  characias

- Euphorbia duvalii Lecoq et Lamotte (euforbiàcies)
- Euphorbia exigua L. (euforbiàcies)
- Euphorbia falcata L. (euforbiàcies)
- Euphorbia flavicoma DC. (= Euphorbia verrucosa auct., Euphorbia epithymoides auct. catal.) (euforbiàcies)

- Euphorbia flavicoma subsp.  flavicoma (= Euphorbia diffusa Duf., Euphorbia flavicoma DC. subsp. mariolensis (Rouy) Vives)

- Euphorbia helioscopia L. (euforbiàcies)

- Euphorbia helioscopia subsp.  helioscopia
- Euphorbia helioscopia subsp.  helioscopioides (Loscos et Pardo) Nyman (= Euphorbia helioscopoides Loscos et Pardo, Euphorbia helioscopia L.)
- Euphorbia hirsuta L. (= Euphorbia pubescens Vahl, Euphorbia plathyphyllos L. subsp. pubescens (Vahl) Knoche)

- Euphorbia humifusa Willd. (= Chamaecyse humifusa (Willd. ex Schlecht) Prokh.) (euforbiàcies)
- Euphorbia isatidifolia Lam. (euforbiàcies)
- Euphorbia lagascae Spreng. (euforbiàcies)
- Euphorbia lathyris L. (euforbiàcies)
- Euphorbia minuta Loscos et Pardo (= Euphorbia pauciflora Duf., non Hill) (euforbiàcies)
- Euphorbia nevadensis Boiss. et Reut. (euforbiàcies)

- Euphorbia nevadensis subsp.  nevadensis

- Euphorbia nicaeensis All. (euforbiàcies)

- Euphorbia nicaeensis subsp.  nicaeensis

- Euphorbia nutans Lag. (= Euphorbia preslii Guss., Chamaecyse nutans (Lag.) Small) (euforbiàcies)
- Euphorbia paralias L. (euforbiàcies)
- Euphorbia peplis L. (= Chamaecyse peplis (L.) Prokh.) (euforbiàcies)
- Euphorbia peplus L. (euforbiàcies)
- Euphorbia prostrata Ait. (= Chamaesyce prostrata (Ait.) Small) (euforbiàcies)
- Euphorbia segetalis L. (euforbiàcies)

- Euphorbia segetalis subsp.  segetalis

- Euphorbia serpens Kunth in Humb., Bonpl. et Kunth (= Chamaecyse serpens (Kunthin Humb. & al.) Small) (euforbiàcies)
- Euphorbia serrata L. (euforbiàcies)
- Euphorbia spinosa L. (euforbiàcies)
- Euphorbia squamigera Loisel. (= Euphorbia rupicola Boiss.) (euforbiàcies)

- Euphorbia squamigera subsp.  squamigera

- Euphorbia sulcata De Lens ex Loisel (= Euphorbia retusa Cav.) (euforbiàcies)
- Euphorbia terracina L. (euforbiàcies)
- Euphrasia alpina Lam. (escrofulariàcies)

- Euphrasia alpina subsp.  pulchra (Senn.) O. Bolòs et J. Vigo (= Euphrasia pulchra Senn.)

- Euphrasia hirtella Jord. ex Reut. (escrofulariàcies)
- Euphrasia minima Jacq. ex DC. in Lam. et DC. (escrofulariàcies)

- Euphrasia minima subsp.  masclansii O. Bolòs et J. Vigo

- Euphrasia nemorosa (Pers.) Wallr. (escrofulariàcies)
- Evax petro-ianii (Rita et Dittrich) Rita (= Filago petro-ianii Rita et Dittrich) (asteràcies)
- Evax pygmaea (L.) Brot. (asteràcies)

- Evax pygmaea subsp.  carpetana (Lange) F. Masclans (= Evax carpetana Lange, Evax lasiocarpa Cutanda)
- Evax pygmaea subsp.  pygmaea

## F
| Índex: A B C D E F G H I J K L M N O P Q R S T U V W X Y Z — Especials Inici — vegeu també — enllaços externs |

- Fagonia cretica L. (zigofil·làcies)
- Ferula communis L. (apiàcies)
- Ferula tingitana L. (= Ferula hispanica Rouy) (apiàcies)

- Festuca arundinacea Schreb. (= Festuca elatior L. subsp. arundinacea (Schreb.) Hackel)
- Festuca arundinacea subsp.  arundinacea
- Festuca arundinacea subsp.  fenas (Lag.) Arcang. (= Festuca arundinacea Schreb. subsp. corsica (Hackel) Kerguélen, Festuca arundinacea Schreb. subsp. interrupta (Desf.) Tzvelev)

- Festuca capillifolia Duf. in Roem. et Schultes (= Festuca scaberrina Lange) (poàcies)

- Festuca gautieri (Hackel) K. Richt. (= Festuca varia Haenke subsp. scoparia A. Kerner et Hackel, Festuca scoparia (A. Kerner et Hackel))

- Festuca hystrix Boiss. (poàcies)
- Festuca indigesta Boiss. (poàcies)

- Festuca indigesta subsp.  indigesta

- Festuca ovina L. s. l. (poàcies)
- Festuca paniculata (L.) Schinz et Thell. (= Festuca spadicea L.) (poàcies)

- Festuca paniculata subsp.  durandii (Clauson in Billot) Emb. et Maire

- Festuca plicata Hackel (poàcies)
- Festuca rubra L. (poàcies)

- Festuca rubra subsp.  commutata Gaud. (= Festuca nigrescens Lam., Festuca fallax Thuill.)
- Festuca rubra subsp.  rubra

- Festuca scariosa (Lag.) Asch. et Graebn. (= Festuca granatensis Boiss.) (poàcies)
- Ficus carica L. (moràcies)
- Filago arvensis L. (= Logfia arvensis (L.) Holub) (asteràcies)
- Filago congesta Guss. ex DC. (asteràcies)
- Filago desertorum Pomel (asteràcies)
- Filago gallica L. (= Logfia gallica (L.) Coss. et Germ.) (asteràcies)
- Filago mareotica Del. (asteràcies)
- Filago micropodioides Lange (asteràcies)
- Filago minima (Sm.) Pers. (= Logfia minima (Sm.) Dumort.) (asteràcies)
- Filago pyramidata L. (= Filago germanica L.) (asteràcies)

- Filago pyramidata subsp.  fuscescens (Pomel) O. Bolòs et J. Vigo (= Filago fuscescens Pomel)
- Filago pyramidata subsp.  lutescens (Jord.) O. Bolòs et J. Vigo (= Filago lutescens Jord.)
- Filago pyramidata subsp.  pyramidata (= Filago spathulata C. Presl)

- Filipendula vulgaris Moench (= Spiraea filipendula L., Filipendula hexapetala Gilib.) (rosàcies)
- Fimbristylis sieberiana Kunth (= Fimbristylis ferruginea (L.) Vahl) (ciperàcies)
- Foeniculum vulgare Mill. (= Foeniculum officinale All.) (apiàcies)

- Foeniculum vulgare subsp.  piperitum (Ucria) Cout. (= Foeniculum piperitum Ucria) (apiàcies)
- Foeniculum vulgare subsp.  vulgare (apiàcies)

- Fragaria vesca L. (rosàcies)
- Frankenia corymbosa Desf. (= Frankenia webbii Boiss. et Reut.) (frankeniàcies)
- Frankenia laevis L. (frankeniàcies)

- Frankenia laevis subsp.  intermedia (DC.) Maire in Jah. et Maire (= Frankenia intermedia DC., Frankenia hirsuta L.)

- Frankenia pulverulenta L. (frankeniàcies)
- Frankenia thymifolia Desf. (= Frankenia reuteri Boiss.) (frankeniàcies)
- Fraxinus angustifolia Vahl (oleàcies)

- Fraxinus angustifolia subsp.  angustifolia

- Fraxinus ornus L. (oleàcies)
- Fritillaria pyrenaica L. (= Fritillaria. nigra Mill., Fritillaria nervosa Willd.) (liliàcies)

- Fritillaria pyrenaica subsp.  boissieri (Costa) O. Bolòs et J. Vigo (= Fritillaria hispanica Boiss. et Reut.)

- Fumana ericoides (Cav.) Gandg. (= Fumana spachii Gren. et Godr.) (cistàcies)
- Fumana laevipes (L.) Spach (cistàcies)
- Fumana procumbens (Dunal) Gren. et Godr. (= Fumana vulgaris Spach) (cistàcies)
- Fumana thymifolia (L.) Spach (= Fumana viscida Spach) (cistàcies)

- Fumana thymifolia subsp.  hispidula (Loscos et Pardo) O. Bolòs et J. Vigo (= Fumana hispidula Loscos et Pardo)
- Fumana thymifolia subsp.  laevis (Cav.) Molero et Rovira (= Fumana thymifolia (L.) Spach var. laevis (Cav.) Grosser, Fumana juniperina (dunal) Pau)
- Fumana thymifolia subsp.  thymifolia (= Fumana thymifolia (L.) Spach var. vulgaris (Benth.) Briq., Fumana glutinos (L.) Boiss.)

- Fumaria agraria Lag. (papaveràcies)
- Fumaria bastardii Boreau in Duch. (papaveràcies)
- Fumaria capreolata L. (papaveràcies)
- Fumaria densiflora DC. (= Fumaria micrantha Lag.) (papaveràcies)

- Fumaria densiflora subsp.  densiflora

- Fumaria macrosepala Boiss. (papaveràcies)
- Fumaria mirabilis Pugsley (papaveràcies)

- Fumaria mirabilis subsp.  faurei (Pugsley) O. Bolòs, J. Vigo, R.M. Masalles et Ninot (= Fumaria faurei Pugsley)

- Fumaria munbyi Boiss. et Reut. (papaveràcies)
- Fumaria muralis Sonder ex Koch (papaveràcies)
- Fumaria officinalis L. (papaveràcies)

- Fumaria officinalis subsp.  officinalis
- Fumaria officinalis subsp.  wirtgenii (Koch) Arcang. (= Fumaria wirtgenii)

- Fumaria parviflora Lam. (papaveràcies)
- Fumaria petteri Reichenb. (papaveràcies)

- Fumaria petteri subsp.  calcarata (Cad.) Lidén et Soler (= Fumaria calcarata Cad., Fumaria transiens P. D. Sell)

- Fumaria vaillantii Loisel. in Desv. (= Fumaria Pugselyana Maire ex Pugsley) (papaveràcies)

## G
| Índex: A B C D E F G H I J K L M N O P Q R S T U V W X Y Z — Especials Inici — vegeu també — enllaços externs |

- Gagea durieui subsp.  iberica Terrac.

- Gagea foliosa (J. et C. Presl) Schultes et Schultes f. (liliàcies)

- Gagea lutea subsp.  burnatii (Terrac.) Laínz (= Gagea reverchonii Degen)
- Gagea lutea subsp.  lutea

- Gagea mauritanica Dur. (liliàcies)
- Gagea soleirolii F. W. Schultes (= Gagea nevadensis auct.) (liliàcies)
- Gagea wilczeckii Br.-Bl. et Maire (liliàcies)
- Galactites duriaei Spach ex Durieu et Duchartre (asteràcies)
- Galactites tomentosa Moench (asteràcies)
- Galanthus nivalis L. (amaril·lidàcies)
- Galatella sedifolia (L.) Greuter (asteràcies)
- Galeopsis ladanum L. (lamiàcies)

- Galeopsis ladanum subsp.  angustifolia (Ehrh. ex Hoffm.) Gaud. (= Galeopsis angustifolia Erhr. ex Hoffm.)

- Galinsoga parviflora Cav. (asteràcies)
- Galium aparine L. (rubiàcies)

- Galium aparine subsp.  aparine
- Galium aparine subsp.  spurium (L.) Simonkai (= Galium spurium L.)

- Galium lucidum All. (= Galium mollugo L. p.p.) (rubiàcies)

- Galium lucidum subsp.  fruticescens (Cav.) A. et O. Bolòs (= Galium fruticescens Cav.)
- Galium lucidum subsp.  lucidum (= Galium mollugo L. subsp. erectum Syme var. rigidum (Vill.) Briq.)

- Galium maritimum L. (rubiàcies)
- Galium minutulum Jord. (rubiàcies)
- Galium murale (L.) All. (rubiàcies)
- Galium palustre L. (rubiàcies)

- Galium palustre subsp.  debile (Desv.) Bonnier et Layens (= Galium debile Desv.)
- Galium palustre subsp.  elongatum (Presl) Lange (= Galium elongatum Presl)
- Galium palustre subsp.  palustre

- Galium parisiense L. (rubiàcies)

- Galium parisiense subsp.  divaricatum (Pourr. ex Lam.) Rouy et Camus (= Galium divaricatum Pourr. ex Lam.)
- Galium parisiense subsp.  parisiense

- Galium pumilum Murray (= Galium silvestre Poll.) (rubiàcies)

- Galium pumilum subsp.  papillosum (Lap.) Batalla et Masclans ex O. Bolòs (= Galium papillosum Lap.)
- Galium pumilum subsp.  pinetorum (Ehrend.) J. Vigo (= Galium pumilum subsp. vulgatum auct. catal., non Gaud., Galium pinetorum Ehrend.)
- Galium pumilum subsp.  rivulare (Boiss. et Reut.) O. Bolòs et J. Vigo (= Galium rivulare Boiss. et Reut.)

- Galium pusillum L. (rubiàcies)

- Galium pusillum subsp.  idubedae (Pau ex Deb.) J. Vigo (= Galium idubedae Pau ex Deb.)

- Galium rotundifolium L. (rubiàcies)
- Galium setaceum Lam. (rubiàcies)
- Galium tricornutum Dandy (= Galium tricorne Stokes p.p.) (rubiàcies)
- Galium valentinum Lange (rubiàcies)
- Galium verrucosum Huds. (= Galium saccharatum All.) (rubiàcies)
- Galium verticillatum Danth. in Lam. (rubiàcies)
- Galium verum L. (rubiàcies)

- Galium verum subsp.  verum

- Garidella nigellastrum L. (ranunculàcies)
- Gastridium ventricosum (Gouan) Schinz et Thell. (poàcies)

- Gastridium ventricosum subsp.  ventricosum (= Gastridium lendigerum (L.) Desv.)

- Gaudinia fragilis (L.) Beauv. (poàcies)
- Genista biflora (Desf.) DC. (= Cytisus fontanesii Spach ex Ball, Chronanthus biflorus (Desf.) Frodin et Heyw.) (fabàcies)
- Genista cinerea (Vill.) DC. in Lam. et DC. (fabàcies)

- Genista cinerea subsp.  ausetana O. Bolòs et J. Vigo
- Genista cinerea subsp.  valentina (Willd. ex Spreng.) Rivas Mart. (= Genista valentina (Willd. ex Spreng.) Steudel., Genista jimenezii Pau)

- Genista hispanica L. (fabàcies)

- Genista hispanica subsp.  hispanica

- Genista lobelii DC. in Lam. et DC. (fabàcies)

- Genista lobelii subsp.  longipes (Pau) Heyw. (= Genista longipes Pau, Genista tejedensis (Porta et Rico ex Herv.) C. Vic.)

- Genista patens DC. (= Cytisus heterochrous Colm., Teline patens (DC.) Talavera & P.E. Gibbs) (fabàcies)
- Genista pumila (Hervier) Vierh. (= Genista mugronensis Vierh.., Genista lobelii auct. non L.) (fabàcies)

- Genista pumila subsp.  pumila
- Genista pumila subsp.  rigidissima (Vierh.) Fdez. Casas (= Genista rigidissima Vierh.)

- Genista scorpius (L.) DC. in Lam. et DC. (fabàcies)

- Genista scorpius subsp.  scorpius

- Genista tinctoria L. (fabàcies)
- Genista tricuspidata Desf. (fabàcies)

- Genista tricuspidata subsp.  sparsiflora (Ball) Maire (= Genista lucida Camb., Genista sparsiflora Ball)

- Genista triflora Rouy (= Cytisus villosus Pourr., Cytisus triflorus L'Hér) (fabàcies)
- Gentiana cruciata L. (gencianàcies)

- Gentiana cruciata subsp.  cruciata

- Geranium columbinum L. (geraniàcies)
- Geranium dissectum L. (geraniàcies)
- Geranium lucidum L. (geraniàcies)
- Geranium molle L. (geraniàcies)

- Geranium molle subsp.  molle

- Geranium pusillum Burm. f. (geraniàcies)
- Geranium pyrenaicum Burm. f. (geraniàcies)
- Geranium robertianum L. (geraniàcies)

- Geranium robertianum subsp.  purpureum (Vill.) Nyman (= Geranium purpureum Vill., Geranium mediterraneum Jord.)
- Geranium robertianum subsp.  robertianum

- Geranium rotundifolium L. (geraniàcies)
- Geranium sanguineum L. (geraniàcies)
- Geum heterocarpum Boiss. (rosàcies)

- Geum hispidum subsp.  var. albarracinense (Pau) Cuatrec. (= Geum paui Cad., Geum ceretanicum Senn.)

- Geum sylvaticum Pourr. (rosàcies)
- Geum urbanum L. (rosàcies)
- Gladiolus communis L. (iridàcies)

- Gladiolus communis subsp.  byzantinus (Mill.) Hamilton
- Gladiolus communis subsp.  communis

- Gladiolus illyricus Koch (iridàcies)
- Gladiolus italicus Mill. (= Gladiolus segetum Ker-Grawler) (iridàcies)
- Glaucium corniculatum (L.) J. H. Rudolph (papaveràcies)
- Glaucium flavum Crantz (papaveràcies)
- Globularia alypum L. (Plantaginàcies)
- Globularia cordifolia L. (Plantaginàcies)

- Globularia cordifolia subsp.  cordifolia
- Globularia cordifolia subsp.  repens (Lam.) Wettst. (= Globularia repens Lam., Globularia nana Lam.)

- Globularia vulgaris L. (Plantaginàcies)

- Globularia vulgaris subsp.  vulgaris (= Globularia valentina Willk.)

- Glyceria fluitans (L.) R. Br. (poàcies)

- Glyceria fluitans subsp.  declinata (Bréb.) O. Bolòs, R.M. Masalles et J. Vigo (= Glyceria declinata Bréb.)
- Glyceria fluitans subsp.  plicata Fries (= Glyceria notata F. Chev.)

- Glycyrrhiza glabra L. (fabàcies)
- Gnaphalium luteo-album L. (asteràcies)
- Gnaphalium purpureum L. (asteràcies)

- Gnaphalium purpureum subsp.  pensylvanicum (Willd.) O. Bolòs et J. Vigo (= Gamochaeta pensylvanica (Willd.) Cabrera, Gnaphalium pensylvanicum Willd.)

- Gomphocarpus fruticosus (L.) Ait. f. in Ait. (= Asclepias fruticosa L.) (apocinàcies)
- Guillonea scabra (Cav.) Coss. (apiàcies)
- Guiraoa arvensis Coss. (brassicàcies)
- Guizotia abyssinica (L.) Cass. (asteràcies)
- Gymnadenia conopsea (L.) R. Br. (= Orchis conopsea L.) (orquídies)
- Gypsophila perfoliata L. (cariofil·làcies)

- Gypsophila perfoliata subsp.  ilerdensis (Senn. et Pau in Senn.) O. Bolòs et J. Vigo (= Gypsophila tomentosa L., Gypsophila ilerdensis Senn. et Pau in Senn.) (cariofil·làcies)

- Gypsophila pilosa Huds. (cariofil·làcies)
- Gypsophila struthium L. in Loefl. (cariofil·làcies)

- Gypsophila struthium subsp.  hispanica (Willk.) G. López (= Gypsophila hispanica Willk.) (cariofil·làcies)
- Gypsophila struthium subsp.  struthium (cariofil·làcies)

## H
| Índex: A B C D E F G H I J K L M N O P Q R S T U V W X Y Z — Especials Inici — vegeu també — enllaços externs |

- Hainardia cylindrica (Willd.) Greuter (= Monerma cylindrica (Willd.) Coss. et Durieu, Lepturus cylindricus (Willd.) Trin.) (poàcies)
- Halimium atriplicifolium (Lam.) Spach (cistàcies)
- Halimium halimifolium (L.) Willk. in Willk. et Lange (= Helianthemum halimifolium (L.) Pers.) (cistàcies)

- Halimium halimifolium subsp.  halimifolium (= Helianthemum hamilifolium (L.) Willk. in Willk. et subsp. lepidotum

- Halimium umbellatum (L.) Spach (= Helianthemum umbellatum (L.) Mill.) (cistàcies)

- Halimium umbellatum subsp.  viscosum (Willk.) O. Bolòs et J. Vigo (= Halimium viscosum (Willk.) P. Silva, Halimium viscosum Willk.)

- Halocnemum strobilaceum (Pallas) Bieb. (amarantàcies)
- Halogeton sativus (L.) Moq. (amarantàcies)
- Halopeplis amplexicaulis (Vahl) Cesati (amarantàcies)
- Hammada articulata (Moq.) O. Bolòs et J. Vigo (amarantàcies)

- Hammada articulata subsp.  articulata (= Haloxylon articulatum (Moq.) Bunge, Haloxylon tamariscifolium Pau)

- Haplophyllum linifolium (L.) G. Don f. (= Haplophyllum hispanicum Spach) (rutàcies)

- Haplophyllum linifolium subsp.  rosmarinifolium (Pers.) O. Bolòs et J. Vigo (= Haplophyllum rosmarinifolium Pers.)

- Hedera helix L. (araliàcies)
- Hedypnois rhagadioloides (L.) F. W. Schmidt (= Hedypnois cretica (L.) Dum.- Cours., Hedypnois polymorpha DC.) (asteràcies)
- Hedysarum boveanum Basiner (fabàcies)
- Hedysarum coronarium L. (fabàcies)
- Hedysarum spinosissimum L. (fabàcies)
- Helianthemum almeriense Pau (cistàcies)
- Helianthemum apenninum (L.) Mill. (= Helianthemum polifolium Gren. et Godr., Helianthemum pulverulentum DC.) (cistàcies)

- Helianthemum apenninum subsp.  apenninum
- Helianthemum apenninum subsp.  pilosum (L.) P. Fourn. (= Helianthemum pilosum (L.) Pers., Helianthemum pilosum L.)
- Helianthemum apenninum subsp.  violaceum (Cav.) O. Bolòs et J. Vigo (= Helianthemum pilosum (L.) Desf., Helianthemum violaceum Cav.)

- Helianthemum asperum Lag. ex Dunal in DC. (cistàcies)
- Helianthemum canum (L.) Baumg. (cistàcies)
- Helianthemum caput-felis Boiss. (cistàcies)
- Helianthemum croceum (Desf.) Pers. (= Helianthemum glaucum (Cav.) Pers.) (cistàcies)

- Helianthemum croceum subsp.  cavanillesianum Laínz

- Helianthemum guttatum (L.) Mill. (= Tuberaria guttata (L.) Fourr., Tuberaria variabilis Willk.) (cistàcies)

- Helianthemum guttatum subsp.  guttatum (= Helianthemum guttatum (L.) Mill. subsp. inconspicuum (Pers.) Nyman, Tuberaria guttata (L.) Fourr.)
- Helianthemum guttatum subsp.  macrosepalum (Boiss.) Cout. (= Helianthemum inconspicuum Thib., Tuberaria plantaginea (Willd.) Gallego)

- Helianthemum hirtum (L.) Mill. (= Helianthemum guerrae Sánchez-Gómez, J.S. Carrión et Carrión Vilches) (cistàcies)
- Helianthemum ledifolium (L.) Mill. (cistàcies)
- Helianthemum leptophyllum Dunal in DC. (cistàcies)
- Helianthemum marifolium (L.) Mill. (cistàcies)

- Helianthemum marifolium subsp.  marifolium (= Helianthemum myrtifolium (Lam.) Samp.)
- Helianthemum marifolium subsp.  rotundifolium (Dunal) O. Bolòs et J. Vigo (= Helianthemum cinereum (Cav.) Pers., Helianthemum cinereum (Cav.) Pers. subsp. rubellum Maire)

- Helianthemum nummularium (L.) Mill. (= Helianthemum vulgare Gaertn., Helianthemum chamaecistus Mill.) (cistàcies)

- Helianthemum nummularium subsp.  tomentosum (Scop.) Schinz et Thell. in Schinz et Keller (= Helianthemum nummularium (L.) Miller subsp. nummularium, Helianthemum angustipetalum Cad.)

- Helianthemum origanifolium (Lam.) Pers. (cistàcies)

- Helianthemum origanifolium subsp.  molle (Cav.) F. Q. et Rothm. (= Helianthemum molle (Cav.) Pers., Helianthemum molle Cav.)
- Helianthemum origanifolium subsp.  origanifolium

- Helianthemum salicifolium (L.) Mill. (cistàcies)
- Helianthemum squamatum (L.) Pers. (cistàcies)
- Helianthemum syriacum (Jacq.) Dum.-Cours. (= Helianthemum lavandulifolium auct., Helianthemum racemosum auct.) (cistàcies)

- Helianthemum syriacum subsp.  thibaudii (Pers.) Meikle (= Helianthemum thibaudii Pers., Helianthemum syriacum (Jacq.) Dum.- Cours.)

- Helianthemum tuberaria (L.) Mill. (= Tuberaria lignosa (Sweet) Samp., Tuberaria vulgaris Willk.) (cistàcies)
- Helianthemum viscarium Boiss. et Reut. (cistàcies)
- Helianthus tuberosus L. (asteràcies)
- Helichrysum italicum (Roth) G. Don f. in Loundon (asteràcies)

- Helichrysum italicum subsp.  serotinum (Boiss.) P. Fourn. (= Helichrysum serotinum Boiss.)

- Helichrysum rupestre (Rafin.) DC. (asteràcies)
- Helichrysum stoechas (L.) Moench (asteràcies)
- Helictotrichon filifolium (Lag.) Henrard (= Avena filifolia Lag.) (poàcies)

- Helictotrichon filifolium subsp.  filifolium

- Heliotropium curassavicum L. (boraginàcies)
- Heliotropium europaeum L. (boraginàcies)
- Helleborus foetidus L. (ranunculàcies)
- Hemarthria altissima (Poiret) Stapf et C.E. Hubbard (poàcies)
- Heracleum sphondylium L. (apiàcies)

- Heracleum sphondylium subsp.  granatense (Boiss.) Briq. (= Heracleum granatense Boiss., Heracleum montanum auct. pyr.) (apiàcies)

- Herniaria fruticosa L. (cariofil·làcies)
- Herniaria glabra L. (cariofil·làcies)
- Herniaria hirsuta L. (cariofil·làcies)

- Herniaria hirsuta subsp.  cinerea (DC.) Arcang. (= Herniaria cinerea DC. in Lam. et DC., Herniaria cinerea DC.) (cariofil·làcies)
- Herniaria hirsuta subsp.  hirsuta (cariofil·làcies)

- Herniaria scabrida Boiss. (cariofil·làcies)
- Hesperis laciniata All. (brassicàcies)

- Hesperis laciniata subsp.  laciniata

- Heteropogon contortus (L.) Beauv. ex Roem. et Schultes (= Andropogon contortus L.) (poàcies)
- Hibiscus trionum L. (malvàcies)
- Hieracium amplexicaule L. (asteràcies)
- Hieracium anchusoides Arv.-T. (= Hieracium×anchusoides (Arvet-Touvet) Arvet-Touvet) (asteràcies)
- Hieracium aragonense Scheele (asteràcies)
- Hieracium bourgaei Boiss. (= Hieracium bicolor Scheele) (asteràcies)
- Hieracium briziflorum Arv.-T. (asteràcies)
- Hieracium compositum Lap. (asteràcies)
- Hieracium cordifolium Lap. (= Hieracium neocerinthe Fries) (asteràcies)
- Hieracium elisaeanum Arv.-T. ex Willk. (asteràcies)
- Hieracium glaucinum Jord. (= Hieracium praecox Schultz Bip.) (asteràcies)
- Hieracium lachenalii C. C. Gmel. (= Hieracium argillaceum Jord. in Fl. Eur., Hieracium vulgatum auct. catal., non Fries) (asteràcies)
- Hieracium lactucella Wallr. (= Hieracium auricula auct.) (asteràcies)
- Hieracium laniferum Cav. (asteràcies)
- Hieracium lawsonii Vill. (= Hieracium saxatile auct.) (asteràcies)
- Hieracium loscosianum Scheele (asteràcies)
- Hieracium maculatum Sm. in Sowerby (asteràcies)
- Hieracium murorum L. (asteràcies)
- Hieracium nobile Gren. et Godr. (= Hieracium pyrenaicum Jord., Hieracium pyrenaeum Rouy) (asteràcies)
- Hieracium pardoanum Arv.-T. et Gautier (asteràcies)
- Hieracium peleterianum Mérat (asteràcies)
- Hieracium periphanoides Zahn in Schinz et Keller (asteràcies)
- Hieracium pilosella L. (asteràcies)
- Hieracium pseudocerinthe (Gaud.) Koch (asteràcies)
- Hieracium pseudopilosella Ten. (asteràcies)
- Hieracium racemosum Waldst. et Kit. ex Willd. (asteràcies)
- Hieracium rupicola Jord. (= Hieracium pallidum Biv.) (asteràcies)
- Hieracium sabaudum L. (= Hieracium boreale Fries) (asteràcies)
- Hieracium schmidtii Tausch (= Hieracium pallidum Biv.) (asteràcies)
- Hieracium solidagineum Fries (asteràcies)
- Hieracium sonchoides Arv.-T. (asteràcies)
- Hieracium tardans Peter (= Hieracium niveum (Müll.-Arg.) Zahn in Engler, Hieracium saussureoides (Arvet-Touvet) St-Lager) (asteràcies)
- Hieracium umbrosum Jord. (asteràcies)
- Hieracium valentinum Arv.-T. et Reverchon (asteràcies)
- Hieracium vogesiacum (Kirschl.) Fries (asteràcies)
- Hippocrepis balearica Jacq. (fabàcies)

- Hippocrepis balearica subsp.  valentina (Boiss.) Uhrová (= Hippocrepis valentina Boiss.)

- Hippocrepis comosa L. (fabàcies)

- Hippocrepis comosa subsp.  comosa
- Hippocrepis comosa subsp.  scabra (DC.) O. Bolòs et J. Vigo (= Hippocrepis scabra DC., Hippocrepis commutata Pau)
- Hippocrepis comosa subsp.  scorpioides (Req. ex Benth.) O. Bolòs, J. Vigo, R.M. Masalles et Ninot (= Hippocrepis glauca auct., non Ten., Hippocrepis scorpioides Req. ex Benth.)
- Hippocrepis comosa subsp.  squamata (Cav.) O. Bolòs et J. Vigo (= Hippocrepis squamata (Cav.) Coss., Hippocrepis squamata Cav.)

- Hippocrepis multisiliquosa L. (fabàcies)

- Hippocrepis multisiliquosa subsp.  ciliata (Willd.) Maire (= Hippocrepis ciliata Willd.)
- Hippocrepis multisiliquosa subsp.  multisiliquosa (= Hippocrepis confusa Pau, Hippocrepis ambigua (Rouy) Bellot)

- Hippocrepis unisiliquosa L. (fabàcies)

- Hippocrepis unisiliquosa subsp.  biflora (Spreng.) O. Bolòs et J. Vigo (= Hippocrepis biflora Spreng.)

- Hirschfeldia incana (L.) Lagrèze-Fossat (= Sinapis incana L., Hirschfeldia apressa Moench) (brassicàcies)
- Hohenackeria exscapa (Steven) Kos.-Pol. (= Hohenackria bupleurifolia Fisch. et C. A. Meyer) (apiàcies)
- Holcus lanatus L. (poàcies)
- Holosteum umbellatum L. (cariofil·làcies)

- Holosteum umbellatum subsp.  umbellatum (cariofil·làcies)

- Hordeum marinum Huds. (= Hordeum maritimum Stokes) (poàcies)

- Hordeum marinum subsp.  marinum

- Hordeum murinum L. (poàcies)

- Hordeum murinum subsp.  leporinum (Link) Arcang.
- Hordeum murinum subsp.  murinum

- Hornungia petraea (L.) Reichenb. (= Hutchinsia petraea (L.) R. Br.) (brassicàcies)

- Hornungia petraea subsp.  aragonensis (Loscos et Pardo) Malagarriga (= Hornungia aragonensis (Loscos et Pardo) Heyw., Hornungia aragonensis Loscos et Pardo)
- Hornungia petraea subsp.  petraea

- Humulus lupulus L. (cannabàcies)
- Hydrocotyle vulgaris L. (apiàcies)
- Hymenolobus procumbens (L.) Nutt. ex Torrey et A. Gray (= Hutchinsia procumbens (L.) Desv., Capsella procumbens (L.) Fr.) (brassicàcies)

- Hymenolobus procumbens subsp.  pauciflorus (Koch) Schinz et Thell. (= Hymenolobus pauciflorus (Koch) Schinz et Thell., Hymenolobus pauciflorus Koch)
- Hymenolobus procumbens subsp.  procumbens

- Hyoscyamus albus L. (solanàcies)
- Hyoscyamus niger L. (solanàcies)
- Hyoseris radiata L. (asteràcies)
- Hyoseris scabra L. (asteràcies)
- Hyparrhenia hirta (L.) Stapf in Oliver (= Andropogon hirtus L., Cymbopogon hirtus (L.) Thomson) (poàcies)

- Hyparrhenia hirta subsp.  pubescens (Vis.) Paunero (= Hyparrhenia pubescens (Vis.) Chiov.)
- Hyparrhenia hirta subsp.  villosa Pignatti (= Hyparrhenia hirta (L.) Stapf in Oliver subsp. hirta auct., Hyparrhenia podotricha (Hotsch ex Steudel) Andersson)

- Hypecoum pendulum L. (papaveràcies)
- Hypecoum procumbens L. (papaveràcies)

- Hypecoum procumbens subsp.  grandiflorum (Benth.) Pau (= Hypecoum imberbe SM. in Sibth, Hypecoum grandiflorum Benth.)
- Hypecoum procumbens subsp.  procumbens

- Hypericum androsaemum L. (= Androsaemum officinale All.) (Gutíferes)
- Hypericum caprifolium Boiss. (Gutíferes)

- Hypericum caprifolium subsp.  caprifolium

- Hypericum ericoides L. (Gutíferes)

- Hypericum ericoides subsp.  ericoides

- Hypericum hirsutum L. (Gutíferes)
- Hypericum humifusum L. (Gutíferes)
- Hypericum montanum L. (Gutíferes)
- Hypericum perforatum L. (Gutíferes)
- Hypericum tetrapterum Fries (= Hypericum acutum Moench) (Gutíferes)

- Hypericum tetrapterum subsp.  tetrapterum

- Hypericum tomentosum L. (Gutíferes)

- Hypericum tomentosum subsp.  tomentosum

- Hypochoeris glabra L. (asteràcies)
- Hypochoeris radicata L. (asteràcies)
- Hyssopus officinalis L. (lamiàcies)

- Hyssopus officinalis subsp.  cinereus (Pau) O. Bolòs et J. Vigo (= Hyssopus cinereus (Pau) O. Bolòs & Vigo, Hyssopus officinalis L. subsp. canescens (DC.) Nyman)
- Hyssopus officinalis subsp.  officinalis

## I
| Índex: A B C D E F G H I J K L M N O P Q R S T U V W X Y Z — Especials Inici — vegeu també — enllaços externs |

- Iberis amara L. (brassicàcies)

- Iberis amara subsp.  amara

- Iberis ciliata All. (brassicàcies)

- Iberis ciliata subsp.  ciliata
- Iberis ciliata subsp.  pruitii (Tineo) O. Bolòs et J. Vigo (= Iberis carnosa Willd., Iberis pruitii Tineo)

- Iberis saxatilis L. (brassicàcies)

- Iberis saxatilis subsp.  cinerea (Poiret) F. Q. (= Iberis cinerea Poiret)
- Iberis saxatilis subsp.  saxatilis
- Iberis saxatilis subsp.  valentina Mateo et Figuerola

- Ilex aquifolium L. (= Ilex balearica Desf.) (aquifoliàcies)
- Imperata cylindrica (L.) Räuschel (poàcies)
- Inula britannica L. (asteràcies)

- Inula britannica subsp.  hispanica (Pau) O. Bolòs et J. Vigo (= Inula hispanica Pau)

- Inula conyza DC. (asteràcies)
- Inula graveolens (L.) Desf. (= Dittrichia graveolens (L.) Greuter) (asteràcies)
- Inula helenium L. (asteràcies)
- Inula helvetica G.H. Weber (= Inula vaillantii (All.) Vill.) (asteràcies)
- Inula montana L. (asteràcies)
- Inula salicina L. (asteràcies)
- Inula viscosa (L.) Ait. (= Dittrichia viscosa (L.) Greuter) (asteràcies)
- Ipomoea imperati (Vahl) Griseb. (= Ipomoea stolonifera (Cyrilo) J.F. Gmel.) (convolvulàcies)
- Ipomoea indica (Burm.) Merr. (= Ipomoea acuminata (Vahl) Roem. et Schultes) (convolvulàcies)
- Ipomoea purpurea Roth (convolvulàcies)
- Ipomoea sagittata Poiret (convolvulàcies)
- Iris foetidissima L. (iridàcies)
- Iris germanica L. (iridàcies)
- Iris lutescens Lam. (iridàcies)

- Iris lutescens subsp.  lutescens (= Iris chamaeiris Bertol.)

- Iris pseudacorus L. (iridàcies)
- Iris sisyrinchium L. (= Gynandriris sisyrinchium (L.) Parl.) (iridàcies)
- Iris spuria L. (iridàcies)

- Iris spuria subsp.  maritima P. Fourn.

- Iris xiphium L. (iridàcies)
- Isatis tinctoria L. (brassicàcies)
- Isoetes velata A. Br. (isoetàcies)

## J
| Índex: A B C D E F G H I J K L M N O P Q R S T U V W X Y Z — Especials Inici — vegeu també — enllaços externs |

- Jasione crispa (Pourr.) Samp. (campanulàcies)

- Jasione crispa subsp.  sessiliflora (Boiss. et Reut.) Rivas Mart. (= Jasione sessiliflora Boiss. et Reut.)

- Jasione foliosa Cav. (campanulàcies)

- Jasione foliosa subsp.  foliosa

- Jasione montana L. (campanulàcies)
- Jasminum fruticans L. (oleàcies)
- Jasonia saxatilis (Lam.) Guss. (= Jasonia glutinosa DC.) (asteràcies)
- Jasonia tuberosa (L.) DC. (asteràcies)
- Juglans regia L. (juglandàcies)
- Juncus acutus L. (juncàcies)

- Juncus acutus subsp.  acutus

- Juncus articulatus L. (= Juncus lamprocarpus Ehrh. ex Hoffm.) (juncàcies)
- Juncus bufonius L. (juncàcies)

- Juncus bufonius subsp.  bufonius
- Juncus bufonius subsp.  foliosus (Desf.) Maire et Weiller
- Juncus bufonius subsp.  hybridus (Brot.) Arcang. (= Juncus bufonius subsp. insulanus (Viv.) Briq. ex Jahand. et Maire)

- Juncus capitatus Weigel (juncàcies)
- Juncus conglomeratus L. (juncàcies)
- Juncus fontanesii Gay in Laharpe (juncàcies)

- Juncus fontanesii subsp.  fontanesii

- Juncus inflexus L. (= Juncus glaucus Sibth.) (juncàcies)
- Juncus maritimus Lam. (juncàcies)
- Juncus pygmaeus L. C. M. Richard in Thuill. (juncàcies)
- Juncus subnodulosus Schrank (= Juncus obtusiflorus Ehrh. ex Hoffm.) (juncàcies)
- Juncus subulatus Forsk. (juncàcies)
- Juncus tenageia Ehrh. ex L. fil. (juncàcies)

- Juncus tenageia subsp.  tenageia

- Juniperus communis L. (cupressàcies)

- Juniperus communis subsp.  communis
- Juniperus communis subsp.  hemisphaerica (J. et C. Presl) Nyman (= Juniperus hemisphaerica J. et Presl)

- Juniperus oxycedrus L. (cupressàcies)

- Juniperus oxycedrus subsp.  macrocarpa (Sibth. et Sm.) Ball (= Juniperus macrocarpa Sibth. et Sm.)
- Juniperus oxycedrus subsp.  oxycedrus

- Juniperus phoenicea L. (cupressàcies)

- Juniperus phoenicea subsp.  eumediterranea Lebreton et Thivend (= Juniperus phoenicea L. subsp. lycia auct., Juniperus phoenicea L. subsp. turbinata (Guss.) Nyman)
- Juniperus phoenicea subsp.  phoenicea

- Juniperus sabina L. (cupressàcies)
- Juniperus thurifera L. (cupressàcies)
- Jurinea humilis (Desf.) DC. (asteràcies)
- Jurinea pinnata (Lag.) DC. (asteràcies)

## K
| Índex: A B C D E F G H I J K L M N O P Q R S T U V W X Y Z — Especials Inici — vegeu també — enllaços externs |

- Kernera saxatilis (L.) Sweet (brassicàcies)
- Knautia arvensis (L.) Coult. (caprifoliàcies)

- Knautia arvensis subsp.  arvensis
- Knautia arvensis subsp.  collina (Duby) Bonnier (= Knautia purpurea Borbás, Knautia collina Duby)
- Knautia arvensis subsp.  rupicola (Willk.) O. Bolòs, J. Vigo, Masalles et Ninot (= Knautia rupicola Willk.)
- Knautia arvensis subsp.  subscaposa (Boiss. et Reut.) Maire (= Knautia subscaposa Boiss. et Reut.)

- Kochia prostrata (L.) Schrad. (= Bassia prostrata (L.) G. Beck in Reichenb.) (amarantàcies)
- Kochia scoparia (L.) Schrad. (= Bassia scoparia (L.) Voss.) (amarantàcies)

- Kochia scoparia subsp.  culta (Voss) O. Bolòs et J. Vigo (= Kochia culta Voss, Bassia scoparia (L.) Voss subsp. scoparia)
- Kochia scoparia subsp.  densiflora (Turcz. ex Moq.) Aellen (= Kochia densiflora Turcz. ex Moq.)
- Kochia scoparia subsp.  scoparia

- Koeleria phleoides (Vill.) Pers. (= Rostraria cristata (L.) Tzvelev, Lophochloa cristata (L.) Hylander) (poàcies)
- Koeleria pubescens (Lam.) Beauv. (= Lophochloa pubescens (Lam.) H. Scholz, Rostraria litorea (All.) Holub) (poàcies)

- Koeleria pubescens subsp.  pubescens
- Koeleria pubescens subsp.  salzmannii (Boiss. et Reut.) Trab. (= Lophochloa salzmannii (Boiss. et Reut.))

- Koeleria pumila (Desf.) Domin (= Lophochloa pumila (Desf.) Bor, Trisetum pumilum (Desf.) Kunth) (poàcies)
- Koeleria splendens C. Presl (poàcies)
- Koeleria vallesiana (Honckeny) Gaud. (poàcies)
- Kosteletzkya pentacarpos (L.) Ledeb. (= Hibiscus pentacarpos L.) (malvàcies)
- Kundmannia sicula (L.) DC. (= Brignolia pastinacifolia Bertol.) (apiàcies)

## L
| Índex: A B C D E F G H I J K L M N O P Q R S T U V W X Y Z — Especials Inici — vegeu també — enllaços externs |

- Lactuca perennis L. (asteràcies)
- Lactuca saligna L. (asteràcies)
- Lactuca serriola L. (= Lactuca scariola L.) (asteràcies)
- Lactuca tenerrima Pourr. (= Cicerbita tenerrima (Pourr.) Beauv.) (asteràcies)
- Lactuca viminea (L.) J. et C. Presl (asteràcies)

- Lactuca viminea subsp.  viminea

- Lactuca virosa L. (asteràcies)
- Lafuentea rotundifolia Lag. (escrofulariàcies)
- Lagoecia cuminoides L. (apiàcies)
- Lagurus ovatus L. (poàcies)
- Lamarckia aurea (L.) Moench (poàcies)
- Lamium amplexicaule L. (lamiàcies)

- Lamium amplexicaule subsp.  amplexicaule

- Lamium hybridum Vill. (lamiàcies)

- Lamium hybridum subsp.  hybridum

- Lapiedra martinezii Lag. (amaril·lidàcies)

- Lappula barbata (Bieb.) Gürke p.p. (= Lappula zapateri (Pau) O. Bolòs et J. Vigo, Echinospermum barbatum (Bieb.) Lehm. subsp. aragonense Rev. et Freyn in Willk.)

- Lappula squarrosa (Retz.) Dumort. (= Echinospermum lappula (L.) Lehm.) (boraginàcies)
- Lapsana communis L. (asteràcies)

- Lapsana communis subsp.  communis

- Laserpitium gallicum L. (apiàcies)
- Laserpitium latifolium L. (apiàcies)
- Laserpitium nestleri Soyer-Will. (apiàcies)
- Lasiopogon muscoides (Desf.) DC. (asteràcies)
- Lathyrus angulatus L. (fabàcies)
- Lathyrus annuus L. (fabàcies)
- Lathyrus aphaca L. (fabàcies)
- Lathyrus cicera L. (fabàcies)
- Lathyrus clymenum L. (= Lathyrus articulatus L.) (fabàcies)
- Lathyrus filiformis (Lam.) Gay (= Lathyrus canescens (L. fil.) Godron & Gren. in Gren. & Godron) (fabàcies)

- Lathyrus filiformis subsp.  filiformis

- Lathyrus hirsutus L. (fabàcies)
- Lathyrus inconspicuus L. (fabàcies)
- Lathyrus latifolius L. (fabàcies)
- Lathyrus linifolius (Reichard) Bässler (= Lathyrus macrorrhizus Wimm., Lathyrus montanus Bernh.) (fabàcies)
- Lathyrus niger (L.) Bernh. (fabàcies)

- Lathyrus niger subsp.  niger

- Lathyrus nissolia L. (fabàcies)
- Lathyrus pratensis L. (fabàcies)
- Lathyrus pulcher J. Gay (= Lathyrus elegans Porta et Rigo, non Vogler, Lathyrus tremolsianus Pau) (fabàcies)
- Lathyrus saxatilis (Vent.) Vis. (= Lathyrus ciliatus Guss.) (fabàcies)
- Lathyrus setifolius L. (fabàcies)
- Lathyrus sphaericus Retz. (fabàcies)
- Lathyrus tuberosus L. (fabàcies)
- Launaea arborescens (Batt.) Murb. (= Sonchus spinosus auct.) (asteràcies)
- Launaea fragilis (Asso) Pau (= Launaea resedifolia auct.) (asteràcies)

- Launaea fragilis subsp.  fragilis
- Launaea fragilis subsp.  pumila (Cav.) O. Bolòs, J. Vigo, R.M. Masalles et Ninot (= Launaea pumila Cav.)

- Launaea nudicaulis (L.) Hook. f. (asteràcies)
- Laurus nobilis L. (lauràcies)
- Lavandula angustifolia Mill. (lamiàcies)

- Lavandula angustifolia subsp.  pyrenaica (DC.) Guinea (= Lavandula spica L. p.p., Lavandula pyrenaica DC.)

- Lavandula dentata L. (lamiàcies)
- Lavandula latifolia Medic. (lamiàcies)
- Lavandula multifida L. (lamiàcies)
- Lavandula stoechas L. (lamiàcies)

- Lavandula stoechas subsp.  pedunculata (Mill.) Samp. ex Rozeira (= Lavandula pedunculata Mill.)
- Lavandula stoechas subsp.  stoechas

- Lavatera arborea L. (malvàcies)
- Lavatera cretica L. (malvàcies)
- Lavatera maritima Gouan (malvàcies)
- Lavatera mauritanica Durieu (malvàcies)

- Lavatera mauritanica subsp.  davaei (Cout.) Cout. (= Lavatera davaei Cout.)

- Lavatera olbia L. (malvàcies)
- Lavatera punctata All. (malvàcies)
- Lavatera triloba L. (= Lavatera micans L.) (malvàcies)

- Lavatera triloba subsp.  triloba

- Legousia hybrida (L.) Delarbre (= Specularia parviflora St.- Lag.) (campanulàcies)
- Legousia scabra (Lowe) Gamisans (= Legousia castellana (Lange) Sampaio) (campanulàcies)
- Lemna gibba L. (aràcies)
- Lemna minor L. (aràcies)
- Lemna trisulca L. (aràcies)
- Lens culinaris Medic. (= Ervum lens L.) (fabàcies)

- Lens culinaris subsp.  culinaris (= Lens esculenta Moench)
- Lens culinaris subsp.  nigricans (Bieb.) Thell. (= Lens nigricans (Bieb.) Godr., Lens nigricans Bieb.)

- Leontodon carpetanus Lange (asteràcies)

- Leontodon carpetanus subsp.  carpetanus

- Leontodon hispidus L. (= Leontodon proteiformis Vill.) (asteràcies)

- Leontodon hispidus subsp.  hispidus

- Leontodon taraxacoides (Vill.) Mérat (= Leontodon saxatilis Lam., Leontodon nudicaulis auct.) (asteràcies)

- Leontodon taraxacoides subsp.  hispidus (Roth) Kerguélen (= Thrincia hispida Roth, Leontodon rothii auct.)
- Leontodon taraxacoides subsp.  taraxacoides (= Thrincia hirta Roth, Leontodon leysseri G. Beck)

- Leontodon tuberosus L. (= Thrincia tuberosa (L.) DC.) (asteràcies)
- Lepidium bonariense L. (brassicàcies)
- Lepidium campestre (L.) R. Br. (brassicàcies)
- Lepidium draba L. (= Cardaria draba (L.) Desv.) (brassicàcies)

- Lepidium draba subsp.  draba

- Lepidium graminifolium L. (brassicàcies)

- Lepidium graminifolium subsp.  graminifolium
- Lepidium graminifolium subsp.  iberideum Rouy et Fouc. (= Lepidium graminifolium L. subsp suffruticosum (L.) P. Monts.)

- Lepidium hirtum (L.) Sm. (brassicàcies)

- Lepidium hirtum subsp.  calycotrichum (G. Kunze.) Thell. (= Lepidium calycotrichum G. Kunze.)
- Lepidium hirtum subsp.  hirtum

- Lepidium sativum L. (brassicàcies)
- Lepidium subulatum L. (brassicàcies)
- Leucanthemopsis pallida (Mill.) Heyw. (asteràcies)

- Leucanthemopsis pallida subsp.  virescens (Pau) Heyw. (= Leucanthemopsis virescens Pau)

- Leucanthemum arundanum (Boiss.) Cuatrec. (asteràcies)
- Leucanthemum paludosum (Poiret) Bonnet et Barratte (asteràcies)
- Leucanthemum vulgare Lam. (= Chrysanthemum leucanthemum L.) (asteràcies)

- Leucanthemum vulgare subsp.  gracilicaule (Duf.) O. Bolòs et J. Vigo (= Leucanthemopsis gracilicaule Duf.)
- Leucanthemum vulgare subsp.  vulgare

- Leucojum valentinum Pau (amaril·lidàcies)
- Leuzea conifera (L.) DC. in Lam. et DC. (= Centaurea conifera L.) (asteràcies)
- Ligusticum lucidum Mill. (= Ligusticum pyrenaeum Gouan) (apiàcies)

- Ligusticum lucidum subsp.  lucidum (apiàcies)

- Ligustrum vulgare L. (oleàcies)
- Limbarda crithmoides L. (asteràcies)
- Limodorum abortivum (L.) Swartz (orquídies)

- Limodorum abortivum subsp.  abortivum

- Limoniastrum monopetalum (L.) Boiss. (plumbaginàcies)
- Limonium album (Coincy) Senn. (plumbaginàcies)
- Limonium bellidifolium (Gouan) Dumort. (plumbaginàcies)
- Limonium caesium (Girard) O. Kuntze (plumbaginàcies)
- Limonium cossonianum O. Kuntze (plumbaginàcies)
- Limonium delicatulum (Girard) O. Kuntze (plumbaginàcies)

- Limonium delicatulum subsp.  angustibracteatum (Erben) Rivas Mart. et M. Costa (= Limonium delicatulum (Girard) O. Kuntze subsp. valentinum Pignatti, Limonium angustibracteatum Erben)
- Limonium delicatulum subsp.  santapolense (Erben) O. Bolòs, J. Vigo, R.M. Masalles et Ninot (= Limonium santapolense Erben)

- Limonium densissimum (Pignatti) Pignatti (= Limonium castellonense Socorro et Tárrega, Limonium neocastellonense Fern. Casas) (plumbaginàcies)
- Limonium dufourii (Girard) O. Kuntze (= Limonium castellonense Erben) (plumbaginàcies)
- Limonium duriusculum (Girard) Fourr. (plumbaginàcies)

- Limonium duriusculum subsp.  cavanillesii (Erben) O. Bolòs, J. Vigo, R.M. Masalles et Ninot (= Limonium cavanillesii Erben)
- Limonium duriusculum subsp.  thiniense (Erben) O. Bolòs, J. Vigo, R.M. Masalles et Ninot (= Limonium thiniense Erben)

- Limonium echioides (L.) Mill. (plumbaginàcies)
- Limonium furfuraceum (Lag.) O. Kuntze (plumbaginàcies)
- Limonium girardianum (Guss.) Fourr. (plumbaginàcies)

- Limonium girardianum subsp.  girardianum

- Limonium lobatum (L. f.) Chaz. (= Limonium thouinii (Viv.) O. Kuntze) (plumbaginàcies)
- Limonium supinum (Girard) Pignatti (plumbaginàcies)
- Limonium virgatum (Willd.) Fourr. (= Limonium oleifolium auct.) (plumbaginàcies)

- Limonium virgatum subsp.  virgatum

- Limonium vulgare Mill. (plumbaginàcies)

- Limonium vulgare subsp.  serotinum (Reichenb.) Gams in Hegi (= Limonium narbonense Mill., Limonium serotinum Reichenb.)

- Linaria amethystea (Lam) Hoffm. et Link (escrofulariàcies)
- Linaria arvensis (L.) Desf. (escrofulariàcies)

- Linaria arvensis subsp.  arvensis
- Linaria arvensis subsp.  micrantha (Cav.) Lange in Willk. et Lange (= Linaria micrantha Cav.)
- Linaria arvensis subsp.  simplex (Willd.) Lange in Willk. et Lange (= Linaria simplex Willd.)

- Linaria badalii Willk. ex Loscos (escrofulariàcies)
- Linaria cavanillesii Chav. (escrofulariàcies)
- Linaria cirrhosa (L.) Cav. (= Kickxia cirrhosa (L.) Fritsch) (escrofulariàcies)
- Linaria commutata Bernh. ex Reichenb. (= Kickxia commutata (Bernh. ex Reichenb.) Fritsch) (escrofulariàcies)

- Linaria commutata subsp.  commutata

- Linaria cymbalaria (L.) Mill. (= Cymbalaria muralis Gaertn., B. Meyer et Schreb.) (escrofulariàcies)

- Linaria cymbalaria subsp.  cymbalaria

- Linaria elatine (L.) Mill. (= Kickxia elatine (L.) Dumort.) (escrofulariàcies)
- Linaria flava (Poiret) Desf. (escrofulariàcies)

- Linaria flava subsp.  oligantha (Lange) O. Bolòs et J. Vigo (= Linaria oligantha Lange)

- Linaria glauca (L.) Chaz. (escrofulariàcies)

- Linaria glauca subsp.  aragonensis (Lange) B. Valdés (= Linaria aragonensis Lange)

- Linaria hirta (L.) Moench (escrofulariàcies)
- Linaria lanigera Desf. (= Kickxia lanigera (Desf.) Hand.) (escrofulariàcies)

- Linaria macropoda Boiss. et Reut. (= Chaenorhinum macropodum (Boiss. et Reut.) Lange, Linaria macropoda Boiss. et Reut. subsp. degenii (Hervier) R. Fernandes)
- Linaria macropoda subsp.  degenii (Herv.) O. Bolòs, J. Vigo, Masalles et Ninot (= Linaria degenii Herv.)

- Linaria minor (L.) Desf. (= Chaenorhinum minus (L.) Lange) (escrofulariàcies)

- Linaria minor subsp.  minor (= Chaenorrhinum minus (L.) Lange in Willk. & Lange subsp. minus)

- Linaria orbensis Carretero et Boira (escrofulariàcies)
- Linaria origanifolia (L.) Cav. (= Chaenorhinum origanifolium (L.) Kostel.) (escrofulariàcies)

- Linaria origanifolia subsp.  crassifolia (Cav.) O. Bolòs et J. Vigo (= Linaria crassifolia Cav., Chaenorrhinum rubrifolium (Robillard & Castagne ex DC.) Fourr.)

- Linaria pedunculata (L.) Chaz. (escrofulariàcies)
- Linaria repens (L.) Mill. (= Linaria striata DC., Linaria blanca Pau) (escrofulariàcies)
- Linaria rubrifolia Robill. et Cast. ex DC. (= Chaenorhinum rubrifolium (Robill. et Cast. ex DC.) Fourr.) (escrofulariàcies)

- Linaria rubrifolia subsp.  rubrifolia (= Chaenorrhinum rubrifolium (Robillard & Castagne ex DC.) Fourr.)

- Linaria serpyllifolia Lange (= Chaenorhinum serpyllifolium (Lange) Lange) (escrofulariàcies)

- Linaria serpyllifolia subsp.  robusta (Loscos) O. Bolòs et J. Vigo (= Linaria robusta Loscos)
- Linaria serpyllifolia subsp.  serpyllifolia

- Linaria spartea (L.) Willd. (escrofulariàcies)
- Linaria spuria (L.) Mill. (= Kickxia spuria (L.) Dumort.) (escrofulariàcies)
- Linaria supina (L.) Chaz. (escrofulariàcies)

- Linaria supina subsp.  aeruginea (Gouan) O. Bolòs et J. Vigo (= Linaria aeruginea Gouan)
- Linaria supina subsp.  depauperata Ler. ex Lange in Willk. et Lange
- Linaria supina subsp.  supina

- Linaria tenella (Cav.) Chav. (= Chaenorhinum tenellum (Cav.) Lange) (escrofulariàcies)
- Linaria triphylla (L.) Mill. (escrofulariàcies)
- Linaria viscosa (L.) Dum.-Cours. (escrofulariàcies)
- Lindernia dubia (L.) Pennell (escrofulariàcies)
- Linum catharticum L. (linàcies)
- Linum maritimum L. (linàcies)
- Linum narbonense L. (linàcies)
- Linum strictum L. (linàcies)

- Linum strictum subsp.  corymbulosum (Reichenb.) Rouy (= Linum corymbulosum Reichenb.)
- Linum strictum subsp.  strictum

- Linum tenue Desf. (linàcies)
- Linum tenuifolium L. (linàcies)

- Linum tenuifolium subsp.  appressum (Caballero) Rivas Mart. (= Linum appressum Caballero, Linum suffruticosum L. subsp. appressum (A. Caballero) Rivas Martínez)
- Linum tenuifolium subsp.  salsoloides (Lam.) Rouy (= Linum ortegae Planchon, Linum salsoloides Lam.)
- Linum tenuifolium subsp.  suffruticosum (L.) Litard. (= Linum suffruticosum L.)

- Linum trigynum L. (= Linum gallicum L.) (linàcies)
- Linum usitatissimum L. (linàcies)

- Linum usitatissimum subsp.  angustifolium (Huds.) Thell. (= Linum bienne Mill., Linum angustifolium Huds.)
- Linum usitatissimum subsp.  usitatissimum

- Lippia filiformis Schrad. (= Lippia canescens Kunth in Humb., Bonpl. et Kunth, Phyla filiformis (Schrader) Meikle) (verbenàcies)
- Lippia nodiflora (L.) L. C. M. Richard in Michx. (verbenàcies)
- Listera ovata (L.) R. Br. (orquídies)
- Lithospermum apulum (L.) Vahl (= Neatostema apulum (L.) I. M. Johnston) (boraginàcies)
- Lithospermum arvense L. (= Buglossoides arvensis (L.) I.M. Johnston) (boraginàcies)

- Lithospermum arvense subsp.  arvense
- Lithospermum arvense subsp.  gasparrinii (Heldr. ex Guss.) O. Bolòs et J. Vigo (= Lithospermum gasparrinii Heldr. ex Guss., Lithospermum incrassatum Guss.)

- Lithospermum fruticosum L. (= Lithodora fruticosa (L.) Griseb.) (boraginàcies)
- Lithospermum officinale L. (boraginàcies)
- Lithospermum purpurocaeruleum L. (= Buglossoides purpurocaerulea (L.) I.M. Johnston) (boraginàcies)
- Littorella uniflora (L.) Asch. (rubiàcies)
- Loeflingia hispanica L. (cariofil·làcies)
- Lolium perenne L. (poàcies)
- Lolium rigidum Gaud. (poàcies)
- Lonicera biflora Desf. (caprifoliàcies)
- Lonicera etrusca Santi (caprifoliàcies)
- Lonicera implexa Ait. (caprifoliàcies)

- Lonicera implexa subsp.  implexa
- Lonicera implexa subsp.  splendida (Boiss.) O. Bolòs, J. Vigo, Masalles et Ninot (= Lonicera splendida Boiss.)

- Lonicera japonica Thunb. in Murray (caprifoliàcies)
- Lonicera periclymenum L. (caprifoliàcies)

- Lonicera periclymenum subsp.  hispanica (Boiss. et Reut.) Nyman (= Lonicera hispanica Boiss. et Reut.)

- Lonicera pyrenaica L. (caprifoliàcies)
- Lonicera xylosteum L. (caprifoliàcies)
- Lotus angustissimus L. (fabàcies)

- Lotus angustissimus subsp.  angustissimus

- Lotus corniculatus L. (fabàcies)

- Lotus corniculatus subsp.  corniculatus
- Lotus corniculatus subsp.  delortii (Timb.-Lagr. ex F. W. Schultz) O. Bolòs et J. Vigo (= Lotus delortii Timb.-Lagr. ex F. W. Schultz)

- Lotus creticus L. (fabàcies)

- Lotus creticus subsp.  creticus (= Lotus commutatus Guss., Lotus salzmannii Boiss. et Reut.)
- Lotus creticus subsp.  cytisoides (L.) Arcang. (= Lotus cytisoides L., Lotus creticus auct., non L.)

- Lotus edulis L. (fabàcies)
- Lotus ornithopodioides L. (fabàcies)
- Lotus parviflorus Desf. (fabàcies)
- Ludvigia grandiflora (Michx.) Greuter et Burdet (= Ludvigia uruguayensis (Camb.) Hara, Jussiaea repens auct. non L.) (onagràcies)
- Ludvigia palustris (L.) Elliot (= Isnardia palustris L.) (onagràcies)
- Lunaria annua L. (= Lunaria biennis Moench) (brassicàcies)

- Lunaria annua subsp.  annua

- Lupinus angustifolius L. (fabàcies)

- Lupinus angustifolius subsp.  angustifolius
- Lupinus angustifolius subsp.  reticulatus (Desv.) Arcang. (= Lupinus reticulatus Desv.)

- Luzula campestris (L.) DC. (juncàcies)
- Luzula forsteri (Sm.) DC. (juncàcies)
- Luzula multiflora (Retz.) Lej. (juncàcies)
- Lycium afrum L. (solanàcies)
- Lycium barbarum L. (= Lippia vulgare Dunal) (solanàcies)
- Lycium chinense Mill. (solanàcies)
- Lycium europaeum L. (solanàcies)
- Lycium intricatum Boiss. (solanàcies)
- Lycopus europaeus L. (lamiàcies)
- Lygeum spartum L. (poàcies)
- Lysimachia ephemerum L. (primulàcies)
- Lysimachia vulgaris L. (primulàcies)
- Lythrum borysthenicum (Schrank) Litv. (= Peplis borysthenica (Schrank) Bess., Lythrum nummulariifolium Loisel. in Desv.) (litràcies)
- Lythrum hyssopifolia L. (litràcies)
- Lythrum junceum Banks et Sol. in Russell (= Lythrum graefferi Ten., Lythrum meonanthum Link ex Koehne) (litràcies)
- Lythrum salicaria L. (litràcies)

- Lythrum thymifolia L. (= Lythrum hyssopifolia L. subsp. thymifolia (L.) Batt. ex Jah et Maire)

- Lythrum tribracteatum Salzm. ex Spreng. (= Lythrum bibracteatum Salzm. ex Guss.) (litràcies)

## M
| Índex: A B C D E F G H I J K L M N O P Q R S T U V W X Y Z — Especials Inici — vegeu també — enllaços externs |

- Malcolmia africana (L.) R. Br. (brassicàcies)
- Malcolmia littorea (L.) R. Br. in Ait. (brassicàcies)
- Malcolmia maritima (L.) R. Br. in Ait. (brassicàcies)

- Malcolmia maritima subsp.  maritima

- Malope trifida Cav. (malvàcies)
- Malva aegyptia L. (malvàcies)

- Malva aegyptia subsp.  aegyptia
- Malva aegyptia subsp.  trifida (Cav.) O. Bolòs, J. Vigo, Masalles et Ninot (= Malva stipulacea Cav., Malva tournefortiana L.)

- Malva cretica Cav. (malvàcies)

- Malva cretica subsp.  althaeoides (Cav.) Dalby (= Malva althaeoides Cav., Malva cretica Cav. subsp. althaeoides (Cav.) Béguinot)

- Malva hispanica L. (malvàcies)
- Malva neglecta Wallr. (= Malva rotundifolia auct.) (malvàcies)
- Malva nicaeensis All. (malvàcies)
- Malva parviflora L. (malvàcies)
- Malva sylvestris L. (malvàcies)
- Mandragora autumnalis Bertol. (solanàcies)
- Mantisalca duriaei (Spach) Briq. et Cavill. (= Microlonchus valdemorensis Cut.) (asteràcies)
- Mantisalca salmantica (L.) Briq. et Cavill. (= Centaurea salmantica L., Microlonchus salmanticus (L.) DC.) (asteràcies)
- Maresia nana (DC.) Batt. in Batt. et Trab. (= Malcolmia nana (DC.) Boiss., Malcolmia binervis Boiss.) (brassicàcies)
- Marrubium alysson L. (lamiàcies)
- Marrubium supinum L. (lamiàcies)
- Marrubium vulgare L. (lamiàcies)
- Marsilea batardae Launert (= Marsilea aegyptiaca auct.) (marsileàcies)
- Marsilea quadrifolia L. (marsileàcies)
- Marsilea strigosa Willd. (= Marsilea pubescens Ten.) (marsileàcies)
- Matricaria aurea (Loefl.) Schultz Bip. (asteràcies)
- Matricaria recutita L. (= Chamomilla recutita (L.) Rauschert, Matricaria chamomilla L. p.p.) (asteràcies)
- Matthiola fruticulosa (L.) Maire in Jah. et Maire (brassicàcies)

- Matthiola fruticulosa subsp.  fruticulosa

- Matthiola incana (L.) R. Br. (brassicàcies)

- Matthiola incana subsp.  incana

- Matthiola lunata DC. (brassicàcies)
- Matthiola parviflora (Schousb.) R. Br. (brassicàcies)
- Matthiola sinuata (L.) R. Br. (brassicàcies)

- Matthiola sinuata subsp.  sinuata

- Medicago arabica (L.) Huds. (= Medicago maculata Willd.) (fabàcies)
- Medicago arborea L. (fabàcies)

- Medicago arborea subsp.  arborea
- Medicago arborea subsp.  citrina (F. Q.) O. Bolòs et J. Vigo (= Medicago citrina F. Q.)

- Medicago coronata (L.) Bartal. (fabàcies)
- Medicago doliata Carmign. (= Medicago turbinata Willd., Cad. et auct.. pl. non (L.) All., Medicago aculeata Fl. Eur., an Gaertn.?) (fabàcies)
- Medicago intertexta (L.) Mill. (fabàcies)

- Medicago intertexta subsp.  ciliaris (L.) Ponert (= Medicago ciliaris (L.) Krock., Medicago ciliaris L.)

- Medicago italica (Mill.) Fiori (fabàcies)

- Medicago italica subsp.  tornata (L.) Emb. et Maire (= Medicago tornata L.)

- Medicago littoralis Rhode ex Loisel. (fabàcies)
- Medicago lupulina L. (fabàcies)
- Medicago marina L. (fabàcies)
- Medicago minima (L.) L. (fabàcies)
- Medicago murex Willd. (fabàcies)
- Medicago orbicularis (L.) Bartal. (fabàcies)
- Medicago polymorpha L. (= Medicago nigra (L.) Krock., Medicago hispida Gaertn) (fabàcies)

- Medicago polymorpha subsp.  microcarpa (Urb.) O. Bolòs, J. Vigo, Masalles et Ninot (= Medicago polycarpa Willd. ex Schlecht., Medicago hispida subsp. polymorpha (L.) Rouy)
- Medicago polymorpha subsp.  polymorpha (= Medicago lappacea Desr.)

- Medicago rigidula (L.) All. (fabàcies)
- Medicago sativa L. (fabàcies)

- Medicago sativa subsp.  falcata (L.) Arcang. (= Medicago falcata L.)
- Medicago sativa subsp.  sativa
- Medicago sativa subsp.  x varia (Martyn) Arcang. (= Medicago falcata L. var. cyclocarpa (Hy.) Cad., Medicago x varia Martyn)

- Medicago secundiflora Durieu in Duchartre (fabàcies)
- Medicago suffruticosa Ramond ex DC. in Lam. et DC. (fabàcies)

- Medicago suffruticosa subsp.  leiocarpa (Benth.) Urb. (= Medicago leiocarpa Benth.)

- Medicago truncatula Gaertn. (= Medicago tribuloides Desr.) (fabàcies)
- Melampyrum nemorosum L. (escrofulariàcies)

- Melampyrum nemorosum subsp.  catalaunicum (Freyn) Beauv. (= Melampyrum catalaunicum Freyn)

- Melica ciliata L. (poàcies)

- Melica ciliata subsp.  ciliata (= Melica nebrodensis Parl.)
- Melica ciliata subsp.  magnolii (Gren. et Godr.) K. Richt.

- Melica minuta L. (poàcies)

- Melica minuta subsp.  major (Parl.) Trab. (= Melica arrecta G. Kunze)
- Melica minuta subsp.  minuta

- Melica uniflora Retz. (poàcies)
- Melilotus albus Medic. (fabàcies)
- Melilotus altissimus Thuill. (fabàcies)
- Melilotus elegans Ser. in DC. (fabàcies)
- Melilotus indicus (L.) All. (= Melilotus parviflora Desf.) (fabàcies)
- Melilotus infestus Guss. (fabàcies)
- Melilotus italicus (L.) Lam. (fabàcies)
- Melilotus officinalis (L.) Lam. (= Melilotus arvensis Wallr.) (fabàcies)
- Melilotus spicatus (Sm.) Breistr. (= Melilotus neapolitanus auct.) (fabàcies)
- Melilotus sulcatus Desf. (fabàcies)
- Melissa officinalis L. (lamiàcies)

- Melissa officinalis subsp.  officinalis

- Mentha aquatica L. (lamiàcies)
- Mentha arvensis L. (lamiàcies)

- Mentha arvensis subsp.  arvensis

- Mentha cervina L. (= Preslia cervina (L.) Fresen) (lamiàcies)
- Mentha longifolia (L.) Huds. (= Mentha sylvestris L.) (lamiàcies)
- Mentha pulegium L. (lamiàcies)
- Mentha spicata L. (= Mentha viridis L.) (lamiàcies)
- Mentha suaveolens Ehrh. (= Mentha rotundifolia auct.) (lamiàcies)
- Mercurialis annua L. (euforbiàcies)

- Mercurialis annua subsp.  annua
- Mercurialis annua subsp.  huetii (Hanry) Lange in Willk. et Lange (= Mercurialis huetii Hanry)

- Mercurialis tomentosa L. (euforbiàcies)
- Merendera filifolia Camb. (liliàcies)
- Merendera montana (L.) Lange (= Merendera pyrenaica (Pourr.) P. Fourn., Merendera bulbocodium Ramond) (liliàcies)
- Mesembryanthemum crystallinum L. (= Gasoul crystallinum (L.) Rothm., Cryophytum crystallinum (L.) N. E. Br.) (aïzoàcies)
- Mesembryanthemum nodiflorum L (= Gasoul nodiflorum (L.) Rothm.) (aïzoàcies)
- Microcnemum coralloides (Loscos et Pardo) Buen (amarantàcies)

- Microcnemum coralloides subsp.  coralloides

- Micropus discolor Pers. (= Bombycilaena discolor (Pers.) Laínz) (asteràcies)
- Micropus erectus L. (= Bombycilaena erecta (L.) Smolj.) (asteràcies)
- Micropus supinus L. (asteràcies)
- Micropyrum tenellum (L.) Link (= Nardurus lachenalii (C.C. Gmel.) Godr., Nardurus halleri (Viv.) Fiori) (poàcies)
- Milium vernale Bieb. (poàcies)
- Minuartia campestris L. (cariofil·làcies)
- Minuartia dichotoma L. (cariofil·làcies)
- Minuartia geniculata (Poiret) Thell. (= Minuartia procumbens (Vahl) Asch. et Graebn, Rhodalsine geniculata (Poiret) F. N. Williams) (cariofil·làcies)
- Minuartia hamata (Hausskn. et Bornm.) Mattf. (= Queria hispanica L.) (cariofil·làcies)
- Minuartia hybrida (Vill.) Schischkin in Komarov (= Minuartia tenuifolia (L.) Hiern) (cariofil·làcies)

- Minuartia hybrida subsp.  hybrida (cariofil·làcies)

- Minuartia montana L. (cariofil·làcies)
- Minuartia rubra (Scop.) McNeill (cariofil·làcies)

- Minuartia rubra subsp.  cymifera (Rouy et Fouc.) P. Monts (= Alsine jacquinii Koch in Willk., Minuartia cymifera Rouy et Fouc.) (cariofil·làcies)
- Minuartia rubra subsp.  funkii (Jord.) Laínz (= Minuartia funkii (Jord.) Graebn. in Asch. et Graebn., Minuartia funkii Jord.) (cariofil·làcies)

- Minuartia verna (L.) Hiern (cariofil·làcies)

- Minuartia verna subsp.  paui (Herv.) Rivas Goday et Borja (= Minuartia verna (L.) Hiern subsp. valentina (Pau) F. Q., Alsine valentina Pau) (cariofil·làcies)

- Mirabilis jalapa L. (nictaginàcies)
- Modiola caroliniana (L.) G. Don f. (malvàcies)

- Moehringia pentandra Gay (= Moehringia trinervia subsp. pentandra (Gay) Nyman) (cariofil·làcies)

- Moehringia trinervia (L.) Clairville (cariofil·làcies)
- Moenchia erecta (L.) Gaertn. (cariofil·làcies)
- Molinia coerulea (L.) Moench (poàcies)

- Molinia coerulea subsp.  arundinacea (Schrank) K. Richter

- Monotropa hypopitys L. (ericàcies)
- Moricandia arvensis (L.) DC. (brassicàcies)

- Moricandia arvensis subsp.  arvensis

- Moricandia moricandioides (Boiss.) Heyw. (= Moricandia ramburii Webb) (brassicàcies)
- Muscari comosum (L.) Mill. (liliàcies)
- Muscari neglectum Guss. ex Ten. (= Muscari racemosum auct., Muscari atlanticum Boiss. et Reut.) (liliàcies)
- Mycelis muralis (L.) Dumort. (= Lactuca muralis (L.) Gaertn., Cicerbita muralis (L.) Wallr.) (asteràcies)
- Myosotis arvensis (L.) Hill. (boraginàcies)

- Myosotis arvensis subsp.  arvensis

- Myosotis discolor Pers. (= Myosotis versicolor Sm.) (boraginàcies)
- Myosotis ramosissima Rochel in Schultes (= Myosotis collina auct.) (boraginàcies)

- Myosotis ramosissima subsp.  ramosissima

- Myosotis scorpioides L. (= Myosotis palustris Hill) (boraginàcies)

- Myosotis scorpioides subsp.  tuxeniana (O. Bolòs et J. Vigo) O. Bolòs, J. Nuet et J. M. Panareda (= Myosotis tuxeniana O. Bolòs et J. Vigo)

- Myosotis stricta Link ex Roem. et Schultes (boraginàcies)
- Myricaria germanica (L.) Desv. (tamaricàcies)
- Myriophyllum alterniflorum DC. in Lam. et DC. (haloragàcies)
- Myriophyllum spicatum L. (haloragàcies)
- Myriophyllum verticillatum L. (haloragàcies)
- Myrrhoides nodosa (L.) Cannon (= Chaerophyllum nodosum (L.) Crantz, Physocaulis nodosus (L.) Koch) (apiàcies)
- Myrtus communis L. (mirtàcies)

## N
| Índex: A B C D E F G H I J K L M N O P Q R S T U V W X Y Z — Especials Inici — vegeu també — enllaços externs |

- Najas marina L. (hidrocaritàcies)
- Narcissus assoanus Duf. (= Narcissus requienii M.J. Roemer, Narcissus juncifolius auct.) (amaril·lidàcies)
- Narcissus dubius Gouan (amaril·lidàcies)
- Narcissus pseudonarcissus L. (= Narcissus abscissus (Haw.) Schultes et Schultes fil.) (amaril·lidàcies)

- Narcissus pseudonarcissus subsp.  bicolor (L.) Baker (amaril·lidàcies)
- Narcissus pseudonarcissus subsp.  major (Curtis) Baker (amaril·lidàcies)
- Narcissus pseudonarcissus subsp.  moschatus (L.) Baker (= Narcissus alpestris Pugsley, Narcissus moleroi Fern. Casas) (amaril·lidàcies)
- Narcissus pseudonarcissus subsp.  pallidiflorus (Pugsley) A. Fernandes (amaril·lidàcies)
- Narcissus pseudonarcissus subsp.  pseudonarcissus (amaril·lidàcies)

- Narcissus serotinus L. (amaril·lidàcies)
- Narcissus tazetta L. (amaril·lidàcies)

- Narcissus tazetta subsp.  tazetta (amaril·lidàcies)

- Narcissus triandrus L. (amaril·lidàcies)

- Narcissus triandrus subsp.  pallidulus (Graells) Rivas Goday (amaril·lidàcies)

- Narduroides salzmannii (Boiss.) Rouy (= Nardurus salzmannii Boiss., Catapodium salzmannii (Boiss.) Boiss.) (poàcies)
- Nardus stricta L. (poàcies)
- Neotinea maculata (Desf.) Stearn (= Neotinea intacta (Link) Reichenb. f.) (orquídies)
- Nepeta nepetella L. (lamiàcies)

- Nepeta nepetella subsp.  amethystina (Poiret) Briq. (= Nepeta amethystina Poiret)
- Nepeta nepetella subsp.  nepetella

- Nepeta tuberosa L. (lamiàcies)

- Nepeta tuberosa subsp.  reticulata (Desf.) Maire (= Nepeta reticulata Desf.)

- Nepeta ucranica L. (lamiàcies)

- Nepeta ucranica subsp.  hispanica (Boiss.) Bellot, Casaseca et Ron (= Nepeta hispanica Boiss.)

- Nerium oleander L. (apocinàcies)
- Neslia paniculata (L.) Desv. (brassicàcies)

- Neslia paniculata subsp.  thracica (Velen.) Bornm. (= Neslia apiculata Fisch., C. A. Meyer et Avé-Lall., Neslia thracica Velen.)

- Nicotiana glauca R. C. Graham (solanàcies)
- Nigella damascena L. (ranunculàcies)
- Nigella gallica Jord. (ranunculàcies)
- Nonea micrantha Boiss. et Reut. (boraginàcies)
- Nonea pulla (L.) DC. (= Nonea ventricosa (Sibth. et Sm.) Griseb., Nonea echioides (L.) Roem. et Schultes) (boraginàcies)
- Nonea vesicaria (L.) Reichenb. (boraginàcies)
- Nothoscordum borbonicum Kunth (= Nothoscordum gracile (Ait.) Stearn, Nothoscordum inodorum (Ait.) Nicholson) (liliàcies)
- Notoceras bicorne (Ait.) Amo (brassicàcies)
- Nymphaea alba L. (nimfeàcies)

## O
| Índex: A B C D E F G H I J K L M N O P Q R S T U V W X Y Z — Especials Inici — vegeu també — enllaços externs |

- Odontites kaliformis (Pourr. ex Willd.) Pau (escrofulariàcies)
- Odontites longiflora (Vahl) Webb (= Macrosyringion longiflorum (Vahl) Rothm.) (escrofulariàcies)
- Odontites lutea (L.) Clairville (escrofulariàcies)
- Odontites verna (Bellardi) Dumort. (escrofulariàcies)

- Odontites verna subsp.  serotina (Dumort.) Corb. (= Odontites serotina Dumort., Odontites vulgaris Moench)
- Odontites verna subsp.  verna

- Odontites viscosa (L.) Clairville (= Odontites viscosus (L.) Clairv.) (escrofulariàcies)

- Odontites viscosa subsp.  australis (Boiss.) Laínz (= Odontites hispanica Boiss. et Reut., Odontides australis Boiss.)

- Oenanthe globulosa L. (apiàcies)
- Oenanthe lachenalii C.C. Gmel. (apiàcies)
- Oenothera biennis L. (onagràcies)

- Oenothera biennis subsp.  biennis
- Oenothera biennis subsp.  suaveolens (Pers.) Rouy et Camus (= Oenothera suaveolens Pers.)

- Oenothera rosea L'Hér. ex Ait. (onagràcies)
- Olea europaea L. (oleàcies)
- Onobrychis argentea Boiss. (fabàcies)

- Onobrychis argentea subsp.  argentea
- Onobrychis argentea subsp.  hispanica (Sirj.) P. W. Ball

- Onobrychis saxatilis (L.) Lam. (fabàcies)
- Onobrychis stenorhiza DC. (fabàcies)
- Onobrychis supina (Vill.) DC. in Lam. et DC. (fabàcies)

- Onobrychis supina subsp.  supina

- Ononis alopecuroides L. (fabàcies)

- Ononis alopecuroides subsp.  alopecuroides

- Ononis aragonensis Asso (fabàcies)
- Ononis baetica Clem. (= Ononis subspicata Lag.) (fabàcies)
- Ononis cristata Mill. (= Ononis cenisia L.) (fabàcies)
- Ononis fruticosa L. (fabàcies)

- Ononis fruticosa subsp.  microphylla (DC.) O. Bolòs, J. Vigo, Masalles et Ninot (= Ononis microphylla DC.)

- Ononis minutissima L. (fabàcies)
- Ononis mitissima L. (fabàcies)
- Ononis natrix L. (fabàcies)

- Ononis natrix subsp.  hispanica (L. f.) Cout. (= Ononis hispanica L. f.)
- Ononis natrix subsp.  natrix
- Ononis natrix subsp.  ramosissima (Desf.) Batt. et Trab. (= Ononis ramosissima Desf.)

- Ononis ornithopodioides L. (fabàcies)
- Ononis pubescens L. (fabàcies)
- Ononis pusilla L. (= Ononis columnae All., Ononis capitata Cav.) (fabàcies)
- Ononis reclinata L. (fabàcies)
- Ononis rotundifolia L. (fabàcies)
- Ononis serrata Forsk. (fabàcies)

- Ononis serrata subsp.  diffusa (Ten.) Rouy (= Ononis diffusa Ten.)

- Ononis sicula Guss. (fabàcies)
- Ononis spinosa L. (= Ononis campestris Koch, Ononis vulgaris Rouy) (fabàcies)

- Ononis spinosa subsp.  antiquorum (L.) Arcang. (= Ononis antiquorum L., Ononis antiquorum L. subsp. pungens (Pomel) Nègre)
- Ononis spinosa subsp.  australis (Wallr.) Briq. (= Ononis repens L., Ononis procurrens Wallr.)
- Ononis spinosa subsp.  spinosa

- Ononis tridentata L. (fabàcies)
- Ononis viscosa L. (fabàcies)

- Ononis viscosa subsp.  breviflora (DC.) Nyman (= Ononis breviflora DC.)

- Onopordum acanthium L. (asteràcies)
- Onopordum acaulon L. (= Onopordum acaule auct.) (asteràcies)

- Onopordum corymbosum Willk. (= Onopordum tauricum Willd. subsp. corybosum (Willk.) Nyman)

- Onopordum illyricum L. (asteràcies)

- Onopordum illyricum subsp.  illyricum

- Onopordum macracanthum Schousb. (asteràcies)
- Onopordum nervosum Boiss. (= Onopordum arabicum auct., non L. ?) (asteràcies)
- Onosma tricerosperma Lag. (boraginàcies)

- Onosma tricerosperma subsp.  hispanica (Degen et Herv.) P. W. Ball (= Onosma hispanica Degen et Herv., Onosma tricerosperma Lag. subsp. tricerosperma var. hispanica)

- Ophioglossum vulgatum L. (ofioglossàcies)
- Ophrys apifera Huds. (orquídies)

- Ophrys apifera subsp.  apifera

- Ophrys fusca Link (= Ophrys arnoldii P. Delforge) (orquídies)

- Ophrys fusca subsp.  fusca

- Ophrys lutea Cav. (orquídies)

- Ophrys lutea subsp.  lutea

- Ophrys scolopax Cav. (orquídies)

- Ophrys scolopax subsp.  scolopax

- Ophrys speculum Link (orquídies)
- Ophrys sphegodes Mill. (= Ophrys aranifera Huds.) (orquídies)

- Ophrys sphegodes subsp.  atrata (Lindl.) E. Mayer
- Ophrys sphegodes subsp.  sphegodes

- Ophrys tenthredinifera Willd. (orquídies)
- Opuntia maxima Miller (= Opuntia ficus-indica, Opuntia ficus-barbarica A. Berger) (cactàcies)
- Orchis coriophora L. (orquídies)

- Orchis coriophora subsp.  fragrans (Pollini) Sudre
- Orchis coriophora subsp.  martrinii (Timb-Lagr.) Nyman
- Orchis elata Poiret (= Dactylorhiza elata (Poiret) Soó subsp. sesquipedalis (Willd.) Soó)
- Orchis elata subsp.  sesquipedalis (Willd.) Soó

- Orchis incarnata L. (orquídies)
- Orchis italica Poiret (= Orchis longicruris Link) (orquídies)
- Orchis laxiflora Lam. (orquídies)

- Orchis laxiflora subsp.  laxiflora

- Orchis maculata L. (= Dactylorhiza maculata Reichenb.) P.F. Hunt et Summerh., Orchis latifolia L. p.p.) (orquídies)
- Orchis mascula (L.) L. (orquídies)

- Orchis mascula subsp.  mascula
- Orchis mascula subsp.  olbiensis (Reut. ex Gren.) Asch. et Graebn.

- Orchis morio L. (orquídies)

- Orchis morio subsp.  picta (Loisel.) K. Richter

- Orchis patens Desf. (= Orchis brevicornis Viv.) (orquídies)
- Orchis sambucina L. (= Dactylorhiza sambucina (L.) Soó) (orquídies)

- Orchis sambucina subsp.  sambucina

- Orchis tridentata Scop. (orquídies)

- Orchis tridentata subsp.  lactea (Poiret) Rouy

- Orchis ustulata L. (orquídies)

- Origanum virens Hoffms. et Link (= Origanum vulgare L. subsp. virens (Hoffms. et Link) Bonnier et Layens)

- Origanum vulgare L. (lamiàcies)

- Orlaya daucoides subsp.  daucoides (= Orlaya platycarpos auct., Orlaya kochii Heyw.) (apiàcies)

- Ornithogalum narbonense L. (liliàcies)
- Ornithogalum ortophyllum Ten. (= Ornithogalum tenuifolium auct.) (liliàcies)

- Ornithogalum ortophyllum subsp.  baeticum (Boiss.) Zahar.

- Ornithogalum umbellatum L. (= Ornithogalum divergens Boreau, Ornithogalum paterfamilias Godr.) (liliàcies)
- Ornithopus compressus L. (fabàcies)
- Ornithopus pinnatus (Mill.) Druce (= Ornithopus ebracteatus Brot.) (fabàcies)
- Orobanche alba Stephan ex Willd. (orobancàcies)
- Orobanche amethystea Thuill (= Orobanche eryngii Duby) (orobancàcies)

- Orobanche amethystea subsp.  amethystea

- Orobanche artemisiae-campestris Gaud (= Orobanche loricata Reichenb.) (orobancàcies)

- Orobanche artemisiae-campestris subsp.  artemisiae-campestris (= Orobanche artemisii-campestris Vaucher ex Gaudin)
- Orobanche artemisiae-campestris subsp.  calendulae (Pomel) O. Bolòs, J. Vigo, Masalles et Ninot (= Orobanche calendulae Pomel)
- Orobanche artemisiae-campestris subsp.  picridis (F. W. Schultz) O. Bolòs, J. Vigo, Masalles et Ninot (= Orobanche picridis F. W. Schultz)

- Orobanche caryophyllacea Sm. (orobancàcies)
- Orobanche cernua Loefl. (orobancàcies)
- Orobanche crenata Forsk. (orobancàcies)
- Orobanche crinita Viv. (= Orobanche sanguinea C. Presl in J. & C. Presl var. crinita (Viviani) Gamisans) (orobancàcies)
- Orobanche foetida Poiret (orobancàcies)
- Orobanche gracilis Sm. (= Orobanche cruenta Bertol.) (orobancàcies)
- Orobanche hederae Duby (orobancàcies)
- Orobanche laevis L. (= Orobanche arenaria Borkh., Phelipaea arenaria (Borkh.) Walp.) (orobancàcies)
- Orobanche latisquama (F. W. Schultz) Batt. in Batt. et Trab. (orobancàcies)
- Orobanche minor Sm. in Sowerby (orobancàcies)
- Orobanche ramosa L. (= Phelipaea ramosa (L.) C. A. Meyer) (orobancàcies)
- Orobanche rapum-genistae Thuill. (orobancàcies)
- Orobanche variegata Wallr. (orobancàcies)
- Oryzopsis coerulescens (Desf.) Hackel (= Piptatherum coerulescens (Desf.) Beauv.) (poàcies)
- Oryzopsis miliacea (L.) Asch. et Graebn. (= Piptatherum miliaceum (L.) Coss., Piptatherum multiflorum (Cav.) Beauv.) (poàcies)

- Oryzopsis miliacea subsp.  miliacea
- Oryzopsis miliacea subsp.  thomasii (Duby) K. Richt. (= Piptatherum miliaceum (L.) Cosson subsp. thomasii (Duby) Freitag)

- Oryzopsis paradoxa (L.) Nutt. (= Piptatherum paradoxum (L.) Beauv.) (poàcies)
- Osyris alba L. (santalàcies)
- Osyris quadripartita Salzm. ex Decaisne (= Osyris lanceolata Steudel et Hochst. ex DC.) (santalàcies)
- Otanthus maritimus (L.) Hoffms. et Link (= Diotis maritima (L.) Desf. ex Cass.) (asteràcies)
- Oxalis articulata Savigny in Lam. (= Oxalis floribunda Lehm., Oxalis violacea p.p. in Cad.) (oxalidàcies)
- Oxalis corniculata L. (oxalidàcies)

- Oxalis corniculata subsp.  corniculata
- Oxalis corniculata subsp.  stricta (L.) Briq. (= Oxalis navieri Jord., Oxalis corniculata var. dillenii (Jacq.) Fiori)

- Oxalis debilis Humb., Bonpl. et Kunth. (= Oxalis corymbosa DC., Oxalis martiana Zucc.) (oxalidàcies)

- Oxalis debilis subsp.  corymbosa (DC.) O. Bolòs et J. Vigo (= Oxalis corymbosa DC.)

- Oxalis latifolia Kunth in Humb., Bonpl. et Kunth (oxalidàcies)
- Oxalis pes-caprae L. (= Oxalis cernua Thunb.) (oxalidàcies)

## P
| Índex: A B C D E F G H I J K L M N O P Q R S T U V W X Y Z — Especials Inici — vegeu també — enllaços externs |

- Paeonia officinalis L. (= Paeonia peregrina auct. non Mill.) (peoniàcies)

- Paeonia officinalis subsp.  microcarpa (Boiss. et Reut.) Nyman (= Paeonia peregrina auct. non Mill., Paeonia microcarpa Boiss. et Reut.)

- Pallenis spinosa (L.) Cass. (asteràcies)

- Pallenis spinosa subsp.  spinosa (= Asteriscus spinosus (L.) Schultz Bip)

- Pancratium maritimum L. (amaril·lidàcies)
- Panicum capillare L. (poàcies)
- Panicum miliaceum L. (poàcies)
- Panicum repens L. (poàcies)
- Papaver argemone L. (papaveràcies)
- Papaver dubium L. (papaveràcies)

- Papaver dubium subsp.  dubium
- Papaver dubium subsp.  lecoqii (Lamotte) Syme (= Papaver lecoqii Lamotte)

- Papaver hybridum L. (= Papaver hispidum Lam.) (papaveràcies)
- Papaver pinnatifidum Moris (papaveràcies)
- Papaver rhoeas L. (papaveràcies)
- Papaver somniferum L. (papaveràcies)

- Papaver somniferum subsp.  somniferum

- Parapholis filiformis (Roth) C.E. Hubbard (= Pholiurus filiformis (Roth) Schinz et Thell., Lepturus filiformis (Roth) Trin.) (poàcies)
- Parapholis incurva (L.) C.E. Hubbard (= Pholiurus incurvus (L.) Schinz et Thell., Lepturus incurvatus Trin.) (poàcies)
- Parapholis marginata Runemark (poàcies)
- Parentucellia latifolia (L.) Caruel in Parl. (orobancàcies)
- Parentucellia viscosa (L.) Caruel (orobancàcies)
- Parietaria lusitanica L. (urticàcies)
- Parietaria mauritanica Durieu (urticàcies)
- Parietaria officinalis L. (urticàcies)

- Parietaria officinalis subsp.  judaica (L.) Béguinot (= Parietaris judaica L., Parietaria punctata Willd.)

- Parnassia palustris L. (saxifragàcies)

- Parnassia palustris subsp.  palustris

- Paronychia aretioides DC. (cariofil·làcies)
- Paronychia argentea Lam. (cariofil·làcies)
- Paronychia capitata (L.) Lam. (= Paronychia nivea DC.) (cariofil·làcies)

- Paronychia capitata subsp.  capitata (cariofil·làcies)

- Paronychia cymosa (L.) DC. (= Chaetonychia cymosa (L.) Sweet) (cariofil·làcies)
- Paronychia echinulata Chater (= Paronychia echinata auct.) (cariofil·làcies)
- Paronychia kapela (Hacq.) Kerner (= Paronychia capitata auct., non (L.) Lam.) (cariofil·làcies)

- Paronychia kapela subsp.  serpyllifolia (Chaix) Graebn. (= Paronychia serpyllifolia Chaix) (cariofil·làcies)

- Paronychia suffruticosa (L.) DC. in Lam. (= Hernniaria suffruticosa (L.) Desf., Herniaria polygonoides Cav.) (cariofil·làcies)
- Paspalum dilatatum Poiret in Lam. (poàcies)
- Paspalum distichum L. (= Paspalum paspaloides (Michx.) Scribner) (poàcies)
- Paspalum vaginatum Swartz (= Paspalum distichum L.) (poàcies)
- Pastinaca sativa L. (apiàcies)

- Pastinaca sativa subsp.  sativa (apiàcies)
- Pastinaca sativa subsp.  sylvestris (Mill.) Rouy et Cam. (= Pastinaca sylvestris Mill.) (apiàcies)

- Peganum harmala L. (zigofil·làcies)
- Pennisetum villosum R. Br. ex Fresen (poàcies)
- Pentanema helenioides (DC.) D.Gut.Larr., Santos-Vicente, Anderb., E.Rico & M.M.Mart.Ort. (astaràcies)
- Periploca laevigata Ait. (apocinàcies)

- Periploca laevigata subsp.  angustifolia (Labill.) Markgraf (= Periploca angustifolia Labill.)

- Petasites pyrenaicus (L.) G. lópez (= Petasites fragans (Vill.) C. Presl) (asteràcies)
- Petrocoptis crassifolia Rouy (cariofil·làcies)

- Petrocoptis crassifolia subsp.  pardoi (Pau) O. Bolòs et J. Vigo (= Petrocoptis pardoi Pau) (cariofil·làcies)

- Petrorhagia prolifera (L.) P. W. Ball et Heyw. (= Kohlrauschia prolifera) (cariofil·làcies)

- Petrorhagia prolifera subsp.  nanteuilii (Burnat) O. Bolòs et J. Vigo (= Petrorhagia nanteuilii Burnat, Kohlrauschia nanteuilii (Burnat) P.W. Ball & Heywood) (cariofil·làcies)
- Petrorhagia prolifera subsp.  prolifera (cariofil·làcies)
- Petrorhagia prolifera subsp.  velutina (Guss.) O. Bolòs et J. Vigo (= Petrorhagia dubia (Rafin.) G. López et Romo, Petrorhagia velutina Guss.) (cariofil·làcies)

- Petrorhagia saxifraga (L.) Link (cariofil·làcies)
- Petroselinum crispum (Mill.) Hill (= Petroselinum sativum Hoffm., Petroselinum hortense auct.) (apiàcies)
- Peucedanum hispanicum (Boiss.) Endl. (= Imperatoria hispanica Boiss.) (apiàcies)
- Peucedanum officinale L. (apiàcies)

- Peucedanum officinale subsp.  stenocarpum (Boiss. et Reut.) F. Q. (= Peucedanum stenocarpum Boiss. et Reut.) (apiàcies)

- Peucedanum oreoselinum (L.) Moench (apiàcies)
- Phagnalon rupestre (L.) DC. (asteràcies)
- Phagnalon saxatile (L.) Cass. (asteràcies)
- Phagnalon sordidum (L.) Reichenb. (asteràcies)
- Phalaris aquatica L. (= Phalaris nodosa L., Phalaris tuberosa L.) (poàcies)
- Phalaris arundinacea L. (= Typhoides arundinacea (L.) Moench) (poàcies)
- Phalaris canariensis L. (poàcies)

- Phalaris canariensis subsp.  brachystachys (Link in Schrad.) Posp.
- Phalaris canariensis subsp.  canariensis

- Phalaris minor Retz. (poàcies)
- Phalaris paradoxa L. (poàcies)
- Phillyrea angustifolia L. (oleàcies)
- Phillyrea latifolia L. (= Phillyrea media L., Phyllirea rodriguezii (P. Monts)O. Bolòs et Vigo) (oleàcies)

- Phillyrea latifolia subsp.  latifolia

- Phleum arenarium L. (poàcies)
- Phleum phleoides (L.) Karsten (= Phleum boehmeri Wibel) (poàcies)
- Phleum pratense L. (poàcies)

- Phleum pratense subsp.  serotinum (Jordan) Berher (= Phleum nodosum auct., non L., Phleum pratense subsp. bertolonii (DC.) Bornm.)

- Phlomis crinita Cav. (lamiàcies)

- Phlomis crinita subsp.  crinita

- Phlomis herba-venti L. (lamiàcies)
- Phlomis lychnitis L. (lamiàcies)
- Phlomis purpurea L. (lamiàcies)

- Phlomis purpurea subsp.  purpurea

- Phoenix dactylifera L. (arecàcies)
- Phragmites australis (Cav.) Steudel (= Phragmites communis Trin., Arundo phragmites L.) (poàcies)

- Phragmites australis subsp.  australis
- Phragmites australis subsp.  chrysanthus (Mabille) Kerguélen (= Phragmites australis (Cav.) Steudel subsp. altissimus (Benth.) W. D., Phragmites communis subsp. isiacus auct. catal.)

- Phyllitis sagittata (DC.) Guinea et Heyw. (= Asplenium sagittatum (DC.) Bange, Phyllitis hemionitis auct.) (polipodiàcies)
- Phyllitis scolopendrium (L.) Newm. (= Asplenium scolopendrium L., Scolopendrium officinale Sm.) (polipodiàcies)
- Physalis alkekengi L. (solanàcies)
- Phyteuma charmelii Vill. (campanulàcies)
- Phyteuma orbiculare L. (campanulàcies)

- Phyteuma orbiculare subsp.  ibericum (R. Schulz) P. Fourn. (= Phyteuma orbiculare L.)

- Phytolacca americana L. (= Phytolacca decandra L.) (fitolacàcies)
- Picris echioides L. (= Helminthia echioides (L.) Gaertn.) (asteràcies)
- Picris hieracioides L. (asteràcies)

- Picris hieracioides subsp.  hieracioides
- Picris hieracioides subsp.  longifolia (Boiss. et Reut.) P. D. Sell (= Picris longifolia Boiss. et Reut.)

- Picris hispanica (Willd.) P. D. Sell (= Leontodon hispanicus (Willd.) Poiret) (asteràcies)
- Pimpinella espanensis M. Hiroe (= Reutera puberula Loscos et Pardo, Pimpinella gracilis (Boiss.) Pau) (apiàcies)
- Pimpinella major (L.) Huds. (= Pimpinella magna L.) (apiàcies)
- Pimpinella tragium Vill. (apiàcies)
- Pimpinella villosa Schousb. (apiàcies)
- Pinguicula grandiflora Lam. (lentibulariàcies)

- Pinguicula grandiflora subsp.  dertosensis (Cañigueral) O. Bolòs et J. Vigo (= Pinguicula dertosensis Cañigueral)

- Pinus halepensis Mill. (pinàcies)

- Pinus halepensis subsp.  halepensis

- Pinus nigra Arnold (= Pinus clusiana Clem in Herrera, Pinus laricio Poiret) (pinàcies)

- Pinus nigra subsp.  salzmannii (Dunal) Franco

- Pinus pinaster Ait. (= Pinus maritima auct.) (pinàcies)
- Pinus pinea L. (pinàcies)
- Pinus sylvestris L. (pinàcies)
- Pistacia lentiscus L. (anacardiàcies)
- Pistacia terebinthus L. (anacardiàcies)
- Pisum sativum L. (fabàcies)

- Pisum sativum subsp.  sativum

- Plantago afra L. (= Plantago psyllium L.) (plantaginàcies)
- Plantago albicans L. (plantaginàcies)
- Plantago amplexicaulis Cav. (plantaginàcies)
- Plantago bellardii All. (plantaginàcies)

- Plantago bellardii subsp.  bellardii

- Plantago coronopus L. (plantaginàcies)

- Plantago coronopus subsp.  coronopus

- Plantago crassifolia Forsk. (plantaginàcies)
- Plantago lagopus L. (plantaginàcies)
- Plantago lanceolata L. (plantaginàcies)
- Plantago loeflingii L. (plantaginàcies)

- Plantago loeflingii subsp.  loeflingii
- Plantago loeflingii subsp.  notata (Lag.) O. Bolòs et J. Vigo (= Plantago notata Lag.)

- Plantago major L. (plantaginàcies)

- Plantago major subsp.  major

- Plantago maritima L. (plantaginàcies)

- Plantago maritima subsp.  serpentina (All.) Arcang. (= Plantago serpentina All.)

- Plantago media L. (plantaginàcies)
- Plantago ovata Forsk. (plantaginàcies)
- Plantago sempervirens Crantz (= Plantago cynops auct.) (plantaginàcies)

- Plantago sempervirens subsp.  sempervirens

- Plantago subulata L. (= Plantago recurvata L.) (plantaginàcies)

- Plantago subulata subsp.  radicata (Hoffms. et Link) O. Bolòs et J. Vigo (= Plantago radicata Hoffms. et Link)

- Platanthera bifolia (L.) L. C. M. Richard (= Orchis bifolia L.) (orquídies)
- Platanus x hispanica Mill. ex Münchh. (= Platanus x hybrida Brot., Platanus accidentalis x orientalis) (platanàcies)
- Platycapnos spicata (L.) Bernh. (papaveràcies)

- Platycapnos spicata subsp.  grandiflora (Rouy) Losa et Rivas Goday (= Platycapnos tenuiloba Pomel, Platycapnos grandiflora Rouy)
- Platycapnos spicata subsp.  spicata

- Plumbago europaea L. (plumbaginàcies)
- Poa annua L. (poàcies)

- Poa annua subsp.  annua
- Poa annua subsp.  exilis (Tommasini) Murb. (= Poa infirma Kunth)

- Poa bulbosa L. (poàcies)
- Poa compressa L. (poàcies)
- Poa flaccidula Boiss. et Reut. (= Poa balearica Porta) (poàcies)
- Poa ligulata Boiss. (poàcies)
- Poa nemoralis L. (poàcies)

- Poa nemoralis subsp.  nemoralis

- Poa pratensis L. (poàcies)

- Poa pratensis subsp.  angustifolia (L.) Gaud. (= Poa angustifolia L.)
- Poa pratensis subsp.  pratensis

- Poa trivialis L. (poàcies)

- Poa trivialis subsp.  sylvicola (Guss.) H. Lindb. f.
- Poa trivialis subsp.  trivialis

- Polycarpon tetraphyllum (L.) L. (cariofil·làcies)
- Polycnemum arvense L. (amarantàcies)

- Polycnemum arvense subsp.  arvense
- Polycnemum arvense subsp.  majus (A. Br.) Briq. (= Polycnemum majus A. Br.)

- Polygala calcarea F.W. Schultz (poligalàcies)
- Polygala exilis DC. (poligalàcies)
- Polygala monspeliaca L. (poligalàcies)
- Polygala rupestris Pourr. (poligalàcies)

- Polygala rupestris subsp.  rupestris

- Polygala vulgaris L. (poligalàcies)

- Polygala vulgaris subsp.  gerundensis (O. Bolòs et J. Vigo) O. Bolòs, J. Vigo, Masalles et Ninot (= Polygala nicaeensis Risso ex Koch in Röhling, Polygala vulgaris L. subsp. caesalpini auct. p. p.)
- Polygala vulgaris subsp.  vulgaris

- Polygonatum odoratum (Mill.) Druce (= Polygonatum officinalis All.) (liliàcies)
- Polygonum aviculare L. (poligonàcies)

- Polygonum aviculare subsp.  aviculare (= Polygonum heterophyllum Lindm.)
- Polygonum aviculare subsp.  bellardii (All.) O. Bolòs et J. Vigo (= Polygonum patulum auct., Polygonum bellardii All.)
- Polygonum aviculare subsp.  rurivagum (Jord. ex Boreau) Berher (= Polygonum rurivagum Jord. ex Boreau)

- Polygonum bistorta L. (poligonàcies)
- Polygonum convolvulus L. (= Fallopia convolvulus (L.) A. Löve, Bilderdykia convolvulus (L.) Dumort.) (poligonàcies)
- Polygonum equisetiforme Sm. (= Polygonum aviculare subp. caesaraugustanum (Echeandia) F. Q.) (poligonàcies)
- Polygonum hydropiper L. (poligonàcies)
- Polygonum lapathifolium L. (poligonàcies)
- Polygonum maritimum L. (poligonàcies)
- Polygonum persicaria L. (poligonàcies)
- Polygonum salicifolium Brouss. ex Willd. (= Polygonum serrulatum Lag.) (poligonàcies)
- Polypodium vulgare L. (polipodiàcies)

- Polypodium vulgare subsp.  serrulatum Arcang. (= Polypodium cambricum L., Polypodium australe Fée)
- Polypodium vulgare subsp.  vulgare

- Polypogon maritimus Willd. (poàcies)

- Polypogon maritimus subsp.  maritimus
- Polypogon maritimus subsp.  subspathaceus (Req.) Bonnier et Layens

- Polypogon monspeliensis (L.) Desf. (poàcies)
- Polypogon viridis (Gouan) Breistr. (= Agrostis semiverticilla (Forsk.) C. Chr., Agrostis verticillata Vill.) (poàcies)
- Polystichum aculeatum (L.) Roth. (= Polystichum lobatum (Huds.) F. Chev.) (polipodiàcies)
- Polystichum setiferum (Forsk.) Woynar (= Aspidium aculeatum auct.) (polipodiàcies)
- Populus alba L. (salicàcies)
- Populus tremula L. (salicàcies)
- Portulaca oleracea L. (portulacàcies)
- Posidonia oceanica (L.) Delile (posidoniàcies)
- Potamogeton coloratus Hornem. (= Potamogeton siculus Tineo ex Guss.) (potamogetonàcies)
- Potamogeton crispus L. (potamogetonàcies)
- Potamogeton densus L. (= Groenlandia densa (L.) Fourr.) (potamogetonàcies)
- Potamogeton nodosus Poiret in Lam. (= Potamogeton fluitans Rothm. p.p.) (potamogetonàcies)
- Potamogeton pectinatus L. (potamogetonàcies)
- Potamogeton pusillus L. (= Potamogeton panormitanus Biv.) (potamogetonàcies)
- Potentilla argentea L. (rosàcies)
- Potentilla caulescens L. (rosàcies)
- Potentilla cinerea Chaix in Vill. (rosàcies)

- Potentilla cinerea subsp.  velutina (Lehm.) Nyman (= Potentilla velutina Lehm., Potentilla cinerea Chaix ex Vill.)

- Potentilla erecta (L.) Räuschel (= Potentilla tormentilla Neck.) (rosàcies)
- Potentilla neumanniana Reichenb. (= Potentilla verna L. p. p. et auct., Potentilla tabernaemontani Asch.) (rosàcies)
- Potentilla pensylvanica L. (rosàcies)
- Potentilla reptans L. (rosàcies)
- Primula acaulis (L.) L. (= Primula vulgaris Huds.) (primulàcies)

- Primula acaulis subsp.  acaulis
- Primula veris subsp.  columnae (Ten.) Maire et Petitmengin (= Primula suaveloens Bertol., Primula columnae Ten.)

- Prunella grandiflora (L.) Scholler (lamiàcies)

- Prunella grandiflora subsp.  pyrenaica (Gren. et Godr.) A. et O. Bolòs (= Prunella hastifolia Brot., Prunella pyrenaica Gren. et Godr.)

- Prunella hyssopifolia L. (lamiàcies)
- Prunella laciniata (L.) L. (= Prunella alba Pallas) (lamiàcies)
- Prunella vulgaris L. (lamiàcies)
- Prunus avium (L.) L. (= Cerasus avium (L.) Moench) (rosàcies)
- Prunus domestica L. (rosàcies)

- Prunus domestica subsp.  domestica

- Prunus mahaleb L. (= Cerasus mahaleb (L.) Mill.) (rosàcies)
- Prunus prostrata Labill. (rosàcies)
- Prunus spinosa L. (rosàcies)

- Prunus spinosa subsp.  fruticans (Weihe) Nyman (= Prunus fruticans Weihe)

- Pseudorlaya pumila (L.) Grande (= Daucus pumilus (L.) Hoffm., Orlaya maritima Koch) (apiàcies)

- Pseudorlaya pumila subsp.  pumila (apiàcies)

- Psilurus incurvus (Gouan) Schinz et Thell. (= Psilurus nardoides Trin., Psilurus aristatus (L.) Duval-Jouve) (poàcies)
- Psoralea americana L. (= Cullen americanum (L.) Rydb.) (fabàcies)
- Psoralea bituminosa L. (= Bituminaria bituminosa (L.) C. H. Stirt) (fabàcies)
- Pteridium aquilinum (L.) Kuhn (polipodiàcies)
- Pteris vittata L. (= Pteris longifolia auct.) (polipodiàcies)
- Ptychotis saxifraga (L.) Loret et Barr. (= Ptychotis heterophylla Koch) (apiàcies)
- Puccinellia fasciculata (Torrey) E. P. Bicknell (= Puccinellia borreri (Bab.) Hayek) (poàcies)
- Puccinellia festuciformis (Host) Parl. (poàcies)
- Pulicaria arabica (L.) Cass. (asteràcies)

- Pulicaria arabica subsp.  hispanica (Boiss.) Murb. (= Pulicaria paludosa Link in Schrad., Pulicaria hispanica Boiss.)

- Pulicaria dysenterica (L.) Bernh. (asteràcies)
- Pulicaria odora (L.) Reichenb. (asteràcies)
- Pulicaria sicula (L.) Moris (asteràcies)
- Pulicaria vulgaris Gaertn. (asteràcies)
- Punica granatum L. (litràcies)
- Pyrola chlorantha Swartz (ericàcies)
- Pyrus malus L. (= Malus communis Lam.) (rosàcies)

- Pyrus malus subsp.  malus (= Malus sylvestris Mill., Malus acerba DC.)
- Pyrus malus subsp.  mitis (Wallr.) O. Bolòs et J. Vigo (= Malus domestica Borkh., Pyrus mitis Wallr.)

## Q
| Índex: A B C D E F G H I J K L M N O P Q R S T U V W X Y Z — Especials Inici — vegeu també — enllaços externs |

- Quercus coccifera L. (fagàcies)

- Quercus coccifera subsp.  coccifera

- Quercus faginea Lam. (fagàcies)

- Quercus faginea subsp.  faginea (= Quercus valentina Cav.)

- Quercus ilex L. (fagàcies)

- Quercus ilex subsp.  ballota (Desf.) Samp. (= Quercus rotundifolia Lam., Quercus ballota Desf.)
- Quercus ilex subsp.  ilex

- Quercus pyrenaica Willd. (= Quercus toza Bosc) (fagàcies)
- Quercus suber L. (fagàcies)

## R
| Índex: A B C D E F G H I J K L M N O P Q R S T U V W X Y Z — Especials Inici — vegeu també — enllaços externs |

- Radiola linoides Roth (linàcies)
- Ranunculus acris L. (= Ranunculus acer auct.) (ranunculàcies)

- Ranunculus acris subsp.  friesianus (Jord.) Syme (= Ranunculus friesianus Jord.)

- Ranunculus aquatilis L. (= Ranunculus diversifolius Gilib.) (ranunculàcies)

- Ranunculus aquatilis subsp.  baudotii (Godr.) Ball. (= Ranunculus baudotii Godr., Ranunculus peltatus subsp. baudotii (Godr.) Meikle ex Cook)
- Ranunculus aquatilis subsp.  fucoides (Freyn) O. Bolòs, J. Vigo, Masalles et Ninot (= Ranunculus fucoides Freyn in Willk. & Lange, Ranunculus peltatus Schrank subsp. fucoides (Freyn) Muñoz Garmendia)
- Ranunculus aquatilis subsp.  peltatus (Schrank) Syme (= Ranunculus peltatus Schrank subsp. peltatus, Batrachium peltatum (Schrank) Berchtold & Presl)

- Ranunculus arvensis L. (ranunculàcies)
- Ranunculus auricomus L. (ranunculàcies)

- Ranunculus auricomus subsp.  carlittensis (Sennen) Molero, Pujadas et Romo (= Ranunculus carlittensis Sennen)
- Ranunculus auricomus subsp.  envalirensis (Grau) Molero, Pujadas et Romo (= Ranunculus envalirensis Grau)

- Ranunculus bulbosus L. (ranunculàcies)

- Ranunculus bulbosus subsp.  adscendens (Brot.) Neves (= Ranunculus adscendens Brot.)
- Ranunculus bulbosus subsp.  aleae (Willk.) Rouy et Fouc. (= Ranunculus aleae Willk.)
- Ranunculus bulbosus subsp.  bulbifer (Jord.) P. Fourn. (= Ranunculus bulbifer Jord., Ranunculus bulbosus L. subsp. bulbosus)
- Ranunculus bulbosus subsp.  castellanus (Boiss. et Reut. ex Freyn) Ball et Heyw. (= Ranunculus castellanus Boiss. et Reut. ex Freyn)

- Ranunculus bullatus L. (ranunculàcies)

- Ranunculus bullatus subsp.  bullatus

- Ranunculus falcatus L. (= Ceratocephala falcata (L.) Pers., Ceratocephalus falcatus auct.) (ranunculàcies)
- Ranunculus ficaria L. (= Ficaria verna Huds., Ficaria ranunculoides Roth) (ranunculàcies)

- Ranunculus ficaria subsp.  bulbilifer Lambinon (= Ficaria verna Huds., Ficaria ranunculoides Roth)
- Ranunculus ficaria subsp.  ficaria

- Ranunculus gramineus L. (ranunculàcies)
- Ranunculus macrophyllus Desf. (ranunculàcies)
- Ranunculus muricatus L. (ranunculàcies)
- Ranunculus paludosus Poiret (= Ranunculus flabellatus Desf., Ranunculus chaerophyllos sensu Coste non L.) (ranunculàcies)

- Ranunculus paludosus subsp.  paludosus (= Ranunculus flabellatus Desf., Ranunculus chaerophyllos sensu Coste non L.)

- Ranunculus repens L. (ranunculàcies)
- Ranunculus sardous Crantz (ranunculàcies)

- Ranunculus sardous subsp.  sardous (= Ranunculus philonotis Ehrh.)
- Ranunculus sardous subsp.  trilobus (Desf.) Rouy et Fouc. (= Ranunculus trilobus Desf.)

- Ranunculus sceleratus L. (ranunculàcies)
- Ranunculus trichophyllus Chaix (= Ranunculus flaccidus Pers.) (ranunculàcies)
- Raphanus raphanistrum L. (brassicàcies)

- Raphanus raphanistrum subsp.  raphanistrum
- Raphanus raphanistrum subsp.  sativus (L.) Domin (= Raphanus sativus L.)

- Rapistrum rugosum (L.) Bergeret (brassicàcies)

- Rapistrum rugosum subsp.  rugosum

- Reichardia picroides (L.) Roth (= Picridium vulgare Desf.) (asteràcies)

- Reichardia picroides subsp.  intermedia (Schultz Bip.) Jah. et Maire (= Reichardia intermedia Schultz Bip.)
- Reichardia picroides subsp.  picroides

- Reichardia tingitana (L.) Roth (asteràcies)
- Reseda alba L. (resedàcies)

- Reseda alba subsp.  alba
- Reseda alba subsp.  crespoi (Valdés-Bermejo et Kaercher) O. Bolòs et J. Vigo (= Reseda paui Valdés-Bermejo et Kaercher)
- Reseda alba subsp.  gayana (Boiss.) Maire (= Reseda undata L., Reseda leucantha Hegelm.)

- Reseda lutea L. (= Reseda vivantii P. Monts.) (resedàcies)
- Reseda luteola L. (resedàcies)

- Reseda luteola subsp.  luteola

- Reseda phyteuma L. (resedàcies)

- Reseda phyteuma subsp.  phyteuma

- Reseda stricta Pers. (= Reseda erecta Lag.) (resedàcies)
- Reseda suffruticosa Loefl. (= Reseda macrostachya Lange) (resedàcies)
- Retama sphaerocarpa (L.) Boiss. (= Lygos sphaerocarpa (L.) Heyw.) (fabàcies)
- Rhagadiolus stellatus (L.) Gaertn. (asteràcies)

- Rhagadiolus stellatus subsp.  stellatus

- Rhamnus alaternus L. (ramnàcies)
- Rhamnus alpina L. (ramnàcies)

- Rhamnus alpina subsp.  alpina

- Rhamnus cathartica L. (ramnàcies)
- Rhamnus lycioides L. (ramnàcies)

- Rhamnus lycioides subsp.  borgiae Rivas Mart. (= Rhamnus lycioides L. subsp. velutinas auct. val. non (Boiss.) Maire)
- Rhamnus lycioides subsp.  lycioides
- Rhamnus lycioides subsp.  oleoides (L.) Jah. et Maire (= Rhamnus oleoides L.)

- Rhamnus pumila Turra (ramnàcies)
- Rhamnus saxatilis Jacq. (ramnàcies)

- Rhamnus saxatilis subsp.  saxatilis (= Rhamnus infectoria L.)

- Rhinanthus mediterraneus (Sterneck) Senn. (escrofulariàcies)

- Rhinanthus mediterraneus subsp.  mediterraneus
- Rhinanthus mediterraneus subsp.  pumilus (Sterneck) P. Fourn. (= Rhinanthus pumilus (Sterneck) Soldano)

- Rhinanthus minor L. (escrofulariàcies)
- Rhus coriaria L. (anacardiàcies)
- Ribes alpinum L. (saxifragàcies)
- Ridolfia segetum (L.) Moris (apiàcies)
- Robinia pseudoacacia L. (fabàcies)
- Rochelia disperma (L. f.) C. Koch (boraginàcies)
- Roemeria hybrida (L.) DC. (= Roemeria violacea Medic.) (papaveràcies)
- Romulea columnae Sebast. et Mauri (iridàcies)

- Romulea columnae subsp.  columnae

- Rorippa aspera (L.) Maire (= Sisymbrella aspera (L.) Spach, Nasturtium asperum (L.) Boiss.) (brassicàcies)

- Rorippa aspera subsp.  aspera (= Sisymbrella aspera (L.) Spach subsp. aspera)

- Rorippa islandica (Gunnerus) Borbás (= Rorippa palustris (L.) Bess., Nasturtium palustre (L.) DC.) (brassicàcies)
- Rorippa nasturtium-aquaticum (L.) Hayek (= Nasturtium officinale R. B. in Ait.) (brassicàcies)

- Rorippa nasturtium-aquaticum subsp.  microphylla (Boenningh. ex Reichenb.) O. Bolòs et J. Vigo (= Rorippa microphylla (Boenningh. ex Reichenb.) Hylander ex Löve et Löv, Rorippa microphylla Boenningh. ex Reichenb.)
- Rorippa nasturtium-aquaticum subsp.  nasturtium-aquaticum

- Rorippa pyrenaica (Lam.) Reichenb. (= Rorippa stylosa (Pers.)Mansf. et Rothm.) (brassicàcies)
- Rosa agrestis Savi (rosàcies)
- Rosa arvensis Huds. (= Rosa repens Scop.) (rosàcies)
- Rosa canina L. (rosàcies)

- Rosa canina subsp.  canina (= Rosa catalaunica Costa)
- Rosa canina subsp.  dumetorum (Thuill.) Keller et Gams (= Rosa corymbifera Borkh., Rosa dumetorum Thuill.)
- Rosa canina subsp.  stylosa (Desv.) F. Masclans (= Rosa stylosa Desv.)

- Rosa micrantha Borrer ex Sm. in Sowerby (rosàcies)
- Rosa montana Chaix (rosàcies)
- Rosa nitidula Bess. (rosàcies)
- Rosa pimpinellifolia L. (= Rosa spinosissima auct.) (rosàcies)

- Rosa pimpinellifolia subsp.  myriacantha (DC.) O. Bolòs et J. Vigo (= Rosa myriacantha DC.)
- Rosa pimpinellifolia subsp.  pimpinellifolia (= Rosa spinosissima auct.)

- Rosa pouzinii Tratt. (rosàcies)
- Rosa sempervirens L. (rosàcies)
- Rosa sicula Tratt. (rosàcies)
- Rosa tomentosa Sm. (rosàcies)
- Rubia peregrina L. (rubiàcies)

- Rubia peregrina subsp.  longifolia (Poiret) O. Bolòs (= Rubia longifolia Poiret)
- Rubia peregrina subsp.  peregrina

- Rubia tinctorum L. (rubiàcies)
- Rubus caesius L. (rosàcies)
- Rubus canescens DC. (= Rubus tomentosus Borkh. in Roem., Rubus incanescens Bertol.) (rosàcies)

- Rubus canescens subsp.  canescens (= Rubus tomentosus Borkh. in Roem.)
- Rubus canescens subsp.  lloydianus (Genev.) O. Bolòs et J. Vigo (= Rubus lloydianus Genevier)

- Rubus ulmifolius Schott (rosàcies)
- Rumex acetosella L. (poligonàcies)

- Rumex acetosella subsp.  acetosella
- Rumex acetosella subsp.  angiocarpus Murb.

- Rumex bucephalophorus L. (poligonàcies)
- Rumex conglomeratus Murray (poligonàcies)
- Rumex crispus L. (poligonàcies)
- Rumex obtusifolius L. (poligonàcies)
- Rumex patientia L. (poligonàcies)
- Rumex pulcher L. (poligonàcies)
- Rumex roseus L. (= Rumex tingitanus L.) (poligonàcies)
- Rumex scutatus L. (poligonàcies)

- Rumex scutatus subsp.  scutatus

- Ruppia cirrhosa (Petagna) Grande (= Ruppia spiralis L. ex Dumont) (ruppiàcies)
- Ruppia maritima L. (= Ruppia rostellata Koch) (ruppiàcies)
- Ruscus aculeatus L. (liliàcies)
- Ruscus hypophyllum L. (liliàcies)
- Ruta chalepensis L. (rutàcies)

- Ruta chalepensis subsp.  angustifolia (Pers.) Cout. (= Ruta angustifolia Pers.)
- Ruta chalepensis subsp.  chalepensis (= Ruta bracteosa DC.)

- Ruta montana (L.) L. (rutàcies)

## S
| Índex: A B C D E F G H I J K L M N O P Q R S T U V W X Y Z — Especials Inici — vegeu també — enllaços externs |

- Saccharum ravennae (L.) Murray (= Erianthus ravennae (L.) Beauv.) (poàcies)
- Sagina apetala Ard. (cariofil·làcies)

- Sagina apetala subsp.  erecta (Hornem.) Hermann (= Sagina erecta Hornem., Sagina erecta Murith) (cariofil·làcies)

- Sagina maritima G. Don (= Sagina rodriguezii Willk.) (cariofil·làcies)
- Sagina procumbens L. (cariofil·làcies)
- Sagina sabuletorum Lange (cariofil·làcies)
- Salicornia patula Duval-Jouve (= Salicornia herbacea L., Salicornia europaea auct.) (amarantàcies)
- Salix alba L. (salicàcies)

- Salix alba subsp.  alba

- Salix caprea L. (salicàcies)
- Salix cinerea L. (salicàcies)

- Salix cinerea subsp.  oleifolia (Sm.) Macreight (= Salix acuminata Mill., Salix atrocinerea Brot.)

- Salix elaeagnos Scop. (= Salix incana Schrank) (salicàcies)

- Salix elaeagnos subsp.  angustifolia (Cariot) Rechinger f. (= Salix angustifolia Cariot)

- Salix fragilis L. (salicàcies)
- Salix pedicellata Desf. (salicàcies)
- Salix purpurea L. (salicàcies)
- Salix salviifolia Brot. (salicàcies)
- Salix tarraconensis Pau in F. Q. (salicàcies)
- Salix triandra L. (salicàcies)
- Salsola genistoides Juss. ex Poiret in Lam. (= Caroxylon tamariscifolium Moq. p. p.) (amarantàcies)
- Salsola kali L. (amarantàcies)

- Salsola kali subsp.  ruthenica (Iljin) Soó (= Salsola ruthenica Iljin)

- Salsola oppositifolia Desf. (= Salsola verticillata auct., Salsola longifolia Desf. non Pallas) (amarantàcies)
- Salsola soda L. (amarantàcies)
- Salsola vermiculata L. (amarantàcies)
- Salvia aethiopis L. (lamiàcies)
- Salvia nemorosa L. (lamiàcies)

- Salvia nemorosa subsp.  valentina (Vahl) O. Bolòs, J. Vigo, Masalles et Ninot (= Salvia valentina Vahl)

- Salvia officinalis L. (lamiàcies)

- Salvia officinalis subsp.  lavandulifolia (Vahl) Gams (= Salvia lavandulifolia Vahl)

- Salvia phlomoides Asso. (lamiàcies)
- Salvia pratensis L. (lamiàcies)

- Salvia pratensis subsp.  pratensis

- Salvia sclarea L. (lamiàcies)
- Salvia verbenaca L. (lamiàcies)

- Salvia verbenaca subsp.  controversa (Ten.) Arcang. (= Salvia clandestina L., non Cad. et auct., Salvia controversa Ten.)
- Salvia verbenaca subsp.  horminoides (Pourr.) Nyman (= Salvia horminoides Pourr.)
- Salvia verbenaca subsp.  verbenaca

- Sambucus ebulus L. (caprifoliàcies)
- Sambucus nigra L. (caprifoliàcies)
- Samolus valerandi L. (primulàcies)
- Sanguisorba ancistroides (Desf.) A. Br. (rosàcies)

- Sanguisorba ancistroides subsp.  parviflora (Pomel) O. Bolòs, F. Q. et J. Vigo (= Sanguisorba parviflora Pomel)

- Sanguisorba minor Scop. (= Poterium sanguisorba L.) (rosàcies)

- Sanguisorba minor subsp.  minor (= Poterium dictyocarpum Spach)
- Sanguisorba minor subsp.  polygama (Waldst. et Kit.) Holub (= Sanguisorba minor Scop. subsp. Balearica (Nyman) Muñoz Garm. Et C. Navarro, Poterium polyganum Waldst. et Kit.)
- Sanguisorba minor subsp.  rupicola (Boiss. et Reut.) O. Bolòs et J. Vigo (= Sanguisorba rupicola Boiss. et Reut.)
- Sanguisorba minor subsp.  spachiana (Coss.) Muñoz Garm. et Pedrol (= Sanguisorba verrucosa Ehrenb.) A. Br., Poterium magnolii Spach)

- Sanicula europaea L. (apiàcies)
- Santolina chamaecyparissus L. (asteràcies)

- Santolina chamaecyparissus subsp.  squarrosa (DC.) Nyman (= Santolina squarrosa DC.)

- Saponaria glutinosa Bieb. (cariofil·làcies)
- Saponaria ocymoides L. (cariofil·làcies)
- Saponaria officinalis L. (cariofil·làcies)
- Sarcocapnos enneaphylla (L.) DC. (papaveràcies)

- Sarcocapnos enneaphylla subsp.  enneaphylla
- Sarcocapnos enneaphylla subsp.  saetabensis (Mateo et Figuerola) O. Bolòs, J. Vigo, Masalles et Ninot (= Sarcocapnos enneaphylla (L.) DC. var. speciosa sensu O. Bolòs et J. V, Sarcocapnos saetabensis Mateo et) (papaveràcies)

- Sarothamnus scoparius (L.) Wimm. ex Koch (= Cytisus scoparius (L.) Link) (fabàcies)

- Sarothamnus scoparius subsp.  reverchonii (Degen et Herv.) O. Bolòs, J. Vigo, Masalles et Ninot (= Sarothamnus reverchonii Degen et Herv., Cytisus scoparius (L.) Link)

- Satureja acinos (L.) Scheele (= Acinos arvensis (Lam.) Dandy, Calamintha acinos (L.) Clairv.) (lamiàcies)

- Satureja acinos subsp.  acinos
- Satureja acinos subsp.  meridionalis (Nyman) O. Bolòs et J. Vigo (= Acinos alpinus subsp. meridionalis (Nyman) P. W. Ball, Calamintha granatensis Bois. et Reut.)

- Satureja barceloi (Willk.) Pau (= Micromeria inodora (Desf.) Benth.) (lamiàcies)
- Satureja calamintha (L.) Scheele (= Calamintha nepeta (L.) Savi) (lamiàcies)

- Satureja calamintha subsp.  ascendens (Jord.) Briq. (= Calamintha sylvatica Bromf. subsp. ascendens (Jord.) P. W. Ball, Satureja ascendens Jord.)
- Satureja calamintha subsp.  glandulosa (Req.) Gams (= Calamintha nepeta (L.) Savi, Satureja glandulosa Req.)

- Satureja fruticosa (L.) Briq. (= Micromeria fruticosa (L.) Druce) (lamiàcies)

- Satureja fruticosa subsp.  fruticosa

- Satureja graeca L. (= Micromeria graeca (L.) Benth.) (lamiàcies)

- Satureja graeca subsp.  graeca (= Micromeria graeca (L.) Bentham ex Reichenb. subsp. graeca)

- Satureja montana L. (lamiàcies)

- Satureja montana subsp.  innota (Pau) F. Q. (= Satureja innota Pau)
- Satureja montana subsp.  montana
- Satureja montana subsp.  obovata (Lag.) O. Bolòs et J. Vigo (= Satureja obovata Lag.)

- Satureja rotundifolia (Pers.) Briq. (= Acinos rotundifolius Pers.) (lamiàcies)
- Satureja vulgaris (L.) Fritsch (= Clinopodium vulgare L., Calamintha clinopodium Benth.) (lamiàcies)

- Satureja vulgaris subsp.  vulgaris

- Saxifraga dichotoma Sternb. (= Saxifraga arundana Boiss.) (saxifragàcies)

- Saxifraga dichotoma subsp.  albarracinensis (Pau) Fdez. Casas et Laínz (= Saxifraga albarracinensis Pau)

- Saxifraga fragilis Schrank (= Saxifraga corbariensis Timb.-Lagr) (saxifragàcies)

- Saxifraga fragilis subsp.  var. valentina (Willk.) Bolos & Vigo (= Saxifraga valentina Willk.)

- Saxifraga granulata L. (saxifragàcies)

- Saxifraga granulata subsp.  granulata

- Saxifraga latepetiolata Willk. (saxifragàcies)
- Saxifraga longifolia Lap. (saxifragàcies)

- Saxifraga longifolia subsp.  longifolia

- Saxifraga tridactylites L. (saxifragàcies)

- Saxifraga tridactylites subsp.  tridactylites

- Scabiosa atropurpurea L. (= Scabiosa maritima L.) (caprifoliàcies)
- Scabiosa columbaria L. (caprifoliàcies)

- Scabiosa columbaria subsp.  columbaria
- Scabiosa columbaria subsp.  tomentosa (Cav.) F. Q. (= Scabiosa turolensis Pau, Scabiosa tomentosa Cav.)

- Scabiosa divaricata Jacq. (= Scabiosa sicula L.) (caprifoliàcies)
- Scabiosa saxatilis Cav. (caprifoliàcies)
- Scabiosa stellata L. (caprifoliàcies)
- Scandix australis L. (apiàcies)
- Scandix pecten-veneris L. (apiàcies)

- Scandix pecten-veneris subsp.  pecten-veneris (apiàcies)

- Scandix stellata Banks et Sol. in A. Russell (= Scandicium stellatum (Banks et Sol.) Thell., Scandix pinnatifida Vent.) (apiàcies)

- Scandix stellata subsp.  velutina (Coss.) O. Bolòs et J. Vigo (= Scandix velutina Coss.) (apiàcies)

- Schismus barbatus (L.) Thell. (= Schismus calycinus Coss. et Durieu, Schismus marginatus Beauv.) (poàcies)

- Schismus barbatus subsp.  barbatus

- Schkuhria pinnata (Lam.) O. Kuntze (asteràcies)
- Schoenus nigricans L. (ciperàcies)
- Scilla autumnalis L. (liliàcies)
- Scilla obtusifolia Poiret (liliàcies)

- Scilla obtusifolia subsp.  intermedia (Guss.) McNeill

- Scirpus cernuus Vahl (= Scirpus savii Sebast. et Mauri) (ciperàcies)
- Scirpus holoschoenus L. (= Scirpoides holoschoenus (L.) Sojak in Cas., Holoschoenus vulgaris Link) (ciperàcies)
- Scirpus lacustris L. (= Schoenoplectus lacustris (L.) Palla) (ciperàcies)

- Scirpus lacustris subsp.  lacustris
- Scirpus lacustris subsp.  tabernaemontani (C. C. Gmel.) Syme (= Scirpus glaucus Sm., Schoenoplectus tabernaemontani (C.C. Gmel.) Palla)

- Scirpus litoralis Schrad. (= Schoenoplectus litoralis (Schrad.) Palla) (ciperàcies)
- Scirpus maritimus L. (ciperàcies)
- Scirpus mucronatus L. (= Schoenoplectus mucronatus (L.) Palla) (ciperàcies)
- Scirpus setaceus L. (= Isolepis setacea (L.) R. Br.) (ciperàcies)
- Scirpus supinus L. (= Schoenoplectus supinus (L.) Palla) (ciperàcies)
- Scirpus sylvaticus L. (ciperàcies)
- Scleranthus annuus L. (cariofil·làcies)

- Scleranthus annuus subsp.  annuus (cariofil·làcies)
- Scleranthus annuus subsp.  polycarpos (L.) Bonnier et Layens (= Sagina polycarpos (L.) Torner, Sagina biennis (Reut.) Br.-Bl. et W. Koch) (cariofil·làcies)

- Scolymus hispanicus L. (asteràcies)
- Scolymus maculatus L. (asteràcies)
- Scorpiurus muricatus L. (fabàcies)

- Scorpiurus muricatus subsp.  subvillosus (L.) Thell. (= Scorpiurus subvillosus L.)
- Scorpiurus muricatus subsp.  sulcatus (L.) Thell. (= Scorpiurus sulcatus L.)

- Scorzonera angustifolia L. (= Scorzonera graminifolia auct.) (asteràcies)
- Scorzonera baetica (Boiss.) Boiss. (asteràcies)
- Scorzonera hirsuta L. (asteràcies)
- Scorzonera hispanica L. (asteràcies)

- Scorzonera hispanica subsp.  crispatula (Boiss.) Nyman (= Scorzonera crispatula (Boiss.) Boiss.)

- Scorzonera laciniata L. (= Podospermum laciniatum (L.) DC.) (asteràcies)
- Scrophularia auriculata L. (= Scrophularia aquatica L. p.p.) (escrofulariàcies)

- Scrophularia auriculata subsp.  pseudoauriculata (Senn.) O. Bolòs et J. Vigo (= Scrophularia valentina Rouy, Scrophularia pseudoauriculata Senn.)

- Scrophularia canina L. (escrofulariàcies)

- Scrophularia canina subsp.  canina
- Scrophularia canina subsp.  crithmifolia (Boiss.) O. Bolòs et J. Vigo (= Scrophularia crithmifolia Boiss.)
- Scrophularia canina subsp.  frutescens (L.) O. Bolòs et J. Vigo (= Scrophularia frutescens L.)

- Scrophularia peregrina L. (escrofulariàcies)
- Scrophularia sciophila Willk. (escrofulariàcies)
- Scutellaria galericulata L. (lamiàcies)
- Sedum acre L. (crassulàcies)
- Sedum album L. (crassulàcies)

- Sedum album subsp.  album

- Sedum amplexicaule DC. (= Sedum tenuifolium (Sibth. et Sm.) Strobl.) (crassulàcies)
- Sedum brevifolium DC. (crassulàcies)
- Sedum caespitosum (Cav.) DC. (= Sedum rubrum (L.) Thell., Crassula caespitosa Cav.) (crassulàcies)
- Sedum dasyphyllum L. (crassulàcies)
- Sedum rubens L. (= Crassula rubens L.) (crassulàcies)
- Sedum sediforme (Jacq.) Pau (= Sedum altissimum Poiret, Sedum nicaeense All.) (crassulàcies)
- Selaginella denticulata (L.) Spring (selaginel·làcies)
- Sempervivum tectorum L. (= Sempervivum arvernense Lecoq et Lamotte, Sempervivum erubescens Jord.) (crassulàcies)

- Sempervivum tectorum subsp.  tectorum (= Sempervivum arvernense Lecoq et Lamotte, Sempervivum erubescens Jord.)

- Senecio aquaticus Hill (asteràcies)

- Senecio aquaticus subsp.  erraticus (Bertol.) Tourlet (= Senecio erraticus Bertol.)

- Senecio auricula Bourg. ex Coss. (asteràcies)
- Senecio carpetanus Boiss. et Reut. (asteràcies)
- Senecio doria L. (asteràcies)

- Senecio doria subsp.  doria

- Senecio doronicum (L.) L. (asteràcies)

- Senecio doronicum subsp.  gerardii (Godr. et Gren.) Nyman (= Senecio gerardii Godr. et Gren.)
- Senecio doronicum subsp.  lagascanus (DC.) J. Vigo (= Senecio lagascanus DC.)

- Senecio erucifolius L. (asteràcies)
- Senecio gallicus Vill. in Chaix (asteràcies)
- Senecio jacobaea L. (asteràcies)
- Senecio lividus L. (asteràcies)
- Senecio malacitanus Huter (= Senecio linifolius L.) (asteràcies)
- Senecio minutus (Cav.) DC. (asteràcies)
- Senecio sylvaticus L. (asteràcies)
- Senecio viscosus L. (asteràcies)
- Senecio vulgaris L. (asteràcies)
- Serratula flavescens (L.) Poiret in Lam. (asteràcies)

- Serratula flavescens subsp.  leucantha (Cav.) P. Cantó et M. Costa (= Serratula leucantha (Cav.) DC., Serratula leucantha Cav.)

- Serratula nudicaulis (L.) DC. in Lam. et DC. (asteràcies)
- Serratula pinnatifida (Cav.) Poiret in Lam. (asteràcies)
- Sesamoides purpurascens (L.) G. López (= Sesamoides canescens sensu Fl. Eur.) (resedàcies)
- Seseli elatum L. (apiàcies)

- Seseli elatum subsp.  elatum (apiàcies)

- Seseli montanum L. (apiàcies)

- Seseli montanum subsp.  granatense (Willk.) C. Pardo (= Seseli granatense Willk.) (apiàcies)
- Seseli montanum subsp.  montanum (apiàcies)

- Seseli tortuosum L. (= Seseli littorale Willk.) (apiàcies)
- Setaria geniculata (Lam.) Beauv. (= Setaria geniculata p. Beauv.) (poàcies)
- Setaria pumila (Poiret) Schultes in Schultes et Schultes f. (= Setaria glauca auct., Setaria lutescens F.T. Hubbard) (poàcies)
- Setaria verticillata (L.) Beauv. (= Setaria adhaerens (Forsk.) Chiov.) (poàcies)
- Setaria verticilliformis Dumort. (= Setaria ambigua (Guss.) Guss., Setaria decipiens Schimp. ex Nyman) (poàcies)
- Setaria viridis (L.) Beauv. (poàcies)
- Sherardia arvensis L. (rubiàcies)
- Sideritis edetana Pau ex Peris, Figuerola & Stübing (lamiàcies)
- Sideritis hirsuta L. (lamiàcies)

- Sideritis hirsuta subsp.  hirsuta (= Sideritis dianica D. Rivera, Obón, A. Torre et A. Barber)

- Sideritis incana L. (lamiàcies)

- Sideritis incana subsp.  glauca (Cav.) Malagarriga (= Sideritis glauca Cav.)
- Sideritis incana subsp.  incana

- Sideritis montana L. (lamiàcies)

- Sideritis montana subsp.  ebracteata (Asso) Murb. (= Sideritis ebracteata Asso)

- Sideritis pungens Benth. (= Sideritis linearifolia auct.) (lamiàcies)
- Sideritis pungens Benth. (lamiàcies)
- Sideritis romana L. (lamiàcies)

- Sideritis romana subsp.  romana

- Sideritis scordioides L. (lamiàcies)
- Sideritis spinulosa Barnades ex Asso (lamiàcies)

- Sideritis spinulosa subsp.  spinulosa

- Sideritis tragoriganum Lag. (= Sideritis angustifolia auct.) (lamiàcies)
- Silene colorata Poiret (cariofil·làcies)
- Silene conica L. (cariofil·làcies)

- Silene conica subsp.  conica (cariofil·làcies)

- Silene conoidea L. (cariofil·làcies)
- Silene cretica L. (cariofil·làcies)
- Silene decipiens Barceló (= Silene apetala auct.) (cariofil·làcies)
- Silene diclinis (Lag.) Laínz (= Melandrium decline (Lag.) Willk.) (cariofil·làcies)
- Silene gallica L. (cariofil·làcies)
- Silene inaperta L. (cariofil·làcies)
- Silene italica (L.) Pers. (cariofil·làcies)

- Silene italica subsp.  hifacensis (Rouy) O. Bolòs et J. Vigo (= Silene hifacensis Rouy in Willk., Silene hifacensis Rouy) (cariofil·làcies)
- Silene italica subsp.  nevadensis (Boiss.) F. Q. (= Silene mellifera Boiss. et Reut., Silene nevadensis Boiss.) (cariofil·làcies)

- Silene latifolia Poiret (= Silene pratensis (Rafn.) Godr. et Gren., Silene alba (Mill.) E. H. L. Krause in Sturm.) (cariofil·làcies)

- Silene latifolia subsp.  latifolia (= Melandrium macrocarpum (Boiss. et Reut.) Willk., Melandrium divaricatum (Reichenb.) Fenzl in Ledeb.) (cariofil·làcies)

- Silene legionensis Lag. (cariofil·làcies)
- Silene littorea Brot. (cariofil·làcies)

- Silene littorea subsp.  littorea (cariofil·làcies)
- Silene littorea subsp.  nana (Camb.) O. Bolòs et J. Vigo (= Silene cambessedesii Boiss. et Reut., Silene nana Camb.) (cariofil·làcies)

- Silene micropetala Lag. (cariofil·làcies)
- Silene muscipula L. (cariofil·làcies)
- Silene nocturna L. (cariofil·làcies)
- Silene nutans L. (cariofil·làcies)

- Silene nutans subsp.  brachypoda (Rouy) Asch. et Graebn. (= Silene brachypoda Rouy) (cariofil·làcies)

- Silene obtusifolia Willd. (cariofil·làcies)
- Silene otites (L.) Wibel (cariofil·làcies)

- Silene otites subsp.  otites (cariofil·làcies)

- Silene portensis L. (cariofil·làcies)
- Silene psammitis Link ex Spreng. (cariofil·làcies)
- Silene pseudoatocion Desf. (cariofil·làcies)
- Silene ramosissima Desf. (cariofil·làcies)
- Silene rubella L. (cariofil·làcies)
- Silene saxifraga L. (cariofil·làcies)
- Silene scabriflora Brot. (= Silene hirsuta Lag., non Poiret) (cariofil·làcies)
- Silene sclerocarpa Dufour (= Silene cerastoides auct.) (cariofil·làcies)
- Silene secundiflora Otth in DC. (= Silene glauca Pourr. ex Lag., non Salisb.) (cariofil·làcies)
- Silene tridentata Desf. (cariofil·làcies)
- Silene vulgaris (Moench) Garcke (= Silene cucubalus Wibel, Silene inflata Sm.) (cariofil·làcies)

- Silene vulgaris subsp.  vulgaris (= Silene vulgaris subsp. commutata (Guss.) Hayek) (cariofil·làcies)

- Silybum eburneum Coss. et Durieu (asteràcies)
- Silybum marianum (L.) Gaertn. (asteràcies)
- Sinapis alba L. (brassicàcies)

- Sinapis alba subsp.  alba
- Sinapis alba subsp.  dissecta (Lag.) Bonnier (= Sinapis dissecta Lag.)

- Sinapis arvensis L. (brassicàcies)
- Sison amomum L. (apiàcies)
- Sisymbrium austriacum Jacq. (= Sisymbrium acutangulum DC. p. p., Sisymbrium pyrenaicum auct.) (brassicàcies)

- Sisymbrium austriacum subsp.  contortum (Cav.) Rouy et Fouc. (= Sisymbrium contortum Cav.)
- Sisymbrium austriacum subsp.  hispanicum (Jacq.) P. W. Ball et Heyw. (= Sisymbrium hispanicum Jacq.)

- Sisymbrium crassifolium Cav. (brassicàcies)

- Sisymbrium crassifolium subsp.  crassifolium
- Sisymbrium crassifolium subsp.  laxiflorum (Boiss.) O. Bolòs et J. Vigo (= Sisymbrium laxiflorum Boiss.)

- Sisymbrium erysimoides Desf. (brassicàcies)
- Sisymbrium irio L. (brassicàcies)
- Sisymbrium officinale (L.) Scop. (brassicàcies)
- Sisymbrium orientale L. (= Sisymbrium columnae Jacq.) (brassicàcies)

- Sisymbrium orientale subsp.  gaussenii (Chouard) O. Bolòs et J. Vigo (= Sisymbrium macroloma Pomel, Sisymbrium longesiliquosum Willk.)
- Sisymbrium orientale subsp.  orientale

- Sisymbrium runcinatum Lag. ex DC. (brassicàcies)
- Sium latifolium L. (apiàcies)
- Smilax aspera L. (esmilacàcies)
- Smyrnium olusatrum L. (apiàcies)
- Solanum bonariense L. (solanàcies)
- Solanum chenopodioides Lam. (= Solanum sublobatum Willd. ex Roem. et Schult., Solanum gracile Dunal) (solanàcies)
- Solanum dulcamara L. (solanàcies)
- Solanum elaeagnifolium Cav. (solanàcies)
- Solanum linnaeanum Hepper et Jaeger (= Solanum sodomeum auct.) (solanàcies)
- Solanum lycopersicum L. (= Lycopersicum esculentum Mill.) (solanàcies)
- Solanum nigrum L. (solanàcies)

- Solanum nigrum subsp.  miniatum (Willd.) Hartm. (= Solanum luteum Mill., Solanum villosum L.)
- Solanum nigrum subsp.  nigrum

- Solanum tuberosum L. (solanàcies)
- Solidago virgaurea L. (asteràcies)

- Solidago virgaurea subsp.  virgaurea

- Sonchus asper (L.) Hill (asteràcies)

- Sonchus asper subsp.  asper

- Sonchus crassifolius Pourr. ex Willd. (asteràcies)
- Sonchus maritimus L. (asteràcies)

- Sonchus maritimus subsp.  aquatilis (Pourr.) Nyman (= Sonchus aquatilis Pourr.)
- Sonchus maritimus subsp.  maritimus

- Sonchus oleraceus L. (asteràcies)
- Sonchus tenerrimus L. (asteràcies)
- Sorbus aria (L.) Crantz (rosàcies)

- Sorbus aria subsp.  aria

- Sorbus domestica L. (rosàcies)
- Sorbus torminalis (L.) Crantz (rosàcies)
- Sorghum halepense (L.) Pers. (poàcies)
- Sparganium erectum L. (= Sparganium ramosum Huds.) (tifàcies)

- Sparganium erectum subsp.  erectum
- Sparganium erectum subsp.  neglectum (Beeby) Schinz et Thell.

- Spartina densiflora Brongn. (poàcies)
- Spartina versicolor Fabre (= Spartina durieui Parl., Spartina patens auct.) (poàcies)
- Spartium junceum L. (fabàcies)
- Spergula arvensis L. (cariofil·làcies)
- Spergula pentandra L. (cariofil·làcies)
- Spergularia diandra (Guss.) Boiss. (= Spergularia salsuginea Fenzl) (cariofil·làcies)
- Spergularia marina (L.) Griseb. (= Spergularia salina J. et C. Presl) (cariofil·làcies)
- Spergularia maritima (All.) Chiov. (= Spergularia media (L.) C. Presl, Spergularia marginata Kittel) (cariofil·làcies)
- Spergularia rubra (L.) J. et C. Presl (cariofil·làcies)

- Spergularia rubra subsp.  atheniensis (Heldr. et Sart.) Rouy et Fouc. (= Spergularia bocconei (Scheele) Asch. et Graebn., Spergularia atheniensis Heldr. et Sart.) (cariofil·làcies)
- Spergularia rubra subsp.  heldreichii (Fouc. ex E. Simon II et P. Monnier) O. Bolòs et J. Vigo (= Spergularia heldreichii Fouc. ex E. Simon II et P. Monnier) (cariofil·làcies)
- Spergularia rubra subsp.  nicaeensis (Sarato ex Burnat) Briq. (= Spergularia nicaeensis Sarato ex Burnat) (cariofil·làcies)
- Spergularia rubra subsp.  rubra (= Spergularia campestris (L.) Asch.) (cariofil·làcies)

- Spergularia segetalis (L.) G. Don f. (cariofil·làcies)
- Sphenopus divaricatus (Gouan) Reichenb. (= Sphenopus gouanii Trin.) (poàcies)
- Spiranthes aestivalis (Poiret) L. C. M. Richard (orquídies)
- Spiranthes spiralis (L.) F. Chev. (= Spiranthes autumnalis L.C.M. Richard) (orquídies)
- Sporobolus indicus (L.) R. Br. (= Sporobolus poiretii (Roem. et Schultes) A.S. Hitchc., Sporobolus tenacissimus auct., non (L. f.) Beauv.) (poàcies)
- Sporobolus pungens (Schreb.) Kunth (= Sporobolus virginicus (L.) Kunth var. arenarius (Gouan) Maire, Sporobolus arenarius (Gouan) Duval-Jouve) (poàcies)
- Stachys arvensis (L.) L. (lamiàcies)
- Stachys heraclea All. (= Stachys valentina Lag.) (lamiàcies)
- Stachys ocymastrum (L.) Briq. (= Stachys hirta L.) (lamiàcies)
- Stachys officinalis (L.) Trevisan (= Betonica officinalis L.) (lamiàcies)
- Stachys recta L. (lamiàcies)
- Stachys sylvatica L. (lamiàcies)
- Staehelina dubia L. (asteràcies)
- Stellaria alsine Grimm (= Stellaria uliginosa Murray) (cariofil·làcies)
- Stellaria graminea L. (cariofil·làcies)
- Stellaria holostea L. (cariofil·làcies)
- Stellaria media (L.) Vill. (cariofil·làcies)

- Stellaria media subsp.  major (Koch) Arcang. (= Stellaria neglecta Weihe in Bluff et Fingerh, Stellaria catalaunica Senn.) (cariofil·làcies)
- Stellaria media subsp.  media (cariofil·làcies)
- Stellaria media subsp.  pallida (Dumort) Asch. et Graebn. (= Stellaria pallida (Dumort) Piré, Stellaria pallida Dumort) (cariofil·làcies)

- Stenotaphrum secundatum (Walter) O. Kuntze (poàcies)
- Stipa capensis Thunb. (= Stipa tortilis Desf., Stipa retorta Cav.) (poàcies)
- Stipa capillata L. (poàcies)
- Stipa lagascae Roem. et Schultes (poàcies)
- Stipa offneri Breistr. (= Stipa juncea auct., non L.) (poàcies)
- Stipa parviflora Desf. (poàcies)
- Stipa pennata L. (poàcies)

- Stipa pennata subsp.  iberica (Martinovsky) O. Bolòs, R.M. Masalles et J. Vigo (= Stipa iberica Martinovský)

- Stipa tenacissima L. (= Macrochloa tenacissima (L.) Kunth) (poàcies)
- Suaeda altissima (L.) Pallas (amarantàcies)
- Suaeda maritima (L.) Dumort (amarantàcies)
- Suaeda splendens (Pourr.) Gren. et Godr. (= Suaeda setigera (DC.) Moq.) (amarantàcies)
- Suaeda vera Forsk. ex J. F. Gmel. in L. (= Suaeda fruticosa auct.) (amarantàcies)

- Suaeda vera subsp.  braun-blanquetii (Pedrol et Castrov.) O. Bolòs et J. Vigo (= Suaeda vera Forsk. ex J. F. Gmel. in L. subsp. brevifolia auct., Suaeda braun-blanquetii Pedrol et Castrov.)
- Suaeda vera subsp.  pruinosa (Lange) O. Bolòs et J. Vigo (= Suaeda pruinosa Lange)
- Suaeda vera subsp.  vera

- Succisa pratensis Moench (caprifoliàcies)
- Succowia balearica (L.) Medic. (brassicàcies)
- Symphytum tuberosum L. (boraginàcies)

- Symphytum tuberosum subsp.  tuberosum

## T
| Índex: A B C D E F G H I J K L M N O P Q R S T U V W X Y Z — Especials Inici — vegeu també — enllaços externs |

- Tagetes minuta L. (asteràcies)
- Tamarix africana Poiret (tamaricàcies)
- Tamarix boveana Bunge (= Tamarix jimenezii Pau) (tamaricàcies)
- Tamarix canariensis Willd. (= Tamarix gallica auct. p. max. p.) (tamaricàcies)
- Tamus communis L. (dioscoreàcies)
- Tanacetum annuum L. (asteràcies)
- Tanacetum balsamita L. (= Balsamita major Desf.) (asteràcies)
- Tanacetum corymbosum (L.) Schultz Bip. (asteràcies)

- Tanacetum corymbosum subsp.  corymbosum

- Tanacetum parthenium (L.) Schultz Bip. (asteràcies)
- Tanacetum vulgare L. (asteràcies)
- Taraxacum laevigatum (Willd.) DC. (= Taraxacum erythrospermum Andrz. ex Bess., Taraxacum fulvum Raunk.) (asteràcies)
- Taraxacum obovatum (Willd.) DC. (asteràcies)
- Taraxacum officinale Weber in Wiggers (asteràcies)
- Taraxacum palustre (Lyons) Symons (asteràcies)

- Taraxacum palustre subsp.  litophyllum (de Lange et v. Soest) O. Bolòs, J. Vigo, Masalles et Ninot (= Taraxacum litophyllum de Lange et v. Soest)

- Taraxacum serotinum (Waldst. et Kit.) Poiret in Lam. (asteràcies)

- Taraxacum serotinum subsp.  pyropappum (Boiss. et Reut.) O. Bolòs, J. Vigo, Masalles et Ninot (= Taraxacum tomentosum Lange, Taraxacum pyropappum Boiss. et Reut.)

- Taxus baccata L. (taxàcies)
- Teesdalia coronopifolia (Bergeret) Thell. (= Teesdalia lepidium DC.) (brassicàcies)
- Telephium imperati L. (cariofil·làcies)

- Telephium imperati subsp.  imperati (cariofil·làcies)

- Tetragonolobus maritimus (L.) Roth. (= Tetragonolobus siliquosus (L.) Roth.) (fabàcies)
- Teucrium botrys L. (lamiàcies)
- Teucrium buxifolium Schreb. (lamiàcies)
- Teucrium campanulatum L. (lamiàcies)
- Teucrium chamaedrys L. (lamiàcies)

- Teucrium chamaedrys subsp.  pinnatifidum (Senn.) Reichenb. f. (= Teucrium pinnatifidum Senn.)

- Teucrium fruticans L. (lamiàcies)
- Teucrium muletii Roselló, P. P. Ferrer, E. Laguna, Gómez Nav., A. Guillén & Peris
- Teucrium polium L. (lamiàcies)

- Teucrium polium subsp.  aragonense (Loscos et Pardo) O. Bolòs et J. Vigo (= Teucrium aragonense Loscos et Pardo)
- Teucrium polium subsp.  aureum (Schreb.) Arcang. (= Teucrium polium L. subsp. luteum (Mill.) Briq., Teucrium aureum Schreb.)
- Teucrium polium subsp.  capitatum (L.) Arcang. (= Teucrium capitatum L.)
- Teucrium polium subsp.  dunense Senn. (= Teucrium dunense Sennen)
- Teucrium polium subsp.  eriocephalum (Willk.) O. Bolòs et J. Vigo (= Teucrium eriocephalum Willk.)
- Teucrium polium subsp.  gnaphalodes (L'Hér.) F. Masclans (= Teucrium gnaphalodes L'Hér.)
- Teucrium polium subsp.  latifolium (Willk.) O. Bolòs et Vigo (= Teucrium polium L. subsp. carthaginense auct. val., non Lange, Teucrium homotrichum F. Q.)
- Teucrium polium subsp.  polium (= Teucrium polium L. subsp. pseudohyssopus sensu Lacaita, Litard. et bot. catal. pl.)

- Teucrium pseudochamaepitys L. (lamiàcies)
- Teucrium pumilum L. (lamiàcies)

- Teucrium pumilum subsp.  carolipaui (C. Vic. ex Pau) D. Wood (= Teucrium carolipaui C. Vic. ex Pau)
- Teucrium pumilum subsp.  lepicephalum (Pau) O. Bolòs et J. Vigo (= Teucrium lepicephalum Pau)
- Teucrium pumilum subsp.  pumilum
- Teucrium pumilum subsp.  verticillatum (Cav.) Fdez. Casas (= Teucrium libanitis Schreb., Teucrium verticillatum Cav.)

- Teucrium scordium L. (lamiàcies)

- Teucrium scordium subsp.  scordioides (Schreb.) Arcang. (= Teucrium scordioides Schreb.)

- Teucrium webbianum Boiss. (= Teucrium pugionifolium Pau) (lamiàcies)
- Thalictrum flavum L. (ranunculàcies)

- Thalictrum flavum subsp.  glaucum (Desf.) Batt. in Batt. et Trab. (= Thalictrum speciosissimum L. in Loefl., Thalictrum glaucum Desf.)

- Thalictrum foetidum L. (ranunculàcies)

- Thalictrum foetidum subsp.  valentinum O. Bolòs et J. Vigo

- Thalictrum minus L. (ranunculàcies)

- Thalictrum minus subsp.  minus

- Thalictrum morisonii Gmel. (ranunculàcies)

- Thalictrum morisonii subsp.  morisonii (= Thalictrum maritimum L. Duf.)

- Thalictrum tuberosum L. (ranunculàcies)
- Thapsia villosa L. (apiàcies)

- Thapsia villosa subsp.  villosa (apiàcies)

- Thelypteris thelypteroides (Michx) Holub (= Thelypteris palustris Schott, Dryopteris thelypteris (L.) A. Gray) (polipodiàcies)
- Thesium humifusum DC. (santalàcies)

- Thesium humifusum subsp.  divaricatum (Jan ex Mert. et Koch in Röhling) Bonnier (= Thesium divaricatum Jan ex Mert. et Koch in Röhling)

- Thesium humile Vahl (santalàcies)
- Thlaspi arvense L. (brassicàcies)

- Thlaspi arvense subsp.  arvense

- Thlaspi perfoliatum L. (brassicàcies)

- Thlaspi perfoliatum subsp.  perfoliatum

- Thlaspi suffruticosum Asso (= Thaspi stenopterum Boiss. et Reut.) (brassicàcies)
- Thymbra capitata (L.) Cav. (= Thymus capitatus (L.) Hoffms. et Link, Coridothymus capitatus (L.) Reichenb. f.) (lamiàcies)
- Thymelaea argentata (Lam.) Pau (= Thymelaea nitida (Vahl) Endl.) (timeleàcies)
- Thymelaea hirsuta (L.) Endl. (timeleàcies)
- Thymelaea passerina (L.) Coss. et Germ. (= Passerina annua Wikstr.) (timeleàcies)

- Thymelaea pubescens (L.) Meissn. in DC. (= Thymelaea thesioides (Wikstr.) Endl., Thymelaea pubescens subsp. thesioides (Lam.) Kit Tan)

- Thymelaea sanamunda All. (= Passerina thymelaea (L.) DC.) (timeleàcies)
- Thymelaea tartonraira (L.) All. (timeleàcies)

- Thymelaea tartonraira subsp.  valentina (Pau) O. Bolòs et J. Vigo (= Thymelaea valentina Pau)

- Thymelaea tinctoria (Pourr.) Endl. (timeleàcies)

- Thymelaea tinctoria subsp.  tinctoria

- Thymus granatensis Boiss. (lamiàcies)

- Thymus granatensis subsp.  micranthus (Willk. in Willk. et Lange) O. Bolòs et J. Vigo (= Thymus micranthus Willk. in Willk. et Lange)

- Thymus hyemalis Lange (lamiàcies)
- Thymus longiflorus Boiss. (lamiàcies)

- Thymus longiflorus subsp.  ciliatus (Sandwith ex Lacaita) Rivas Mart. (= Thymus ciliatus Sandwith ex Lacaita)
- Thymus longiflorus subsp.  membranaceus (Boiss.) O. Bolòs et J. Vigo (= Thymus mambranaceus Boiss.)

- Thymus mastichina L. (lamiàcies)
- Thymus piperella L. (lamiàcies)
- Thymus richardii Pers. (lamiàcies)
- Thymus serpylloides Bory (lamiàcies)

- Thymus serpylloides subsp.  gadorensis (Pau) Jalas (= Thymus gadorensis Pau)

- Thymus serpyllum L. (lamiàcies)

- Thymus serpyllum subsp.  chamaedrys (Fries) Celak. (= Thymus pulegioides L., Thymus chamaedrys Fries)
- Thymus serpyllum subsp.  leptophyllus (Lange) C. Vic. (= Thymus leptophyllus Lange)

- Thymus vulgaris L. (lamiàcies)

- Thymus vulgaris subsp.  aestivus (Reut.) A. et O. Bolòs (= Thymus aestivus Reut.)
- Thymus vulgaris subsp.  vulgaris

- Thymus webbianus Rouy (= Thymus baeticus Boiss. ex Lacaita, Thymus hirtus auct. valent.) (lamiàcies)
- Thymus zygis L. (lamiàcies)

- Thymus zygis subsp.  gracilis (Boiss.) Morales (= Thymus gracilis Boiss.)

- Tilia platyphyllos Scop. (malvàcies)

- Tilia platyphyllos subsp.  cordifolia (Bess.) C.K. Schneider (= Tilia cordifolia Bess.)
- Tilia platyphyllos subsp.  platyphyllos

- Tolpis barbata (L.) Gaertn. (asteràcies)

- Tolpis barbata subsp.  umbellata (Bertol.) Maire in Jah. et Maire (= Tolpis umbellata Bertol.)

- Tordylium maximum L. (apiàcies)
- Torilis arvensis (Huds.) Link (apiàcies)

- Torilis arvensis subsp.  neglecta Thell. in Hegi (apiàcies)
- Torilis arvensis subsp.  purpurea (Ten.) Hayek (= Torilis arvensis (Huds.) Link subsp. heterophylla (Guss.) Thell., Torilis purpurea Ten.) (apiàcies)
- Torilis arvensis subsp.  recta (= Torilis arvensis (Huds.) Link subsp. divaricata (Moench.) Thell., Torilis helvetica Gmel.) (apiàcies)

- Torilis japonica (Houtt.) DC. (= Torilis anthriscus (L.) Gmel.) (apiàcies)
- Torilis leptophylla (L.) Reichenb. f. (= Caucalis leptophylla L.) (apiàcies)
- Torilis nodosa (L.) Gaertn. (apiàcies)
- Trachelium caeruleum L. (campanulàcies)
- Tragopogon dubius Scop. (= Tragopogon major Jacq.) (asteràcies)
- Tragopogon hybridus L. (= Geropogon glaber L.) (asteràcies)
- Tragopogon porrifolius L. (asteràcies)

- Tragopogon porrifolius subsp.  australis (Jord.) Nyman (= Tragopogon australis Jord.)

- Tragus racemosus (L.) All. (poàcies)
- Tribulus terrestris L. (zigofil·làcies)

- Tribulus terrestris subsp.  orientalis (A. Kerner) Dostál (= Tribulus orientalis A. Kerner, Tribulus terrestris L.) (Zigofil.)
- Tribulus terrestris subsp.  terrestris (Zigofil.)

- Trifolium angustifolium L. (fabàcies)
- Trifolium arvense L. (fabàcies)
- Trifolium bocconei Savi (fabàcies)
- Trifolium campestre Schreb. in Sturm (= Trifolium procumbens auct., Trifolium agrarium auct.) (fabàcies)
- Trifolium cherleri L. (fabàcies)
- Trifolium dubium Sibth. (= Trifolium minus Sm.) (fabàcies)
- Trifolium fragiferum L. (fabàcies)
- Trifolium glomeratum L. (fabàcies)
- Trifolium hirtum All. (fabàcies)
- Trifolium lappaceum L. (fabàcies)
- Trifolium montanum L. (fabàcies)

- Trifolium montanum subsp.  montanum

- Trifolium obscurum Savi (fabàcies)

- Trifolium obscurum subsp.  aequidentatum (P. Lara) C. Vic. (= Trifolium isodon Murb., Trifolium aequidentatum P. Lara)

- Trifolium ochroleucon Huds. (= Trifolium ochroleucum Huds.) (fabàcies)
- Trifolium ornithopodioides L. (= Trigonella ornithopodioides (L.) DC.) (fabàcies)
- Trifolium repens L. (fabàcies)
- Trifolium resupinatum L. (fabàcies)
- Trifolium rubens L. (fabàcies)
- Trifolium scabrum L. (fabàcies)
- Trifolium stellatum L. (fabàcies)
- Trifolium striatum L. (fabàcies)
- Trifolium strictum L. (= Trifolium laevigatum Poiret) (fabàcies)
- Trifolium subterraneum L. (fabàcies)
- Trifolium tomentosum L. (fabàcies)
- Triglochin palustre L. (juncaginàcies)
- Trigonella corniculata L. (fabàcies)

- Trigonella corniculata subsp.  occidentalis Greuter (= Trigonella esculenta Willd., Trigonella elatior Sm. in Sibth. & Sm.)

- Trigonella foenum-graecum L. (fabàcies)
- Trigonella gladiata Bieb. (fabàcies)
- Trigonella monspeliaca L. (fabàcies)
- Trigonella polyceratia L. (fabàcies)
- Trinia glauca (L.) Dumort (apiàcies)

- Trinia glauca subsp.  glauca (= Trinia vulgaris DC.) (apiàcies)

- Triplachne nitens (Guss.) Link (poàcies)
- Trisetum flavescens (L.) Beauv. (= Trisetaria flavescens (L.) Maire) (poàcies)

- Trisetum flavescens subsp.  flavescens

- Trisetum paniceum (Lam.) Pers. (= Trisetum neglectum Roem. et Schultes, Trisetaria panicea (Lam.) Maire) (poàcies)
- Trisetum scabriusculum (Lag.) Coss. ex Willk. (= Trisetaria scabriuscula (Lag.) Paunero, Koeleria scabriuscula (Lag.) Haeckel) (poàcies)
- Trisetum velutinum Boiss. (= Trisetum cavanillesianum Borja et F. Q., Trisetaria velutina (Boiss.) Paunero) (poàcies)
- Tulipa sylvestris L. (liliàcies)

- Tulipa sylvestris subsp.  australis (Link) Pamp.

- Turgenia latifolia (L.) Hoffm. (= Caucalis latifolia L.) (apiàcies)
- Tussilago farfara L. (asteràcies)
- Typha angustifolia L. (tifàcies)

- Typha angustifolia subsp.  australis (Schum. et Thonn.) Graebn.

- Typha latifolia L. (tifàcies)
- Tyrimnus leucographus (L.) Cass. (asteràcies)

## U
| Índex: A B C D E F G H I J K L M N O P Q R S T U V W X Y Z — Especials Inici — vegeu també — enllaços externs |

- Ulex parviflorus Pourr. (fabàcies)

- Ulex parviflorus subsp.  parviflorus (= Ulex parviflorus Pourr. var. calycotomoides Rothm., non Webb)

- Ulmus glabra Huds. (= Ulmus scabra Mill., Ulmus montana With.) (ulmàcies)
- Ulmus minor Mill. (= Ulmus carpinifolia Suckow, Ulmus campestris auct.) (ulmàcies)
- Umbilicus rupestris (Salisb.) Dandy (= Umbilicus pendulinus DC., Cotyledon umbilicus-veneris auct. non L.) (crassulàcies)

- Umbilicus rupestris subsp.  horizontalis (Guss.) O. Bolòs et J. Vigo (= Umbilicus horizontalis Guss.)
- Umbilicus rupestris subsp.  rupestris (= Umbilicus pendulinus DC., Cotyledon umbilicus-veneris auct. non L.)

- Urginea maritima (L.) Baker (= Scilla maritima L.) (liliàcies)
- Urginea undulata (Desf.) Steinh. (liliàcies)
- Urospermum dalechampii (L.) Scop. ex F. W. Schmidt (asteràcies)
- Urospermum picroides (L.) Scop. ex F. W. Schmidt (asteràcies)
- Urtica dioica L. (urticàcies)
- Urtica membranacea Poiret in Lam. (= Urtica dubia Forsk., Urtica caudata Vahl) (urticàcies)
- Urtica pilulifera L. (urticàcies)
- Urtica urens L. (urticàcies)
- Utricularia vulgaris L. (lentibulariàcies)

## V
| Índex: A B C D E F G H I J K L M N O P Q R S T U V W X Y Z — Especials Inici — vegeu també — enllaços externs |

- Vaccaria hispanica (Mill.) Rauschert (= Vaccaria pyramidata Medic.) (cariofil·làcies)
- Vaccinium myrtillus L. (ericàcies)
- Valantia hispida L. (rubiàcies)
- Valantia muralis L. (rubiàcies)
- Valeriana montana L. (caprifoliàcies)

- Valeriana montana subsp.  tripteris (L.) Rouy (= Valeriana tripteris L.)

- Valeriana officinalis L. (caprifoliàcies)
- Valeriana tuberosa L. (caprifoliàcies)
- Valerianella coronata (L.) DC. (caprifoliàcies)
- Valerianella dentata (L.) Pollich (= Valerianella morisonii (Spreng.) DC.) (caprifoliàcies)
- Valerianella discoidea (L.) Loisel. (caprifoliàcies)
- Valerianella echinata (L.) DC. in Lam. et DC. (caprifoliàcies)
- Valerianella eriocarpa Desv. (caprifoliàcies)
- Valerianella locusta (L.) Laterrade (= Valerianella olitoria (L.) Pollich) (caprifoliàcies)
- Valerianella martinii Loscos (caprifoliàcies)
- Valerianella microcarpa Loisel. (caprifoliàcies)
- Valerianella rimosa Bast. in Desv. (caprifoliàcies)
- Velezia rigida L. (cariofil·làcies)
- Vella spinosa Boiss. (brassicàcies)
- Ventenata dubia (Leers) Coss. (= Ventenata avenacea Koeler) (poàcies)
- Verbascum barnadesii Vahl (= Celsia barnadesii (Vahl) G. Don. f.) (escrofulariàcies)

- Verbascum barnadesii subsp.  valentinum (F. Q.) O. Bolòs et J. Vigo (= Verbascum fontqueri Benedí et J. M. Monts., Verbascum valentinum F. Q.)

- Verbascum blattaria L. (escrofulariàcies)
- Verbascum boerhavii L. (= Verbascum majale DC.) (escrofulariàcies)
- Verbascum chaixii Vill. (escrofulariàcies)

- Verbascum chaixii subsp.  chaixii

- Verbascum lychnitis L. (escrofulariàcies)
- Verbascum pulverulentum Vill. (escrofulariàcies)
- Verbascum rotundifolium Ten. (escrofulariàcies)

- Verbascum rotundifolium subsp.  haenseleri (Boiss.) Murb.

- Verbascum sinuatum L. (escrofulariàcies)
- Verbascum thapsus L. (escrofulariàcies)

- Verbascum thapsus subsp.  giganteum (Willk.) Nyman (= Verbascum giganteum Willk.)
- Verbascum thapsus subsp.  montanum (Schrad.) Bonnier et Layens (= Verbascum thapsus L. subps. crassifolium (Lam.) Murb., Verbascum montanum Schrad.)

- Verbena officinalis L. (verbenàcies)
- Verbena supina L. (verbenàcies)
- Verbesina encelioides (Cav.) Benth. et Hook. f. ex A. Gray (asteràcies)
- Veronica agrestis L. (escrofulariàcies)
- Veronica anagallis-aquatica L. (escrofulariàcies)

- Veronica anagallis-aquatica subsp.  anagallis-aquatica
- Veronica anagallis-aquatica subsp.  anagalloides (Guss.) Batt. (= Veronica anagalloides Guss.)
- Veronica anagallis-aquatica subsp.  aquatica Maire (= Veronica catenata Pennell)

- Veronica arvensis L. (escrofulariàcies)
- Veronica austriaca L. (escrofulariàcies)

- Veronica austriaca subsp.  tenuifolia (Asso) O. Bolòs et J. Vigo (= Veronica tenuifolia Asso)

- Veronica beccabunga L. (escrofulariàcies)
- Veronica chamaedrys L. (escrofulariàcies)
- Veronica cymbalaria Bodard (escrofulariàcies)

- Veronica cymbalaria subsp.  cymbalaria
- Veronica cymbalaria subsp.  trichadena Jord. et Fourr.

- Veronica hederifolia L. (escrofulariàcies)

- Veronica hederifolia subsp.  hederifolia

- Veronica officinalis L. (escrofulariàcies)
- Veronica peregrina L. (escrofulariàcies)

- Veronica peregrina subsp.  peregrina

- Veronica persica Poiret in Lam. (escrofulariàcies)
- Veronica polita Fries (escrofulariàcies)
- Veronica praecox All. (escrofulariàcies)
- Veronica serpyllifolia L. (escrofulariàcies)

- Veronica serpyllifolia subsp.  humifusa (Dickson) Syme in Sowerby (= Veronica humifusa Dickson)

- Veronica triphyllos L. (escrofulariàcies)
- Veronica verna L. (escrofulariàcies)
- Viburnum lantana L. (caprifoliàcies)
- Viburnum tinus L. (caprifoliàcies)

- Viburnum tinus subsp.  tinus

- Vicia benghalensis L. (= Vicia atropurpurea Desf.) (fabàcies)
- Vicia bithynica (L.) L. (fabàcies)
- Vicia cracca L. (fabàcies)

- Vicia cracca subsp.  tenuifolia (Roth) Bonnier et Layens (= Vicia tenuifolia Roth, Cracca tenuifolia (Roth) Gren. et Godr.)

- Vicia ervilia (L.) Willd. (= Ervum ervilia L.) (fabàcies)
- Vicia faba L. (= Faba vulgaris Moench) (fabàcies)
- Vicia hirsuta (L.) S. F. Gray (= Ervum hirsutum L.) (fabàcies)
- Vicia hybrida L. (= Vicia linnaei Rouy) (fabàcies)
- Vicia lathyroides L. (fabàcies)
- Vicia lutea L. (fabàcies)
- Vicia onobrychioides L. (fabàcies)
- Vicia pannonica Crantz (fabàcies)

- Vicia pannonica subsp.  striata (Bieb.) Nyman (= Vicia purpurascens DC., Vicia striata Bieb.)

- Vicia peregrina L. (fabàcies)
- Vicia pyrenaica Pourr. (fabàcies)
- Vicia sativa L. (fabàcies)

- Vicia sativa subsp.  amphicarpa (L.) Batt. in Batt. et Trab. (= Vicia amphicarpa Dorthes, Vicia amphicarpa L.)
- Vicia sativa subsp.  nigra (L.) Ehrh. (= Vicia angustifolia (L.) Reichard, Vicia nigra L.)
- Vicia sativa subsp.  sativa (= Vicia sativa L. subsp. obovata Gaud.)

- Vicia sepium L. (fabàcies)
- Vicia tetrasperma (L.) Schreb. (fabàcies)

- Vicia tetrasperma subsp.  gracilis (Loisel.) Hook. (= Vicia parviflora Cav., Vicia tenuissima auct.)
- Vicia tetrasperma subsp.  tetrasperma (= Ervum tetraspermum L. s. str.)

- Vicia villosa Roth (= Cracca villosa (Roth) Gren. et Godr.) (fabàcies)

- Vicia villosa subsp.  pseudocracca (Bertol.) Rouy (= Cracca bertolonii Gren. et Godr., Vicia pseudocracca Bertol.)
- Vicia villosa subsp.  triflora (Ten.) O. Bolòs, J. Vigo, Masalles et Ninot (= Vicia monantha Retz., Vicia biflora Desf.)
- Vicia villosa subsp.  villosa (= Vicia godroni Rouy)

- Vinca difformis Pourr. (= Vinca media Hoffms. et Link) (apocinàcies)
- Vinca major L. (apocinàcies)
- Vincetoxicum hirundinaria Medic. (apocinàcies)

- Vincetoxicum hirundinaria subsp.  intermedium (Loret et Barr.) Markgraf (= Vincetoxicum officinale Moench, Vincetoxicum intermedium Loret et Barr.)

- Vincetoxicum nigrum (L.) Moench (apocinàcies)
- Viola alba Bess. (violàcies)

- Viola alba subsp.  dehnhardtii (Ten.) W. Becker (= Viola dehnhardtii Ten.)
- Viola alba subsp.  scotophylla (Jord.) Nyman (= Viola scotophylla (Jordan) Nyman, Viola alba Besser var. scotophylla (Jordan) Pacher)

- Viola arborescens L. (violàcies)
- Viola odorata L. (violàcies)
- Viola rupestris F.W. Schmidt (= Viola arenaria DC.) (violàcies)

- Viola rupestris subsp.  rupestris

- Viola suavis Bieb. (violàcies)

- Viola suavis subsp.  sepincola (Jord.) W. Becker (= Viola sepincola Jord.)

- Viola sylvestris Lam. (violàcies)

- Viola sylvestris subsp.  riviniana (Reichenb.) Tourlet (= Viola riviniana Reichenb.)
- Viola sylvestris subsp.  sylvestris (= Viola reichenbachiana Jord. ex Boreau)

- Viola tricolor L. (violàcies)

- Viola tricolor subsp.  arvensis (Murray) Gaud. (= Viola arvensis Murray)
- Viola tricolor subsp.  minima Gaud. (= Viola kitaibeliana Roem. et Schultes)

- Viola willkommii Roem. (violàcies)
- Viscum album L. (lorantàcies )

- Viscum album subsp.  austriacum (Wiesb.) Vollmann (= Viscum laxum Boiss. et Reut., Viscum austriacum Wiesb.)

- Vitaliana primuliflora Bertol. (= Gregoria vitaliana (L.) Lap., Androsace vitaliana (L.) Lapeyr.) (primulàcies)
- Vitex agnus-castus L. (verbenàcies)
- Vitis vinifera L. (vitàcies)
- Vulpia ciliata Dumort. (= Vulpia aetnensis Tineo) (poàcies)
- Vulpia membranacea (L.) Dumort. (poàcies)

- Vulpia membranacea subsp.  fasciculata (Forsk.) O. Bolòs, R.M. Masalles et J. Vigo (= Vulpia uniglumis (Ait.) Dumort., Vulpia fasciculata (Forssk.) Samp.)
- Vulpia membranacea subsp.  membranacea (= Vulpia longiseta (Brot.) Hackel, Vulpia pyramidata (Link) Rothm.)

- Vulpia muralis (Kunth) Nees (= Vulpia broteri Boiss. et Reut.) (poàcies)
- Vulpia myuros (L.) C. C. Gmel. (poàcies)
- Vulpia unilateralis (L.) Stace (= Nardurus maritimus (L.) Murb., Nardurus unilateralis (L.) Boiss.) (poàcies)

## W
| Índex: A B C D E F G H I J K L M N O P Q R S T U V W X Y Z — Especials Inici — vegeu també — enllaços externs |

- Wahlenbergia lobelioides (L. f.) A. DC. (campanulàcies)

- Wahlenbergia lobelioides subsp.  nutabunda (Guss.) Murb. (= Wahlenbergia nutabunda (Guss.) A. DC.)

- Wangenheimia lima (L.) Trin. (poàcies)
- Withania frutescens (L.) Pauquy (solanàcies)
- Withania somnifera (L.) Dunal in DC. (solanàcies)

## X
| Índex: A B C D E F G H I J K L M N O P Q R S T U V W X Y Z — Especials Inici — vegeu també — enllaços externs |

- Xagropogon littoralis (Sm.) C.E. Hubbard (= Polypogon littoralis Sm.) (poàcies)
- Xanthium echinatum Murray (asteràcies)

- Xanthium echinatum subsp.  italicum (Moretti) O. Bolòs et J. Vigo (= Xanthium italicum Moretti)

- Xanthium orientale L. (asteràcies)
- Xanthium spinosum L. (asteràcies)
- Xeranthemum inapertum (L.) Mill. (asteràcies)

## Z
| Índex: A B C D E F G H I J K L M N O P Q R S T U V W X Y Z — Especials Inici — vegeu també — enllaços externs |

- Zannichellia palustris L. (= Zannichellia dentata Willd.) (potamogetonàcies)

- Zannichellia palustris subsp. palustris (potamogetonàcies)
- Zannichellia palustris subsp. peltata (Bertol.) O. Bolòs, J. Vigo, R.M. Masalles et Ninot (= Zannichellia contorta (Desf.) Chamisso et Schlech.) (potamogetonàcies)

- Ziziphora hispanica L. (lamiàcies)

- Ziziphora hispanica subsp.  aragonensis (Pau) O. Bolòs (= Ziziphora aragonensis Pau)

- Zostera marina L. (zosteràcies)
- Zostera noltii Hornem. (= Zostera nana Roth. p.p.) (zosteràcies)
- Zygophyllum fabago L. (zigofil·làcies)